# 1948
Portal Geschichte | Portal Biografien | Aktuelle Ereignisse | Jahreskalender | Tagesartikel

◄ |
19. Jahrhundert |
20. Jahrhundert
| 21. Jahrhundert

◄ |
1910er |
1920er |
1930er |
1940er
| 1950er | 1960er | 1970er | ►

◄◄ |
◄ |
1944 |
1945 |
1946 |
1947 |
1948
| 1949 | 1950 | 1951 | 1952 | ► | ►►
Staatsoberhäupter · Wahlen · Nekrolog  · Literaturjahr · Musikjahr · Filmjahr · Rundfunkjahr · Sportjahr
| Januar | Januar | Januar | Januar | Januar | Januar | Januar | Januar |
| Kw     | Mo     | Di     | Mi     | Do     | Fr     | Sa     | So     |
| ------ | ------ | ------ | ------ | ------ | ------ | ------ | ------ |
| 1      |        |        |        | 1      | 2      | 3      | 4      |
| 2      | 5      | 6      | 7      | 8      | 9      | 10     | 11     |
| 3      | 12     | 13     | 14     | 15     | 16     | 17     | 18     |
| 4      | 19     | 20     | 21     | 22     | 23     | 24     | 25     |
| 5      | 26     | 27     | 28     | 29     | 30     | 31     |        |

| Februar | Februar | Februar | Februar | Februar | Februar | Februar | Februar |
| Kw      | Mo      | Di      | Mi      | Do      | Fr      | Sa      | So      |
| ------- | ------- | ------- | ------- | ------- | ------- | ------- | ------- |
| 5       |         |         |         |         |         |         | 1       |
| 6       | 2       | 3       | 4       | 5       | 6       | 7       | 8       |
| 7       | 9       | 10      | 11      | 12      | 13      | 14      | 15      |
| 8       | 16      | 17      | 18      | 19      | 20      | 21      | 22      |
| 9       | 23      | 24      | 25      | 26      | 27      | 28      | 29      |

| März | März | März | März | März | März | März | März |
| Kw   | Mo   | Di   | Mi   | Do   | Fr   | Sa   | So   |
| ---- | ---- | ---- | ---- | ---- | ---- | ---- | ---- |
| 10   | 1    | 2    | 3    | 4    | 5    | 6    | 7    |
| 11   | 8    | 9    | 10   | 11   | 12   | 13   | 14   |
| 12   | 15   | 16   | 17   | 18   | 19   | 20   | 21   |
| 13   | 22   | 23   | 24   | 25   | 26   | 27   | 28   |
| 14   | 29   | 30   | 31   |      |      |      |      |

| April | April | April | April | April | April | April | April |
| Kw    | Mo    | Di    | Mi    | Do    | Fr    | Sa    | So    |
| ----- | ----- | ----- | ----- | ----- | ----- | ----- | ----- |
| 14    |       |       |       | 1     | 2     | 3     | 4     |
| 15    | 5     | 6     | 7     | 8     | 9     | 10    | 11    |
| 16    | 12    | 13    | 14    | 15    | 16    | 17    | 18    |
| 17    | 19    | 20    | 21    | 22    | 23    | 24    | 25    |
| 18    | 26    | 27    | 28    | 29    | 30    |       |       |

| Mai | Mai | Mai | Mai | Mai | Mai | Mai | Mai |
| Kw  | Mo  | Di  | Mi  | Do  | Fr  | Sa  | So  |
| --- | --- | --- | --- | --- | --- | --- | --- |
| 18  |     |     |     |     |     | 1   | 2   |
| 19  | 3   | 4   | 5   | 6   | 7   | 8   | 9   |
| 20  | 10  | 11  | 12  | 13  | 14  | 15  | 16  |
| 21  | 17  | 18  | 19  | 20  | 21  | 22  | 23  |
| 22  | 24  | 25  | 26  | 27  | 28  | 29  | 30  |
| 23  | 31  |     |     |     |     |     |     |

| Juni | Juni | Juni | Juni | Juni | Juni | Juni | Juni |
| Kw   | Mo   | Di   | Mi   | Do   | Fr   | Sa   | So   |
| ---- | ---- | ---- | ---- | ---- | ---- | ---- | ---- |
| 23   |      | 1    | 2    | 3    | 4    | 5    | 6    |
| 24   | 7    | 8    | 9    | 10   | 11   | 12   | 13   |
| 25   | 14   | 15   | 16   | 17   | 18   | 19   | 20   |
| 26   | 21   | 22   | 23   | 24   | 25   | 26   | 27   |
| 27   | 28   | 29   | 30   |      |      |      |      |

| Juli | Juli | Juli | Juli | Juli | Juli | Juli | Juli |
| Kw   | Mo   | Di   | Mi   | Do   | Fr   | Sa   | So   |
| ---- | ---- | ---- | ---- | ---- | ---- | ---- | ---- |
| 27   |      |      |      | 1    | 2    | 3    | 4    |
| 28   | 5    | 6    | 7    | 8    | 9    | 10   | 11   |
| 29   | 12   | 13   | 14   | 15   | 16   | 17   | 18   |
| 30   | 19   | 20   | 21   | 22   | 23   | 24   | 25   |
| 31   | 26   | 27   | 28   | 29   | 30   | 31   |      |

| August | August | August | August | August | August | August | August |
| Kw     | Mo     | Di     | Mi     | Do     | Fr     | Sa     | So     |
| ------ | ------ | ------ | ------ | ------ | ------ | ------ | ------ |
| 31     |        |        |        |        |        |        | 1      |
| 32     | 2      | 3      | 4      | 5      | 6      | 7      | 8      |
| 33     | 9      | 10     | 11     | 12     | 13     | 14     | 15     |
| 34     | 16     | 17     | 18     | 19     | 20     | 21     | 22     |
| 35     | 23     | 24     | 25     | 26     | 27     | 28     | 29     |
| 36     | 30     | 31     |        |        |        |        |        |

| September | September | September | September | September | September | September | September |
| Kw        | Mo        | Di        | Mi        | Do        | Fr        | Sa        | So        |
| --------- | --------- | --------- | --------- | --------- | --------- | --------- | --------- |
| 36        |           |           | 1         | 2         | 3         | 4         | 5         |
| 37        | 6         | 7         | 8         | 9         | 10        | 11        | 12        |
| 38        | 13        | 14        | 15        | 16        | 17        | 18        | 19        |
| 39        | 20        | 21        | 22        | 23        | 24        | 25        | 26        |
| 40        | 27        | 28        | 29        | 30        |           |           |           |

| Oktober | Oktober | Oktober | Oktober | Oktober | Oktober | Oktober | Oktober |
| Kw      | Mo      | Di      | Mi      | Do      | Fr      | Sa      | So      |
| ------- | ------- | ------- | ------- | ------- | ------- | ------- | ------- |
| 40      |         |         |         |         | 1       | 2       | 3       |
| 41      | 4       | 5       | 6       | 7       | 8       | 9       | 10      |
| 42      | 11      | 12      | 13      | 14      | 15      | 16      | 17      |
| 43      | 18      | 19      | 20      | 21      | 22      | 23      | 24      |
| 44      | 25      | 26      | 27      | 28      | 29      | 30      | 31      |

| November | November | November | November | November | November | November | November |
| Kw       | Mo       | Di       | Mi       | Do       | Fr       | Sa       | So       |
| -------- | -------- | -------- | -------- | -------- | -------- | -------- | -------- |
| 45       | 1        | 2        | 3        | 4        | 5        | 6        | 7        |
| 46       | 8        | 9        | 10       | 11       | 12       | 13       | 14       |
| 47       | 15       | 16       | 17       | 18       | 19       | 20       | 21       |
| 48       | 22       | 23       | 24       | 25       | 26       | 27       | 28       |
| 49       | 29       | 30       |          |          |          |          |          |

| Dezember | Dezember | Dezember | Dezember | Dezember | Dezember | Dezember | Dezember |
| Kw       | Mo       | Di       | Mi       | Do       | Fr       | Sa       | So       |
| -------- | -------- | -------- | -------- | -------- | -------- | -------- | -------- |
| 49       |          |          | 1        | 2        | 3        | 4        | 5        |
| 50       | 6        | 7        | 8        | 9        | 10       | 11       | 12       |
| 51       | 13       | 14       | 15       | 16       | 17       | 18       | 19       |
| 52       | 20       | 21       | 22       | 23       | 24       | 25       | 26       |
| 53       | 27       | 28       | 29       | 30       | 31       |          |          |

| Januar | Januar | Januar | Januar | Januar | Januar | Januar | Januar |
| Kw     | Mo     | Di     | Mi     | Do     | Fr     | Sa     | So     |
| ------ | ------ | ------ | ------ | ------ | ------ | ------ | ------ |
| 1      |        |        |        | 1      | 2      | 3      | 4      |
| 2      | 5      | 6      | 7      | 8      | 9      | 10     | 11     |
| 3      | 12     | 13     | 14     | 15     | 16     | 17     | 18     |
| 4      | 19     | 20     | 21     | 22     | 23     | 24     | 25     |
| 5      | 26     | 27     | 28     | 29     | 30     | 31     |        |

| Februar | Februar | Februar | Februar | Februar | Februar | Februar | Februar |
| Kw      | Mo      | Di      | Mi      | Do      | Fr      | Sa      | So      |
| ------- | ------- | ------- | ------- | ------- | ------- | ------- | ------- |
| 5       |         |         |         |         |         |         | 1       |
| 6       | 2       | 3       | 4       | 5       | 6       | 7       | 8       |
| 7       | 9       | 10      | 11      | 12      | 13      | 14      | 15      |
| 8       | 16      | 17      | 18      | 19      | 20      | 21      | 22      |
| 9       | 23      | 24      | 25      | 26      | 27      | 28      | 29      |

| März | März | März | März | März | März | März | März |
| Kw   | Mo   | Di   | Mi   | Do   | Fr   | Sa   | So   |
| ---- | ---- | ---- | ---- | ---- | ---- | ---- | ---- |
| 10   | 1    | 2    | 3    | 4    | 5    | 6    | 7    |
| 11   | 8    | 9    | 10   | 11   | 12   | 13   | 14   |
| 12   | 15   | 16   | 17   | 18   | 19   | 20   | 21   |
| 13   | 22   | 23   | 24   | 25   | 26   | 27   | 28   |
| 14   | 29   | 30   | 31   |      |      |      |      |

| April | April | April | April | April | April | April | April |
| Kw    | Mo    | Di    | Mi    | Do    | Fr    | Sa    | So    |
| ----- | ----- | ----- | ----- | ----- | ----- | ----- | ----- |
| 14    |       |       |       | 1     | 2     | 3     | 4     |
| 15    | 5     | 6     | 7     | 8     | 9     | 10    | 11    |
| 16    | 12    | 13    | 14    | 15    | 16    | 17    | 18    |
| 17    | 19    | 20    | 21    | 22    | 23    | 24    | 25    |
| 18    | 26    | 27    | 28    | 29    | 30    |       |       |

| Mai | Mai | Mai | Mai | Mai | Mai | Mai | Mai |
| Kw  | Mo  | Di  | Mi  | Do  | Fr  | Sa  | So  |
| --- | --- | --- | --- | --- | --- | --- | --- |
| 18  |     |     |     |     |     | 1   | 2   |
| 19  | 3   | 4   | 5   | 6   | 7   | 8   | 9   |
| 20  | 10  | 11  | 12  | 13  | 14  | 15  | 16  |
| 21  | 17  | 18  | 19  | 20  | 21  | 22  | 23  |
| 22  | 24  | 25  | 26  | 27  | 28  | 29  | 30  |
| 23  | 31  |     |     |     |     |     |     |

| Juni | Juni | Juni | Juni | Juni | Juni | Juni | Juni |
| Kw   | Mo   | Di   | Mi   | Do   | Fr   | Sa   | So   |
| ---- | ---- | ---- | ---- | ---- | ---- | ---- | ---- |
| 23   |      | 1    | 2    | 3    | 4    | 5    | 6    |
| 24   | 7    | 8    | 9    | 10   | 11   | 12   | 13   |
| 25   | 14   | 15   | 16   | 17   | 18   | 19   | 20   |
| 26   | 21   | 22   | 23   | 24   | 25   | 26   | 27   |
| 27   | 28   | 29   | 30   |      |      |      |      |

| Juli | Juli | Juli | Juli | Juli | Juli | Juli | Juli |
| Kw   | Mo   | Di   | Mi   | Do   | Fr   | Sa   | So   |
| ---- | ---- | ---- | ---- | ---- | ---- | ---- | ---- |
| 27   |      |      |      | 1    | 2    | 3    | 4    |
| 28   | 5    | 6    | 7    | 8    | 9    | 10   | 11   |
| 29   | 12   | 13   | 14   | 15   | 16   | 17   | 18   |
| 30   | 19   | 20   | 21   | 22   | 23   | 24   | 25   |
| 31   | 26   | 27   | 28   | 29   | 30   | 31   |      |

| August | August | August | August | August | August | August | August |
| Kw     | Mo     | Di     | Mi     | Do     | Fr     | Sa     | So     |
| ------ | ------ | ------ | ------ | ------ | ------ | ------ | ------ |
| 31     |        |        |        |        |        |        | 1      |
| 32     | 2      | 3      | 4      | 5      | 6      | 7      | 8      |
| 33     | 9      | 10     | 11     | 12     | 13     | 14     | 15     |
| 34     | 16     | 17     | 18     | 19     | 20     | 21     | 22     |
| 35     | 23     | 24     | 25     | 26     | 27     | 28     | 29     |
| 36     | 30     | 31     |        |        |        |        |        |

| September | September | September | September | September | September | September | September |
| Kw        | Mo        | Di        | Mi        | Do        | Fr        | Sa        | So        |
| --------- | --------- | --------- | --------- | --------- | --------- | --------- | --------- |
| 36        |           |           | 1         | 2         | 3         | 4         | 5         |
| 37        | 6         | 7         | 8         | 9         | 10        | 11        | 12        |
| 38        | 13        | 14        | 15        | 16        | 17        | 18        | 19        |
| 39        | 20        | 21        | 22        | 23        | 24        | 25        | 26        |
| 40        | 27        | 28        | 29        | 30        |           |           |           |

| Oktober | Oktober | Oktober | Oktober | Oktober | Oktober | Oktober | Oktober |
| Kw      | Mo      | Di      | Mi      | Do      | Fr      | Sa      | So      |
| ------- | ------- | ------- | ------- | ------- | ------- | ------- | ------- |
| 40      |         |         |         |         | 1       | 2       | 3       |
| 41      | 4       | 5       | 6       | 7       | 8       | 9       | 10      |
| 42      | 11      | 12      | 13      | 14      | 15      | 16      | 17      |
| 43      | 18      | 19      | 20      | 21      | 22      | 23      | 24      |
| 44      | 25      | 26      | 27      | 28      | 29      | 30      | 31      |

| November | November | November | November | November | November | November | November |
| Kw       | Mo       | Di       | Mi       | Do       | Fr       | Sa       | So       |
| -------- | -------- | -------- | -------- | -------- | -------- | -------- | -------- |
| 45       | 1        | 2        | 3        | 4        | 5        | 6        | 7        |
| 46       | 8        | 9        | 10       | 11       | 12       | 13       | 14       |
| 47       | 15       | 16       | 17       | 18       | 19       | 20       | 21       |
| 48       | 22       | 23       | 24       | 25       | 26       | 27       | 28       |
| 49       | 29       | 30       |          |          |          |          |          |

| Dezember | Dezember | Dezember | Dezember | Dezember | Dezember | Dezember | Dezember |
| Kw       | Mo       | Di       | Mi       | Do       | Fr       | Sa       | So       |
| -------- | -------- | -------- | -------- | -------- | -------- | -------- | -------- |
| 49       |          |          | 1        | 2        | 3        | 4        | 5        |
| 50       | 6        | 7        | 8        | 9        | 10       | 11       | 12       |
| 51       | 13       | 14       | 15       | 16       | 17       | 18       | 19       |
| 52       | 20       | 21       | 22       | 23       | 24       | 25       | 26       |
| 53       | 27       | 28       | 29       | 30       | 31       |          |          |

Im Jahr 1948 steht vor allem die Zuspitzung der alliierten Gegensätze in der deutschen Frage im Mittelpunkt des Weltinteresses, die einen dramatischen Höhepunkt mit der Währungsreform und der sich unmittelbar daran anschließenden Berlin-Blockade erlebt, der die Westmächte mit der Errichtung der Berliner Luftbrücke begegnen. Einen weiteren Krisenherd bildet der Nahe Osten, wo der UN-Teilungsplan für Palästina vom Vorjahr die jüdisch-arabischen Spannungen nicht beilegen konnte; sie entladen sich stattdessen im Palästinakrieg, als das britische Mandat endet und Israel seine Unabhängigkeit ausruft.

## Überblick

### Deutschland

Die vier Besatzungszonen

In der Deutschlandfrage treten die unterschiedlichen Interessen zwischen den westlichen Alliierten und der Sowjetunion immer deutlicher zutage. Nachdem im Februar in der Tschechoslowakei die Kommunisten unter Klement Gottwald die Macht übernommen hatten, befürchtet man im Westen, dass eine ähnliche Entwicklung auch für Berlin und Deutschland drohen könnte. Auf der Londoner Sechsmächtekonferenz erfolgt daher eine erste bedeutende Weichenstellung in Richtung auf die geplante Etablierung eines westdeutschen Staates, was von der sowjetischen Seite als Verstoß gegen das Potsdamer Abkommen gewertet wird und zum Auszug des sowjetischen Militärgouverneurs Sokolowski aus dem Kontrollrat führt. Umgekehrt behindert die sowjetische Seite zunehmend den freien Zugang nach West-Berlin und greift auch direkt in die Autorität des Berliner Magistrats unter Louise Schroeder ein, indem der Polizeiapparat gezielt kommunistisch ausgerichtet wird.
Die Ereignisse eskalieren, nachdem in den drei Westzonen mit der D-Mark eine neue Währung eingeführt wird, was dort zwar das Ende der Rationierungswirtschaft beschleunigt, zugleich aber die sowjetische Zone, wo zunächst weiterhin die Reichsmark im Umlauf ist, mit einer Inflation bedroht. Trotz der sowjetischen Warnungen wird die D-Mark wenige Tage später auch in West-Berlin eingeführt. Im Osten reagiert man darauf mit der Schließung der Land- und Wasserwege zwischen den Westzonen und West-Berlin; auch die Stromzufuhr für die drei Westsektoren wird gekappt. Der flammende Appell des Berliner Oberbürgermeisters Ernst Reuter an die Völker der Welt am 9. September trägt dazu bei, dass die Westmächte alle Anstrengungen unternehmen, West-Berlin per Luftbrücke zu versorgen.
Unterdessen werden konkrete Schritte für eine Verfassungsgebung für die drei Westzonen unternommen. Die Rahmenbedingungen dafür werden von den Westmächten in den Frankfurter Dokumenten vorgegeben; nach ersten vorbereitenden Konsultationen in der Rittersturz-Konferenz und dem Verfassungskonvent auf Herrenchiemsee nimmt der Parlamentarische Rat in Bonn seine Arbeit auf, die schließlich in der Ausarbeitung des Grundgesetzes – die Bezeichnung wurde gewählt, um den provisorischen Charakter der Staatsgründung zu betonen, deren Endziel die staatliche Einheit Deutschlands sein sollte – gipfelt.

### Palästina
Im zweiten großen Krisenherd des Jahres, Palästina, herrschte bereits faktisch seit langem ein latenter Bürgerkrieg zwischen der arabischen und der durch die Einwanderung aus Europa zahlenmäßig rasch zunehmenden jüdischen Bevölkerung. Zum einen war die britische Mandatsmacht häufig Ziel von Anschlägen, zum anderen waren Angriffe zwischen Juden und Arabern an der Tagesordnung. Das offizielle Ende des britischen Mandates am 15. Mai ließ die Situation weiter eskalieren und die israelische Seite versuchte, durch die Ausrufung eines eigenen Staates am 14. Mai (der 15. war ein Sabbat) dem arabischen Angriff zu begegnen. Zunächst befand sich die israelische Seite, trotz der unmittelbar erfolgten Anerkennung des neuen Staates durch die Supermächte, in der Defensive; von Norden drangen die Armeen Libanons und Syriens nach Galiläa vor, irakische und jordanische Verbände eroberten das Westjordanland und vom Sinai aus stießen ägyptische Truppen Richtung Tel Aviv vor. Nach einiger Zeit gelang es den Israelis jedoch, nicht zuletzt durch den Aufbau einer eigenen Luftstreitmacht aus tschechischen Beständen, Boden gut zu machen, die Straße zwischen Tel Aviv und Jerusalem zu sichern und in Galiläa den Gegner zurückzudrängen. Internationale Vermittlungsversuche fruchteten zunächst wenig, im Gegenteil, der UN-Kommissar für Palästina, Graf Bernadotte, fiel wegen seines Engagements für die palästinensischen Flüchtlinge einem Anschlag jüdischer Extremisten zum Opfer.

### Griechenland
Im Griechischen Bürgerkrieg konnten die Regierungstruppen Fortschritte gegen die kommunistischen Aufständischen erzielen.

### China
In China erobert die Volksbefreiungsarmee Maos die Mandschurei und bedroht Peking, das zunächst noch von nationalchinesischen Truppen unter dem zunehmend autokratisch regierenden Chiang Kai-shek gehalten wurde.

### Korea
In Korea festigte sich die staatliche Teilung durch die Gründung der Volksrepublik im Norden und der Republik unter Rhee Syng-man im Süden; der Abzug der US-amerikanischen bzw. sowjetischen Truppen ließ hier aber zunächst die Hoffnung aufkommen, dass ein bewaffneter Konflikt nicht zum Ausbruch kommen würde. Beginn des Jeju-Massakers.

### Indien
Auf dem indischen Subkontinent dauerten die Auseinandersetzungen zwischen den beiden jungen Staaten Indien und Pakistan um Kaschmir an. Die Ermordung Mahatma Gandhis, der für den Ausgleich zwischen beiden Staaten eingetreten war, durch einen radikalen Hindu-Nationalisten ist symptomatisch für die Spannungen der Region. Der Nizam von Hyderabad, der wegen des hohen muslimischen Bevölkerungsanteils in seinem Land der Indischen Union zunächst noch ferngeblieben war, wird in einem einwöchigen Feldzug von indischen Truppen unterworfen.

### Vereinigte Staaten
In den USA ist auf politischer Ebene das Verschärfen des Kalten Krieges deutlich spürbar. Für die anstehende Präsidentschaftswahl im November rechnen Umfragen mit einer klaren Niederlage für Amtsinhaber Harry S. Truman. Diesem gelingt es jedoch überraschend, seinen republikanischen Herausforderer Thomas E. Dewey zu besiegen. Im Juli sorgt Trumans präsidiale Verfügung zur Aufhebung der Rassentrennung in den Streitkräften für Aufsehen.

## Ereignisse

### Politik und Weltgeschehen

#### Januar
- 01. Januar: Enrico Celio wird erneut Bundespräsident der Schweiz.
- 01. Januar: Enrico De Nicola wird erster italienischer Staatspräsident.
- 01. Januar: Das GATT (General Agreement on Tariffs and Trade) tritt in Kraft.
- 01. Januar: Die republikanische Verfassung tritt in Kraft und macht Italien zur Republik.
- 01. Januar: In Großbritannien werden die Eisenbahngesellschaften verstaatlicht.

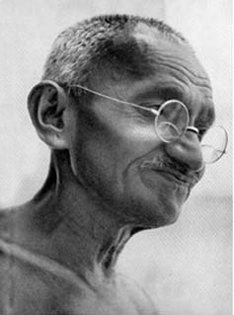
Mahatma Gandhi (1929)

- 03. Januar: Einführung des Francs im Saarland.
- 04. Januar: Birma (seit 1989 Myanmar) erlangt seine Unabhängigkeit von Großbritannien.
- 27. Januar: Italien wird Mitglied in der UNESCO.

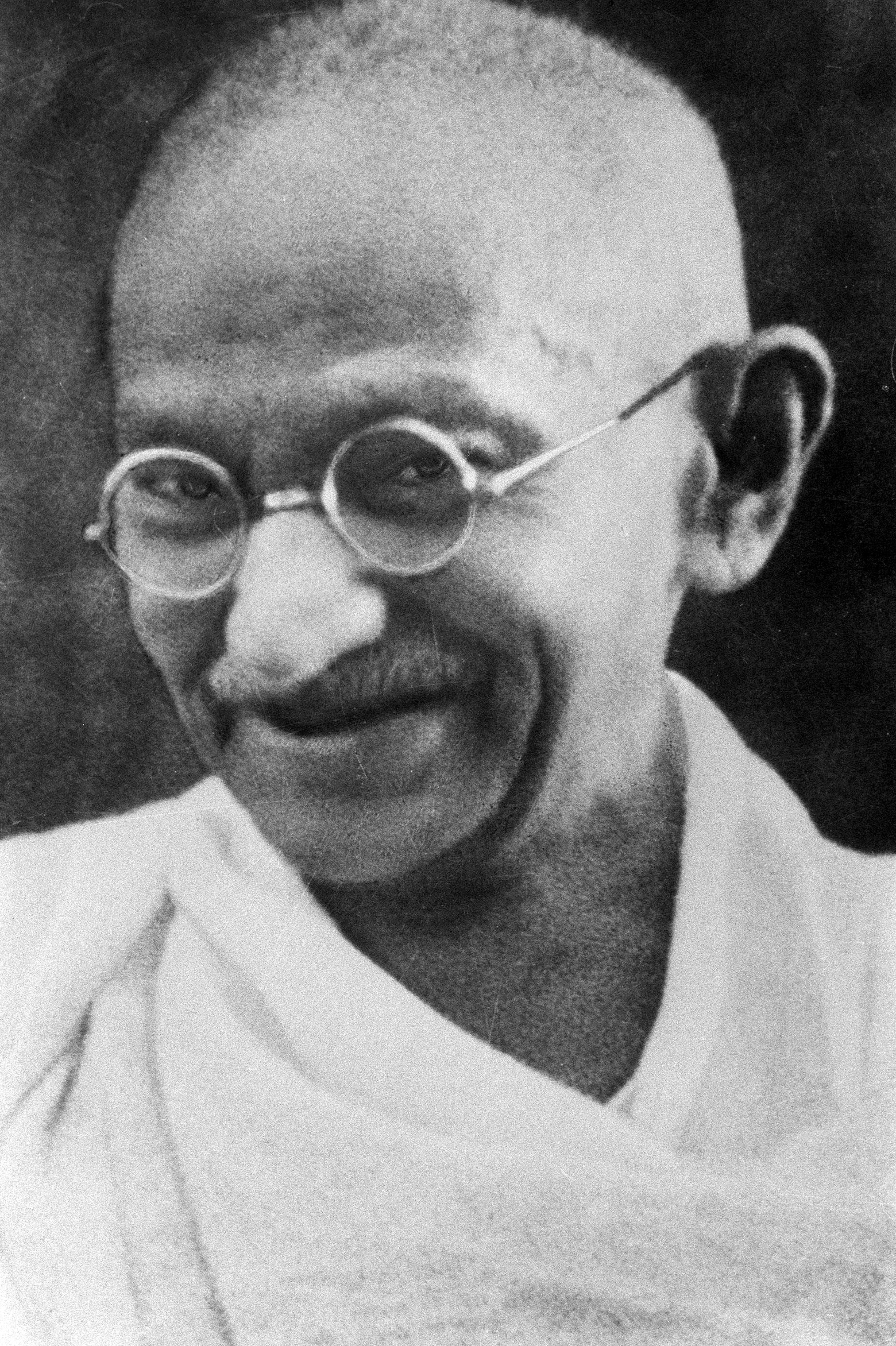
Mohandas Karamchand Gandhi

- 30. Januar: Mahatma Gandhi wird von dem nationalistischen Hindu Nathuram Godse erschossen.
- 30. Januar: Die Regierung Italiens erlässt ein Autonomiestatut für Südtirol.
- 31. Januar: Hunderttausende von Menschen finden sich zur Verbrennung des Leichnams von Mahatma Gandhi und der anschließenden Versenkung der Asche im Ganges ein.

#### Februar
- 02. Februar: Paul Ruegger wird Präsident des Internationalen Komitees vom Roten Kreuz (IKRK); er tritt die Nachfolge von Carl Jacob Burckhardt an.
- 02. Februar: Der zweite Wirtschaftsrat der Bizone tritt in Frankfurt am Main zusammen. Von den 104 Vertretern gehören je 40 der SPD bzw. der CDU/CSU an.
- 04. Februar: Ceylon wird unabhängig.
- 13. Februar: Aus dem Zusammenschluss der beiden Fußballvereine Kölner BC 01 und SpVgg Sülz 07 entsteht der 1. FC Köln.
- 14. Februar: In den Westzonen Deutschlands wird die bislang verbotene Produktion von Aluminium wieder zugelassen.
- 18. Februar: Éamon de Valera tritt nach 16 Jahren als irischer Ministerpräsident (Taoiseach) zurück, nachdem seine Partei Fianna Fáil die parlamentarische Mehrheit verliert. Sein Nachfolger wird John A. Costello.
- 19. Februar: In Nürnberg ergehen im Prozess gegen die so genannten Süd-Ost-Generale wegen Kriegsverbrechen auf dem Balkan während des Zweiten Weltkriegs hohe Haftstrafen gegen die Angeklagten.
- 22. Februar: Die Sowjetische Militäradministration schränkt den LKW-Verkehr zwischen den Westzonen und Berlin ein.
- 25. Februar: Februarumsturz: Der kommunistische Ministerpräsident der Tschechoslowakei, Klement Gottwald, ersetzt die zwölf zurückgetretenen bürgerlichen Minister seiner Regierung durch linientreue Funktionäre (Regierung Klement Gottwald II). Damit hat die kommunistische Partei die alleinige Macht im Land; sie errichtet eine stalinistische Diktatur.
- 26. Februar: In Göttingen wird die Max-Planck-Gesellschaft gegründet. Sie tritt die Nachfolge der Kaiser-Wilhelm-Gesellschaft an.

#### März
- 01. März: In Frankfurt am Main nimmt die Bank deutscher Länder ihre Arbeit auf. Sie ist zunächst für die Bizone, ab dem 25. März auch für die französische Zone zuständig.
- 07. März: Die Peronisten gewinnen die Wahlen in Argentinien.
- 10. März: Beim dritten Prager Fenstersturz stirbt zwei Wochen nach dem kommunistischen Februarumsturz der nichtkommunistische Außenminister Jan Masaryk. Ob er Suizid begangen hat, so die offizielle Version, oder gewaltsam aus einem Fenster des Palais Czernin gestoßen wurde, bleibt ungeklärt.
- 13. März: In Nicaragua wird wegen Unruhen der Ausnahmezustand ausgerufen.
- 17. März: Der Brüsseler Pakt wird unterzeichnet. Großbritannien, Belgien, die Niederlande, Luxemburg und Frankreich vereinbaren eine zunächst auf 50 Jahre angelegte Wirtschafts- und Verteidigungsgemeinschaft.
- 17. März: Der Volkskongress der Sowjetischen Besatzungszone beschließt die Bildung eines Volkskongresses als gesamtdeutsche Volksvertretung. Der Brüsseler Pakt wird kritisiert, zugleich die Anerkennung der Oder-Neiße-Grenze gefordert.

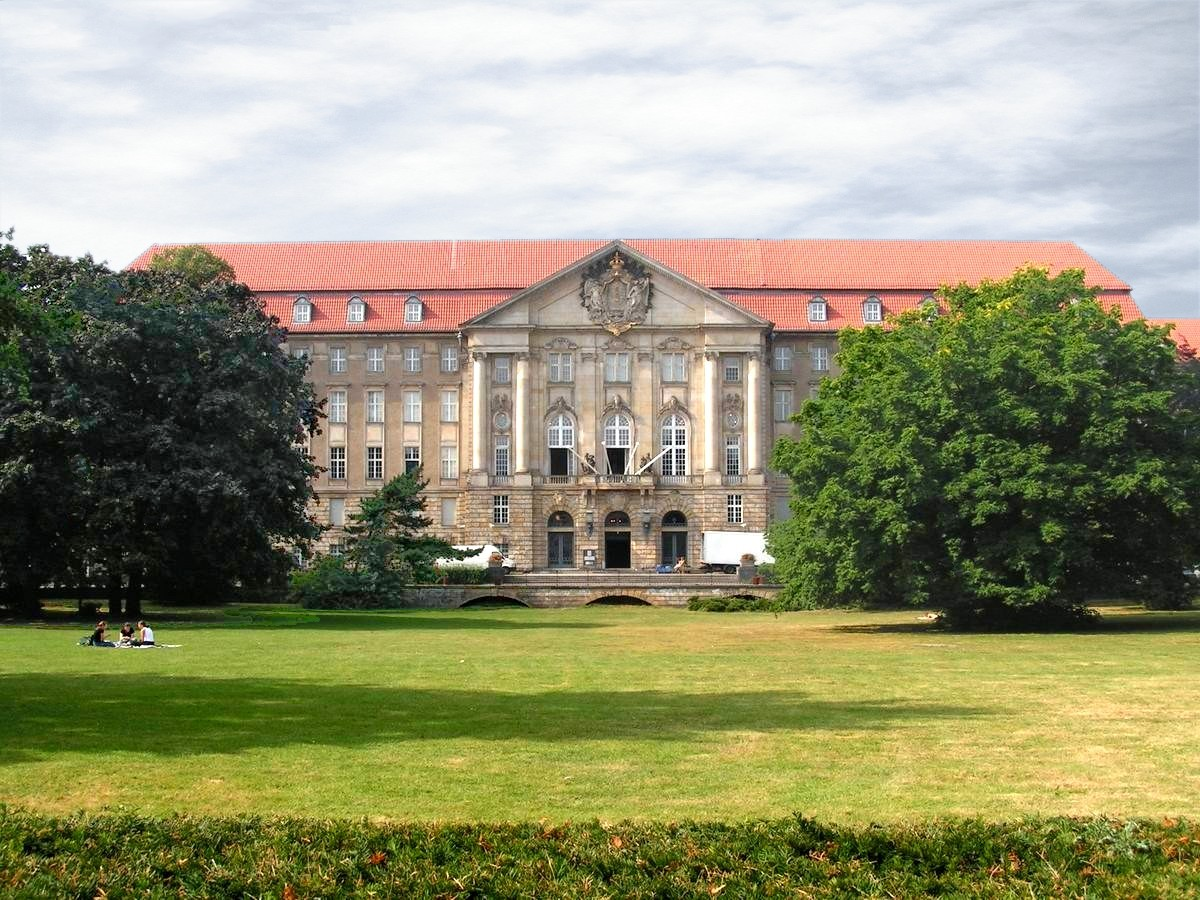
Berliner Kammergericht: Sitz des Alliierten Kontrollrats

- 20. März: Der regierende Alliierte Kontrollrat kommt das letzte Mal zusammen. Sowjet-Marschall Sokolowski verlässt den Kontrollrat aus Protest darüber, dass die sowjetische Seite ungenügend über die Londoner Sechsmächtekonferenz informiert worden sei, die zudem die Vereinbarungen von Potsdam konterkariere.
- 20. März: In Singapur finden Parlamentswahlen statt.
- 26. März: Frankreich und Italien vereinbaren eine Zollunion.
- 28. März: Bei den Parlamentswahlen in Rumänien erreicht die Volksdemokratische Einheitsfront 93,2 Prozent der Stimmen
- 31. März: Das Gesetz über die Autonomie der Färöer wird vom dänischen König Frederik IX. unterzeichnet. Die Färöer erhalten am Folgetag eine weitgehende Autonomie innerhalb des Dänischen Königreichs.

#### April
- 03. April: US-Präsident Harry S. Truman unterzeichnet den Marshallplan. 5,3 Milliarden Dollar werden für Europa freigegeben, die westlichen Zonen Deutschlands erhalten davon rund 550 Mio.
- 03. April: Auf der südkoreanischen Insel Jeju kommt es zu einem Aufstand, der durch die Polizei und Armee niedergeschlagen wird. Bis Mai 1949 sterben bis zu 30.000 Menschen in diesem Konflikt.
- 06. April: In Nairobi findet die erste Tagung des Zentralparlaments von Britisch-Ostafrika statt.
- 07. April: Die Weltgesundheitsorganisation WHO wird gegründet.
- 09. April: In Deir Yassin werden über 100 palästinensische Araber von extremistischen Israelis ermordet.
- 10. April: Im Einsatzgruppen-Prozess werden von 24 Angeklagten 14 zum Tode verurteilt; vier dieser Todesurteile werden 1951 tatsächlich vollstreckt.
- 13. April: Rumänien gibt sich eine Verfassung nach sowjetischem Vorbild.
- 16. April: Gründung der Organisation für europäische wirtschaftliche Zusammenarbeit (OEEC).
- 19. April: Birma wird Mitglied bei den Vereinten Nationen.
- 20. April: Wiederaufnahme der Londoner Sechsmächtekonferenz über die Deutschlandpolitik.
- 23. April: Berliner Studenten fordern eine Freie Universität Berlin.
- 23. April: In der Sowjetischen Besatzungszone wird die Vereinigung Volkseigener Betriebe (VEB) gegründet.
- 28. April: El Salvador wird Mitglied in der UNESCO.
- 29. April: In der Sowjetischen Besatzungszone wird die Demokratische Bauernpartei Deutschlands gegründet.
- 30. April: In Bogotá wird der Amerikanische Vertrag über die friedliche Streitschlichtung unterzeichnet und die Organisation Amerikanischer Staaten gegründet, ihr gehören die 21 Nationen Amerikas an.

#### Mai
- 01. Mai: Nach einem Attentat auf den griechischen Justizminister Christos Ladas lässt die Regierung das Kriegsrecht verhängen und 213 Kommunisten hinrichten.
- 07. Mai: In der Tschechoslowakei tritt eine am sowjetischen Vorbild angelehnte Verfassung in Kraft.
- 07. Mai: In Den Haag versammeln sich 750 Delegierte aus 30 Staaten zu einem Europa-Kongress. Winston Churchill plädiert für die Einigung Europas, um als dritter Kraft neben den beiden Supermächten bestehen zu können.
- 10. Mai: In Südkorea finden Wahlen unter UN-Aufsicht statt.
- 11. Mai: Luigi Einaudi wird zum Staatspräsidenten Italiens gewählt.
- 14. Mai: Gründung des Staates Israel. Erster Ministerpräsident ist David Ben-Gurion. Der neue Staat wird rasch u. a. von den USA und der Sowjetunion anerkannt. Ägypten, Saudi-Arabien, Jordanien, Libanon, Irak und Syrien erklären dagegen Israel den Krieg (siehe Palästinakrieg).
- 18. Mai: In Nanjing kommt die Legislativversammlung der Republik China zusammen.
- 19. Mai: Der Deutsche Schriftstellerkongress zur 100-Jahr-Feier der Revolution von 1848 findet in der Frankfurter Paulskirche statt.
- 23. Mai: Auf Initiative der SED wird in der Sowjetischen Besatzungszone die Unterschriftenaktion Volksbegehren für Einheit und gerechten Frieden gestartet.
- 25. Mai: In der Sowjetischen Besatzungszone entsteht auf Betreiben der SED die National-Demokratische Partei Deutschlands (NDPD). Sie zählt zu den Blockparteien.
- 26. Mai: In Südafrika wird die Apartheidspartei, die Nationale Partei, bei der Parlamentswahl stärkste Kraft.
- 30. Mai: Bei den Parlamentswahlen in der Tschechoslowakei mit Einheitslisten wird die KP die stärkste Kraft.
- 31. Mai: Die israelischen Streitkräfte werden gebildet.

#### Juni
- 02. Juni: Einige Ärzte der NS-Zeit werden nach dem Urteil des Nürnberger Ärzteprozesses hingerichtet.
- 03. Juni: In einem ersten Referendum über die politische Zukunft Neufundlands gewinnt keine der zur Auswahl stehenden Alternativen die absolute Mehrheit. Daraufhin wird ein zweites Referendum für den 22. Juli 1948 angesetzt.
- 07. Juni: Als Ergebnis der Londoner Sechsmächtekonferenz werden die Londoner Empfehlungen beschlossen, in denen den Regierungen Großbritanniens, der USA, Frankreichs und der Beneluxstaaten die Rahmenbedingungen für einen zu gründenden westdeutschen Staat vorgelegt werden. Als Frankfurter Dokumente werden diese Bedingungen den westdeutschen Ministerpräsidenten Anfang Juli präsentiert. Die Konferenz beschließt außerdem, dass die drei Westzonen dem ERP-Programm beitreten.
- 08. Juni: Die Sowjetunion halbiert die Reparationsleistungen Ungarns und Rumäniens.
- 18. Juni: In Italien finden die ersten demokratischen Parlamentswahlen nach dem Zweiten Weltkrieg statt.
- 18. Juni: Wegen kommunistischer Unruhen verhängt die britische Kolonialmacht über Malaya das Notstandsrecht.

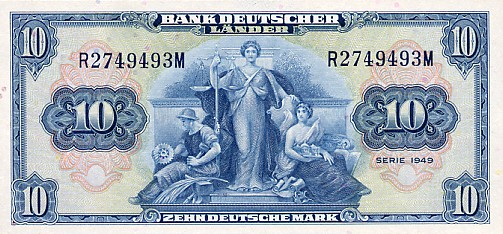
10-DM-Schein der neuen Währung

- 21. Juni: In den westlichen Besatzungszonen wird mit der Währungsreform die D-Mark eingeführt, die die Reichsmark ablöst.
- 22. Juni: Mit der Versenkung der Altalena gerät Israel an den Rand eines Bürgerkrieges.
- 23. Juni: Um der durch die Währungsreform der Westzonen ausgelösten Inflation zu begegnen, ordnet die Sowjetische Militäradministration einen Notenumtausch in ihrer Zone an; Marschall Sokolowski warnt vor der Ausdehnung der West-Reform auf die westlichen Sektoren Berlins.
- 23. Juni: Tumulte vor dem Berliner Stadthaus im Sowjetischen Sektor Berlins
- 24. Juni: Einführung der Westmark mit Aufdruck „B“ in den drei Westsektoren von Berlin
- 24. Juni: Beginn der Berliner Blockade
- 24. Juni: Die Außenminister des Ostblocks fordern die Viermächtekontrolle des Ruhrgebiets, die Einsetzung einer gesamtdeutschen Regierung und die Erfüllung der deutschen Reparationsverpflichtungen.
- 25. Juni: General Lucius D. Clay befiehlt die Errichtung der Berliner Luftbrücke zur Versorgung von West-Berlin. Über die geteilte Stadt hat die Siegermacht Sowjetunion eine Blockade verhängt.

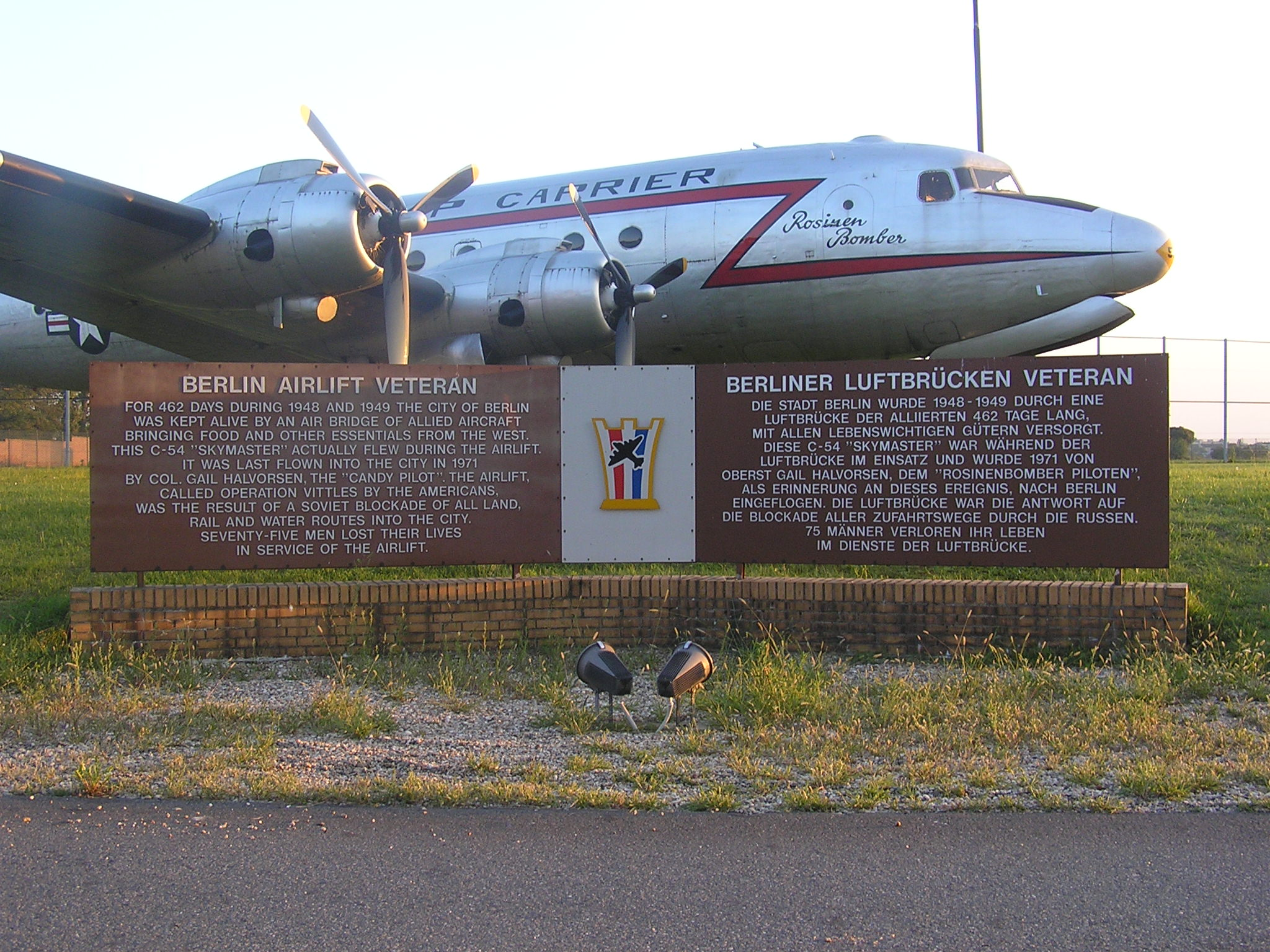
„Rosinenbomber“

- 26. Juni: Die erste Maschine der Berliner Luftbrücke, eine DC-4, landet in Berlin (Pilot: Jack O. Bennett).
- 27. Juni: Jugoslawien wird von der Mitgliedschaft im Kominform ausgeschlossen; dessen Sitz wird von Belgrad nach Bukarest verlegt.
- 28. Juni: Die britische Luftbrücke startet unter dem Namen „Plain Fare“.

#### Juli
- 01. Juli: Die Militärgouverneure der drei West-Alliierten übergeben den westdeutschen Ministerpräsidenten die Frankfurter Dokumente, in denen die Bedingungen für das zu schaffende Grundgesetz festgelegt sind.
- 03. Juli: Bildung der Kasernierten Volkspolizei in der Sowjetischen Besatzungszone.
- 05. Juli: In Großbritannien wird das Gesundheitswesen als National Health Service verstaatlicht.
- 08. Juli: Die Reparationsleistungen aus dem Westen Deutschlands in die Sowjetunion werden eingestellt.
- 08. bis 10. Juli: Auf der Rittersturz-Konferenz in Koblenz wird der Zusammenschluss der drei westlichen Besatzungszonen zur Bundesrepublik Deutschland beschlossen.
- Seit Mitte Juli: Bau des neuen Flughafens Tegel in nur 85 Tagen.
- 15. Juli: Nach einem versuchten Attentat auf Palmiro Togliatti, den Chef der italienischen KP, kommt es landesweit zu Streiks.
- 16. Juli: Israelische Truppen erobern Nazareth; in Jerusalem kommt es zu heftigen Kämpfen. Die Straße von Tel Aviv nach Jerusalem mit den Städten Lydda und Ramla wird von den Israelis gesichert.
- 18. Juli: Im Israelisch-Arabischen Krieg wird ein Waffenstillstand vereinbart; er hält bis Mitte Oktober.
- 19. Juli: In Frankreich tritt das erste Kabinett Robert Schumans zurück; am 26. Juli übernimmt André Marie das Amt des Regierungschefs, bleibt aber nur sechs Wochen im Amt.
- 20. Juli: Rhee Syng-man wird Präsident Südkoreas.
- 22. Juli: In einem zweiten Referendum über die politische Zukunft Neufundlands stimmen 52,3 % der Abstimmenden für den Anschluss an Kanada.
- 25. Juli: In Großbritannien wird die Brotrationierung aufgehoben.
- 26. Juli: Mit der Unterzeichnung des Executive Order 9981 beendet US-Präsident Harry S. Truman die Rassentrennung in den US-amerikanischen Streitkräften.
- 29. Juli: Nach dem Ausscheren der jugoslawischen Kommunisten unter Josip Broz Tito aus der sowjetischen Hegemonie beschließt die moskautreue SED eine Politische Säuberung von entarteten und feindlichen Elementen aus der Partei.
- 31. Juli: Alfried Krupp von Bohlen und Halbach wird in Nürnberg zu zwölf Jahren Haft verurteilt, sein Vermögen wird eingezogen.

#### August
- 01. August: Die ersten Ausgaben der Zeitschriften Stern und Welt am Sonntag erscheinen.
- 10. August: Im Alten Schloss Herrenchiemsee tritt ein von den westdeutschen Ländern berufener Verfassungskonvent zusammen, der wichtige Vorarbeiten für die Arbeit des Parlamentarischen Rates leistet und der bis zum 23. August tagt.
- 13. August: Österreich wird Mitglied in der UNESCO.
- 15. August: Proklamation der Republik (Süd-)Korea.
- 20. August: Aufhebung der Personenkontrollen zwischen der französischen Besatzungszone und der Bizone.
- 23. August: In Amsterdam wird der Ökumenische Rat der Kirchen gegründet.
- 26. August: Die Berliner Oberbürgermeisterin Louise Schroeder (SPD) entlässt den Polizeipräsidenten Paul Markgraf (SED), woraufhin es zu Protesten der Sowjetischen Militäradministration und zu kommunistischen Demonstrationen kommt; die Einrichtung einer Bannmeile zum Schutz der Parlamentsarbeit lehnt die sowjetische Seite ab.
- 30. August: Der rumänische Geheimdienst Securitate wird gegründet.
- 30. August: Costa Rica erlangt die endgültige Unabhängigkeit.

#### September
- 01. September: Der Parlamentarische Rat wählt Konrad Adenauer zum Vorsitzenden.
- 04. September: Juliana wird nach der Abdankung ihrer Mutter Wilhelmina faktisch Königin der Niederlande; am 6. September leistet sie den Eid auf die Verfassung.
- 05. September: Robert Schuman wird erneut Premierminister Frankreichs. Er löst den am 27. August zurückgetretenen André Marie ab, bleibt selbst jedoch nur zwei Tage im Amt.
- 06. September: Nach Behinderung der Berliner Stadtverordneten durch den Sturm kommunistischer Demonstranten auf das Stadthaus ziehen die nichtkommunistischen Abgeordneten in den westlichen Teil Berlins um. Dies bedeutet das faktische Ende der einheitlichen Stadtregierung und -verwaltung für Berlin.
- 06. September: Iran wird Mitglied in der UNESCO.
- 06. September: Mit ihrer Inthronisation wird Königin Juliana Staatsoberhaupt in den Niederlanden. Sie folgt ihrer Mutter Wilhelmina nach, die zu ihren Gunsten abgedankt hatte.
- 09. September: Die Berliner Bevölkerung demonstriert zu Hunderttausenden vor dem Reichstag in Berlin für die Freiheit. Ernst Reuter appelliert an die Westmächte: „Schaut auf diese Stadt!“
- 09. September: Ausrufung der Demokratischen Volksrepublik Korea (Nordkorea), die den Anspruch erhebt, ganz Korea zu vertreten.
- 11. September: Die SPD hält in Düsseldorf ihren Parteitag für die Westzonen ab; Kurt Schumacher wird am 15. September zum Vorsitzenden gewählt.
- 11. September: Tod des pakistanischen Staatsgründers Muhammad Ali Jinnah, der in einem Mausoleum in Karatschi beigesetzt wird; neuer Staatschef wird am 14. September Khawaja Nazimuddin.
- 11. September: Nach dem Rücktritt von Robert Schuman als französischer Regierungschef am 7. September bildet Henri Queuille ein neues Kabinett.
- 12. September: Beginn der indischen „Operation Polo“ gegen den Staat Hyderabad. Der Nizam von Hyderabad, das vollständig innerhalb des indischen Territoriums liegt, hatte zunächst seine Unabhängigkeit bewahrt. Nach Übergriffen gegen Hindus greift die indische Zentralregierung ein und marschiert in Hyderabad ein, das nach acht Tagen militärisch unterworfen wird.
- 12. September: Beginn des Liaoshen-Feldzugs im Chinesischen Bürgerkrieg; kommunistischen Truppen gelingt binnen zwei Monaten die Eroberung der gesamten Mandschurei.
- 14. September: Ungarn wird Mitglied in der UNESCO.
- 15. September: Argentinien wird Mitglied in der UNESCO.

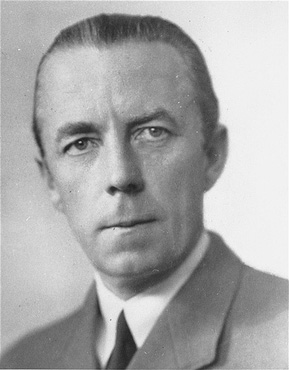
Graf Folke Bernadotte

- 17. September: Der UN-Vermittler Folke Bernadotte wird von Mitgliedern der jüdischen Terror-Gruppe Lechi erschossen, nachdem er sich für das Rückkehrrecht der palästinensischen Flüchtlinge ausgesprochen hatte. Die Drahtzieher des Anschlags werden von der Regierung Israels amnestiert.
- 18. September: Mit 897 Flügen wird an diesem Tag der Rekord während der Berliner Luftbrücke erzielt.
- 18. September: Otto Nuschke wird zum Vorsitzenden der Ost-CDU gewählt.

#### Oktober
- 01. Oktober: Neugründung des Deutschen Patentamts in München.
- 02. Oktober: Die Sowjetunion beginnt in Sibirien mit dem Bau von Atomwaffen. Zugleich schlägt sie vor, alle Atomwaffen zu vernichten und eine internationale Kontrollbehörde einzurichten.
- 04. Oktober: Die Benelux-Staaten, Großbritannien und Frankreich bilden eine gemeinsame Verteidigungskommission. Die Generalstäbe tagen in London unter dem Vorsitz von Bernard Montgomery.
- 13. Oktober: Der Bergmann Adolf Hennecke fördert in einer Schicht 24,4 m³ Kohle und überbietet damit das Tagessoll um 387 %. Er wird dadurch zum Auslöser der so genannten Hennecke-Bewegung in der DDR.
- 13. Oktober: In Durban in Südafrika kommt es zu Auseinandersetzungen zwischen Schwarzen und Indern.
- 19. Oktober: Der Wirtschaftsrat der Bizone nimmt gegen die Stimmen der KPD das Gesetz zum Notopfer Berlin an.
- 21. Oktober: Irak wird Mitglied in der UNESCO.
- 22. Oktober: Walter Ulbricht erklärt die Oder-Neiße-Grenze zwischen Deutschland und Polen für endgültig.
- 24. Oktober: Die israelische Armee geht in Galiläa mit der Operation Chiram in die Offensive gegen syrische und libanesische Verbände.

#### November
- 02. November: Bei der US-Präsidentschaftswahl wird Amtsinhaber Harry S. Truman bestätigt; gegen ihn war der Republikaner Thomas E. Dewey angetreten. Bei den gleichzeitig stattfinden Kongresswahlen können die Demokraten wieder eine Mehrheit in beiden Kammern erringen.
- 02. November: Kommunistische Truppen erobern Shenyang in der Mandschurei.
- 09. November: Die Sowjetische Militäradministration droht damit, alle westalliierten Flugzeuge, die die Luftkorridore nach Berlin nicht einhalten, zur Landung zu zwingen.
- 12. November: Mit einem Generalstreik in der deutschen Bizone demonstrieren nach der Währungsreform Millionen Arbeitnehmer für Lohnerhöhungen und Preiskontrollen, da bestimmte Konsumgüterpreise stark gestiegen sind.
- 12. November: Der frühere japanische Ministerpräsident Tōjō Hideki wird im Rahmen der Tokioter Prozesse wegen Kriegsverbrechen zum Tode verurteilt und am 23. Dezember hingerichtet.
- 15. November: Louis Saint-Laurent wird Premierminister von Kanada.
- 15. November: In der Sowjetischen Besatzungszone werden die ersten HO-Läden eingerichtet.
- 19. November: Das Internationale Übereinkommen zur Regelung des Walfangs tritt in Kraft
- 24. November: Der Staatspräsident von Venezuela, Rómulo Betancourt, wird vom Militär gestürzt.
- 26. November: Das Parlament Irlands beschließt die völlige Loslösung des Landes vom Vereinigten Königreich.
- 27. November: Der UN-Sicherheitsrat fordert Albanien, Bulgarien und Jugoslawien auf, die Hilfe für die kommunistischen Aufständischen im Griechischen Bürgerkrieg einzustellen.
- 29. November: Kommunistische Truppen beginnen eine Offensive gegen Zhangjiakou nordwestlich von Peking.
- 30. November: Friedrich Ebert junior (SED) wird zum Oberbürgermeister Ost-Berlins gewählt und bildet einen Magistrat, in dem die SED vier von 14 Sitzen innehat. Um Kommunisten von vornherein eine Mehrheit zu verschaffen, dürfen auch der FDGB, die FDJ und die Vereinigung der Verfolgten des Nationalsozialismus einige Abgeordnete stellen. Diese „Volksvertreter“ werden einfach ernannt.[1]

#### Dezember
- 04. Dezember: Gründung der Freien Universität Berlin in West-Berlin als Antwort auf die stalinistische Einflussnahme auf die Wissenschaft in der Sowjetischen Besatzungszone.
- 05. Dezember: In West-Berlin finden Abgeordnetenhauswahlen statt; die SPD erhält fast zwei Drittel der Stimmen (76 Mandate), vor der CDU (26 Mandate) und der LDP (17). Der SED, die zum Wahlboykott aufgerufen hatte, werden die 11 Mandate der Wahl von 1946 zugesprochen. Die 64,5 Prozent der SPD stellen das höchste Ergebnis für eine Partei auf Landesebene bei demokratischen Parteien seit Kriegsende dar.
- 07. Dezember: Im Westteil Berlins wird Ernst Reuter von den Stadtverordneten zum Regierenden Bürgermeister gewählt.
- 08. Dezember: Als Reaktion auf die anti-jüdischen Pogrome von Kairo und Terroranschläge verbietet die ägyptische Regierung unter Mahmud an-Nukraschi Pascha die islamistische Muslimbruderschaft und verstaatlicht deren Besitz.
- 10. Dezember: Die Generalversammlung der Vereinten Nationen beschließt die Allgemeine Erklärung der Menschenrechte.
- 11. Dezember: Gründung der FDP in Heppenheim. Zum ersten Vorsitzender wird Theodor Heuss gewählt.
- 13. Dezember: Gründung der Jungen Pioniere in der Sowjetischen Besatzungszone.
- 16. Dezember: Der Holzsendeturm des Rundfunksenders Berlin-Tegel wird gesprengt, da er den Flugverkehr auf dem im Bau befindlichen Flughafen Berlin-Tegel gefährden würde.
- 16. Dezember: Kambodscha wird im Rahmen der Union française unabhängig.
- 17. Dezember: Der Antrag Israels auf Aufnahme in die UNO wird abgelehnt.
- 22. Dezember: Beginn der „Operation Horev“: Israel greift ägyptische Truppen im westlichen Negev an, um den Zugang zum Roten Meer zu gewinnen.
- 26. Dezember: Die letzten sowjetischen Truppen ziehen sich aus Nordkorea zurück.
- 26. Dezember: In Ungarn werden Kardinal József Mindszenty und andere Kirchenvertreter verhaftet.
- 28. Dezember: Mitglieder der verbotenen Muslimbruderschaft töten Ministerpräsident Mahmud an-Nukraschi Pascha.
- 31. Dezember: Die 100.000. Flugzeuglandung in Berlin seit Errichtung der Luftbrücke.

### Wirtschaft
- 01. Januar: Neuer Generaldirektor bei VW (Wolfsburger Volkswagenwerk) wird Heinrich Nordhoff
- 01. Januar: Verstaatlichung der Eisenbahnen in Großbritannien
- 01. Januar: Das Zollabkommen zwischen den Benelux-Staaten Belgien, Niederlande und Luxemburg tritt in Kraft.
- 15. Januar: Im Saarland wird der Saar-Franken alleiniges gesetzliches Zahlungsmittel. Er löst die wenige Monate alte Saar-Mark ab und ist an den französischen Franc gekoppelt.
- 01. März: Die Bank deutscher Länder wird durch Gesetz Nr. 60 der Militärregierung in Deutschland in Frankfurt am Main gegründet. Sie ist als Zentralbank die Vorläuferin der Deutschen Bundesbank.
- 23. April: Der Interzonenzugverkehr zwischen Berlin und den Westzonen wird auf sowjetische Weisung wegen angeblich „technischer Schwierigkeiten“ lahmgelegt. Er ist durch die später verhängte Berlin-Blockade mehr als ein Jahr lang unterbrochen.
- 25. April: Die erste Ausgabe der deutschen Illustrierten Quick erscheint.
- 14. Mai: Die Denkfabrik RAND Corporation entsteht als Non-Profit-Organisation nach einem Beratungsprojekt für die US-Streitkräfte.
- 15. Juni: Aus einem regionalen Parteiblatt der Kommunistischen Partei Chinas, dessen Erstausgabe erscheint, entwickelt sich in der Folge die Renmin Ribao zum offiziellen Sprachrohr der Partei und zu einer der beiden größten Tageszeitungen in der Volksrepublik China.
- 20. Juni: Währungsreform in den drei deutschen Westzonen. Gegen Vorlage von Kenn- und Lebensmittelkarten werden 40 Deutsche Mark pro Person ausgezahlt.
- 21. Juni: Die Firma Columbia Broadcasting System stellt die Langspielplatte mit 33 1/3 Umdrehungen pro Minute vor. Diese von ihrem Mitarbeiter Peter Carl Goldmark erfundene Vinyl-Schallplatte verdrängt alsbald die Schellackplatte.
- 23. Juni: Einführung einer eigenen Währung in der SBZ
- 28. Juni: In Lausanne wird von Delegationen aus 27 Ländern die Union Internationale des Architectes gegründet.
- 01. August: Die Erstausgabe der deutschen Sonntagszeitung Welt am Sonntag erscheint. Zeitgleich wird auch das illustrierte Nachrichtenmagazin stern erstmals herausgegeben.
- 01. Dezember: Auf Briefen in der Bizone werden die Zuschlagsmarken Notopfer Berlin Pflicht. In Berlin bricht deswegen mit dem Ostteil der Stadt ab Januar 1949 ein Postkrieg aus, der das gesamte geteilte Deutschland erfasst.
- 16. Dezember: Die staatliche Kreditanstalt für Wiederaufbau (KfW) wird gegründet. Sie soll den Wiederaufbau der deutschen Wirtschaft finanzieren.
- 18. Dezember: Der zur dänischen Insel Röm führende Damm wird eingeweiht.
- 20. Dezember: Richard und Maurice McDonald eröffnen ihr umgestaltetes Schnell-Restaurant in San Bernardino, Kalifornien.[2]

### Wissenschaft und Technik
- 11. Februar: Gründung der Max-Planck-Gesellschaft durch Otto Hahn, der auch zum ersten Präsidenten gewählt wird (bis 1960, danach Ehrenpräsident).
- 16. Februar: Der Astronom Gerard Peter Kuiper entdeckt den um den Planeten Uranus kreisenden Mond Miranda.
- 14. April: Auf dem Eniwetok-Atoll beginnt mit der Operation Sandstone die dritte Kernwaffentest-Serie der Vereinigten Staaten.
- 03. Juni: Das 400 Tonnen schwere Hale-Teleskop im Palomar-Observatorium wird eingeweiht. Mit seinen fünf Metern Durchmesser ist es zu diesem Zeitpunkt das größte Fernrohr auf Erden. Es dient astronomischen Zwecken, insbesondere der Erforschung der Galaxien jenseits der Milchstraße.

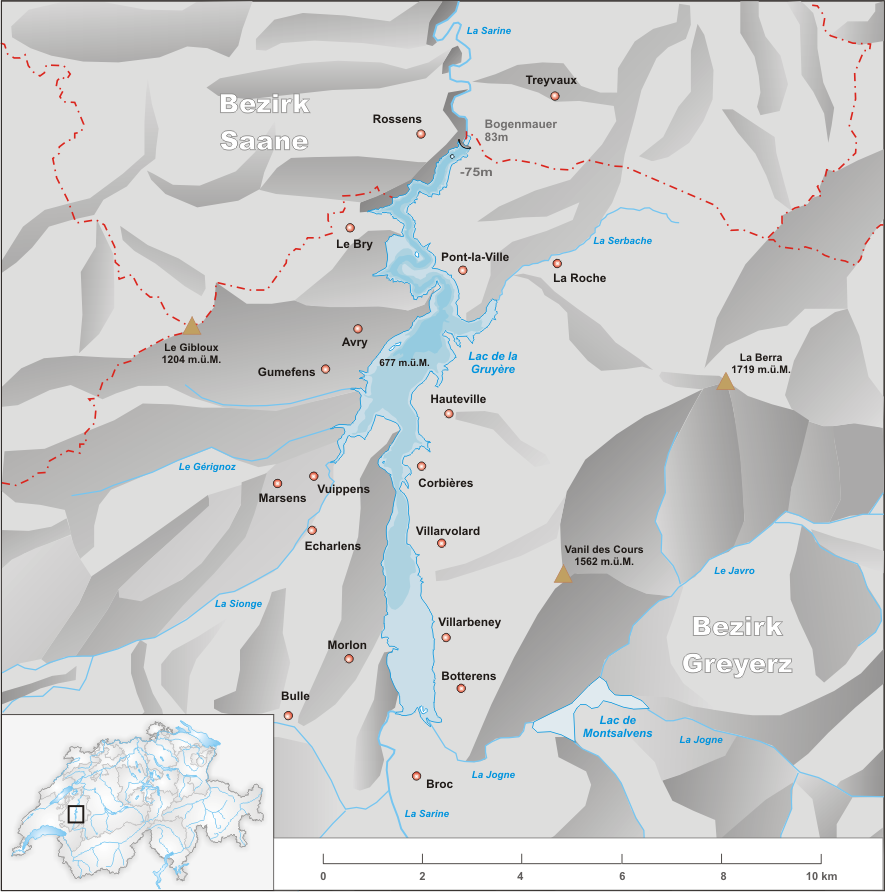
Greyerzersee

- 16. Juli: Erstflug der Vickers Viscount, des ersten Turbopropverkehrsflugzeugs der Welt.
- 14. Oktober: Der Greyerzersee, längster Speichersee in der Schweiz, wird offiziell eingeweiht.
- Die ersten Schallplatten aus Polyvinylchlorid kommen auf den Markt
- Beginn der Ausgrabungsarbeiten bei Eridu durch irakische Archäologen
- Anfang Juni erhält der Porsche 356 Nr. 1 Roadster, das erste Fahrzeug, das auf den Namen „Porsche“ hört, seine Einzelgenehmigung und startet zu seiner Jungfernfahrt.
- Die Fernbedienung wird erfunden.

### Kultur
- 22. Februar: Uraufführung des musikalischen Dramas Die Nachtschwalbe von Boris Blacher in Leipzig
- 22. März: Die Dänische Rechtschreibreform von 1948 schafft die Großschreibung von Substantiven ab und führt den Buchstaben Å ein.
- 15. August: Szenische Uraufführung der Oper Le vin herbé von Frank Martin bei den Salzburger Festspielen
- 24. August: Bei Ausgrabungen in den Weinberghöhlen im bayerischen Mauern wird die Venus von Mauern gefunden, eine Venusfigurine aus der jüngeren Altsteinzeit.
- 14. Oktober: Erstmals wird in Deutschland eine sorbischsprachige Sendung im Rundfunk ausgestrahlt.
- 28. Oktober: Uraufführung der Oper Drei Haare des Väterchens Allwissend von Rudolf Karel am Nationaltheater in Prag
- 03. Dezember: Uraufführung der Oper Die Geschichte vom wahren Menschen von Mira Mendelson (Libretto)/Sergei Prokofjew (Musik)
- 18. Dezember: Uraufführung der Oper Circe von Werner Egk in Berlin
- Gründung der Bayerischen Akademie der Schönen Künste
- Gründung der Amato Opera, der „kleinsten Oper der Welt“, in New York City
- Die Vorgänger der berühmten Filmhochschule Łódź, die Wyższą Szkołą Filmową und die Wyższa Szkoła Aktorska werden gegründet.
- Erstmalige Vergabe des Bambis
- Jackson Pollock malt im Stil des Action Painting, einer Richtung des Abstrakten Expressionismus, in Öl auf einer Holzfaserplatte das Werk No. 5, 1948, das Jahrzehnte später zu einem der teuersten Gemälde aller Zeiten werden wird.

### Religion
- 27. September: Die Marianische Kongregation steht im Blickpunkt der Apostolischen Konstitution des Papstes Pius XII. Das Kirchenoberhaupt fordert darin mehr Spiritualität im Sinne des Exerzitienbuches Ignatius von Loyolas ein.
- 24. Oktober: In der Enzyklika In multiplicibus curis ruft Papst Pius XII. zum Gebet für den Frieden in Palästina auf. Er fordert weiter internationale Garantien für den freien Zugang zu den Heiligen Stätten in Jerusalem.
- 12. Dezember: Mit einer Messe für die katholische St. Nicolai-Gemeinde zieht in die Aegidienkirche in Braunschweig wieder kirchliches Leben ein. Seit 1811 diente das Gotteshaus anderen Zwecken und war davor seit 1528 eine protestantische Kirche.
- Achte Lambeth-Konferenz der Anglikanischen Kirche

### Sport
- 30. Januar bis 8. Februar: V. Olympische Winterspiele in St. Moritz
- 13. Februar: Der Kölner BC und die SpVgg Sülz 07 fusionieren zum 1. FC Köln
- 21. Februar: Der Bayenthaler SV, SV Victoria Köln und der SV 1927 Köln fusionieren zum SC Fortuna Köln
- 13. April: Der FC Oberneuland wird gegründet
- 16. Mai: Der Sieg Michail Botwinniks bei der Schachweltmeisterschaft 1948 beendet das schachliche Interregnum
- 29. Juli bis 14. August: XIV. Olympische Sommerspiele in London
- 08. August: Erste Deutsche Fußballmeisterschaft nach dem Krieg. Meister: 1. FC Nürnberg
- 18. September: Stirling Moss siegt beim ersten Rennen auf dem britischen Goodwood Circuit auf einem Motorrad der 500-cm³-Klasse.
- Gründung des kosovarischen Fußballverbandes

### Katastrophen
- 28. Juni: Erdbeben der Stärke 7,3 in Fukui, Japan, 5.390 Tote
- 28. Juli: Eine Kesselwagenexplosion in der BASF Ludwigshafen fordert 207 Tote und rund 3.800 Verletzte
- 6. Oktober: Das Erdbeben von Aşgabat in der Sowjetunion wird von der Propaganda Stalins heruntergespielt, die Opfer werden mit 10.000 Toten angegeben, es gibt keine internationale Hilfe. Erst 1988 wird die Opferzahl auf 110.000 Tote korrigiert.

Kleinere Unglücksfälle sind in den Unterartikeln von Katastrophe und in der Liste von Katastrophen aufgeführt.

## Geboren

### Januar
- 01. Januar: Alain Afflelou, französischer Optiker und Geschäftsmann
- 01. Januar: Javier Aguirresarobe, spanischer Kameramann
- 01. Januar: Antonello Aglioti, italienischer Theater- und Filmregisseur, Kostüm- und Szenenbildner († 2013)
- 01. Januar: İhsan Arslan, türkischer Politiker
- 01. Januar: Heinz Blasey, deutscher Fußballspieler
- 01. Januar: Jane Getz, US-amerikanische Jazzpianistin und Studiomusikerin
- 01. Januar: Pawel Gratschow, russischer Offizier und Politiker († 2012)
- 02. Januar: Tony Judt, britischer Historiker und Essayist († 2010)
- 02. Januar: Kerry Minnear, englischer Musiker
- 02. Januar: Karen Swassjan, armenischer Philosoph, Literaturwissenschaftler, Kulturhistoriker und Anthroposoph († 2024)
- 03. Januar: Angelo Marcello Anile, italienischer Physiker und Mathematiker († 2007)
- 03. Januar: Manfred Kokot, deutscher Leichtathlet
- 05. Januar: Giuseppe Impastato, italienischer Politiker und Anti-Mafia-Kämpfer († 1978)
- 05. Januar: František Lobkowicz, tschechischer Weihbischof († 2022)
- 05. Januar: Gloria Simonetti, chilenische Sängerin
- 05. Januar: Mehtab Singh, indischer Boxer († 2021)
- 06. Januar: Michail Ryklin, russischer Philosoph und Essayist
- 07. Januar: Ghazi Abdel-Qadir, deutscher Jugendbuchautor
- 07. Januar: Shobhaa De, indische Autorin
- 07. Januar: Kenny Loggins, US-amerikanischer Sänger, Gitarrist und Songwriter
- 07. Januar: Bernd Scheelen, deutscher Politiker
- 08. Januar: Thurman Barker, US-amerikanischer Jazz-Schlagzeuger, Perkussionist und Komponist
- 08. Januar: Frits Boterman, niederländischer Historiker († 2024)
- 09. Januar: William Cowsill, US-amerikanischer Musiker († 2006)
- 09. Januar: Tim Hart, britischer Folksänger, -gitarrist und Dulcimer-Spieler († 2009)
- 10. Januar: Donald Fagen, US-amerikanischer Sänger und Keyboarder
- 10. Januar: Mischa Maisky, lettischer Cellist
- 10. Januar: Krista Posch, italienische Schauspielerin, Sängerin, Moderatorin und Sprecherin
- 10. Januar: Bernard Thévenet, französischer Radrennfahrer
- 11. Januar: Helga Anders, österreichische Schauspielerin und Synchronsprecherin († 1986)
- 11. Januar: Wajima Hiroshi, japanischer Sumo-Ringer und 54. Yokozuna († 2018)
- 11. Januar: Madeline Manning, US-amerikanische Leichtathletin und Olympiasiegerin
- 12. Januar: Anthony Corin Gerald Andrews, britischer Schauspieler und Filmproduzent
- 12. Januar: Gordon Campbell, kanadischer Politiker
- 12. Januar: Carme Riera, katalanische Schriftstellerin und Literaturwissenschaftlerin
- 13. Januar: Jürgen Angelbeck, deutscher Politiker
- 13. Januar: Bruno Hollnagel, deutscher Politiker
- 13. Januar: Günter-Peter Ploog, deutscher Sportjournalist und TV-Produzent († 2016)
- 14. Januar: T-Bone Burnett, US-amerikanischer Rock-Sänger, -Gitarrist und -Produzent
- 14. Januar: Waleri Charlamow, russischer Eishockeyspieler († 1981)
- 14. Januar: Jean-Paul Rostagni, französischer Fußballspieler
- 14. Januar: Gian Piero Ventura, italienischer Fußballspieler und -trainer
- 14. Januar: Carl Weathers, US-amerikanischer Schauspieler und American-Football-Spieler († 2024)
- 15. Januar: Diego Martel, spanischer Schwimmer († 2021)
- 15. Januar: Ronald Wayne Van Zant, US-amerikanischer Musiker († 1977)
- 16. Januar: John Carpenter, US-amerikanischer Regisseur, Schauspieler und Filmmusikkomponist
- 16. Januar: Gregor Gysi, deutscher Politiker Gregor Gysi, 2013

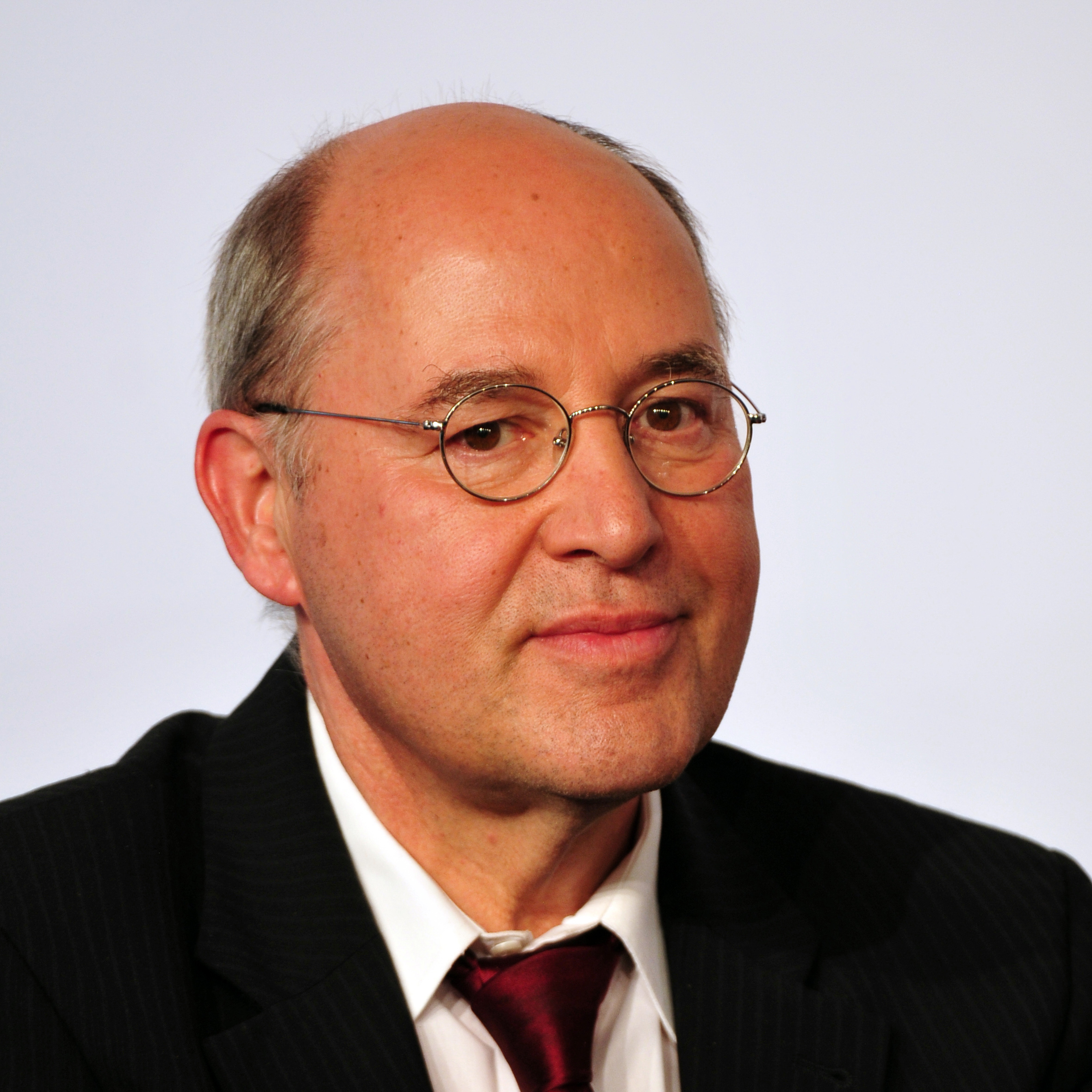
Gregor Gysi, 2013

- 16. Januar: Cliff Thorburn, kanadischer Snooker-Spieler
- 16. Januar: Ulrich Tilgner, deutscher Journalist
- 17. Januar: Davíð Oddsson, isländischer Ministerpräsident
- 17. Januar: Anne Queffélec, französische Pianistin
- 18. Januar: Bodo Abel, deutscher Wirtschaftswissenschaftler
- 18. Januar: Changuito, kubanischer Perkussionist († 2025)
- 18. Januar: Loránd Milassin, ungarischer Leichtathlet († 2021)
- 18. Januar: Sergio Vitier, kubanischer Komponist und Gitarrist († 2016)
- 19. Januar: Hermann Adam, deutscher Wirtschafts- und Politikwissenschaftler
- 19. Januar: Erica Goodman, kanadische Harfenistin
- 19. Januar: Szvetiszláv Sasics, ungarischer Pentathlet († 2025)
- 20. Januar: Mel Pritchard, britischer Musiker († 2004)
- 22. Januar: Marianne Birthler, deutsche Politikerin
- 22. Januar: Mick Grabham, britischer Rock- und Blues-Gitarrist
- 22. Januar: Fabio Mussi, italienischer Politiker
- 24. Januar: Miklós Németh, ungarischer Politiker und Wirtschaftswissenschaftler, Ministerpräsident von 1988 bis 1990
- 24. Januar: Angelika Ritter, deutsche Schauspielerin
- 25. Januar: Göran Åberg, schwedischer Fußballspieler und -trainer († 2001)
- 26. Januar: Boris Belkin, russischer Violinist
- 27. Januar: Mikhail Baryshnikov, US-amerikanischer Balletttänzer, Choreograf und Schauspieler
- 28. Januar: Antonio Autiero, italienischer Theologe und Philosoph
- 28. Januar: Heinz Flohe, deutscher Fußballspieler († 2013)
- 29. Januar: Delia Boccardo, italienische Schauspielerin
- 29. Januar: Halina Golanko, polnische Schauspielerin
- 29. Januar: Guido Knopp, deutscher Historiker, Publizist und Moderator Guido Knopp, 2008

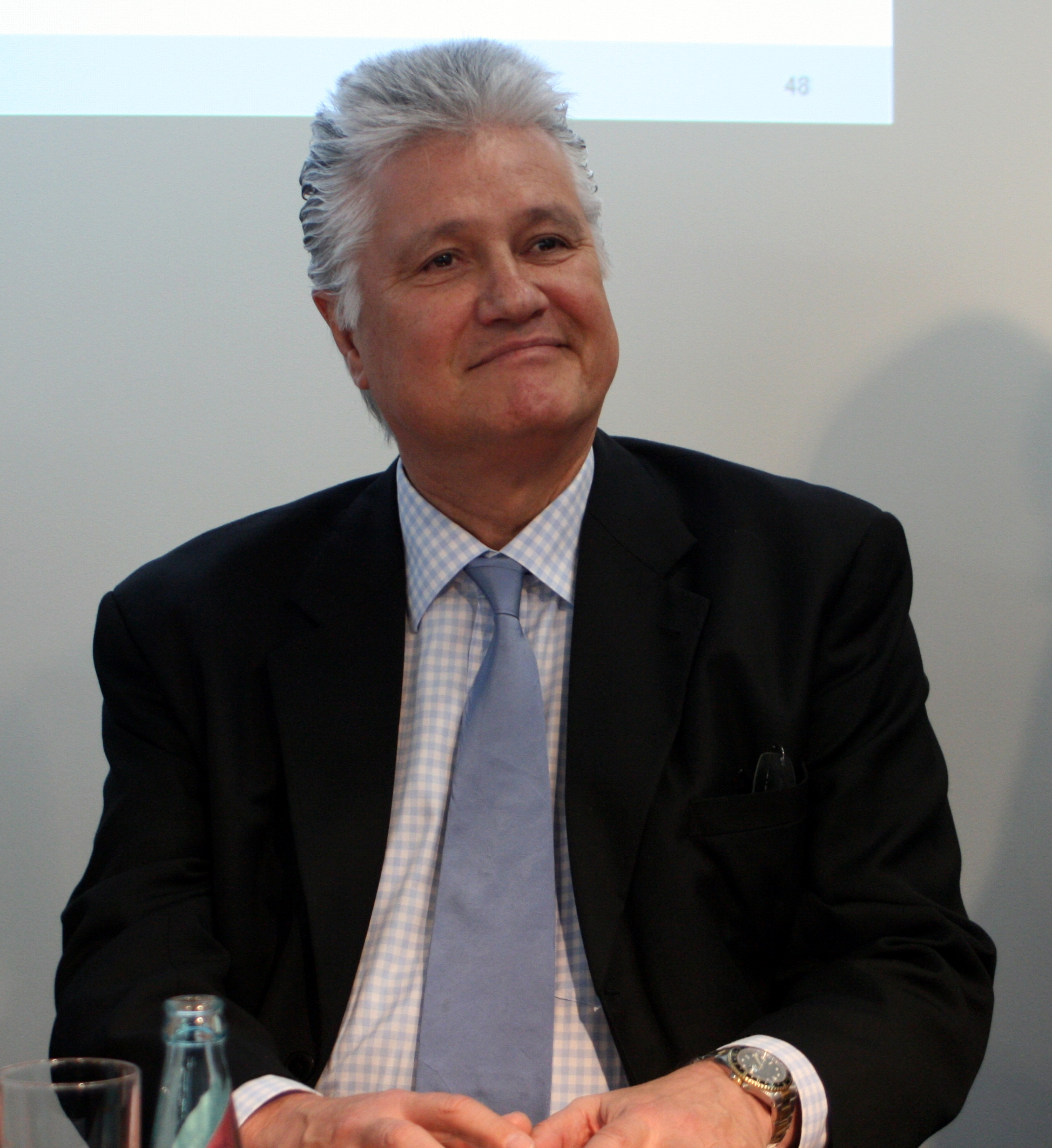
Guido Knopp, 2008

- 29. Januar: Gwyn Pritchard, britischer Cellist und Komponist
- 29. Januar: Espen Rud, norwegischer Jazzschlagzeuger
- 30. Januar: Edzard Ernst, erster Professor für Alternativmedizin in Großbritannien
- 30. Januar: Manfred Hofmann, deutscher Handballtorwart

### Februar
- 01. Februar: Rick James, US-amerikanischer Funk-Musiker († 2004)
- 01. Februar: Waltraud Kretzschmar, deutsche Handballspielerin († 2018)
- 01. Februar: Barry Sonshine, kanadischer Vielseitigkeitsreiter († 2020)
- 02. Februar: Remi Adefarasin, britischer Kameramann
- 02. Februar: Al McKay, US-amerikanischer Musiker
- 02. Februar: Roger Williamson, britischer Automobilrennfahrer († 1973)
- 03. Februar: Carlos Filipe Ximenes Belo, römisch-katholischer Bischof, Friedensnobelpreisträger
- 03. Februar: János Drapál, ungarischer Motorradrennfahrer († 1985)
- 03. Februar: Henning Mankell, schwedischer Schriftsteller und Theaterregisseur († 2015)
- 03. Februar: Gennadi Moissejew, sowjetischer Motocrossfahrer († 2017)
- 04. Februar: Alice Cooper, US-amerikanischer Rockmusiker Alice Cooper, 2007

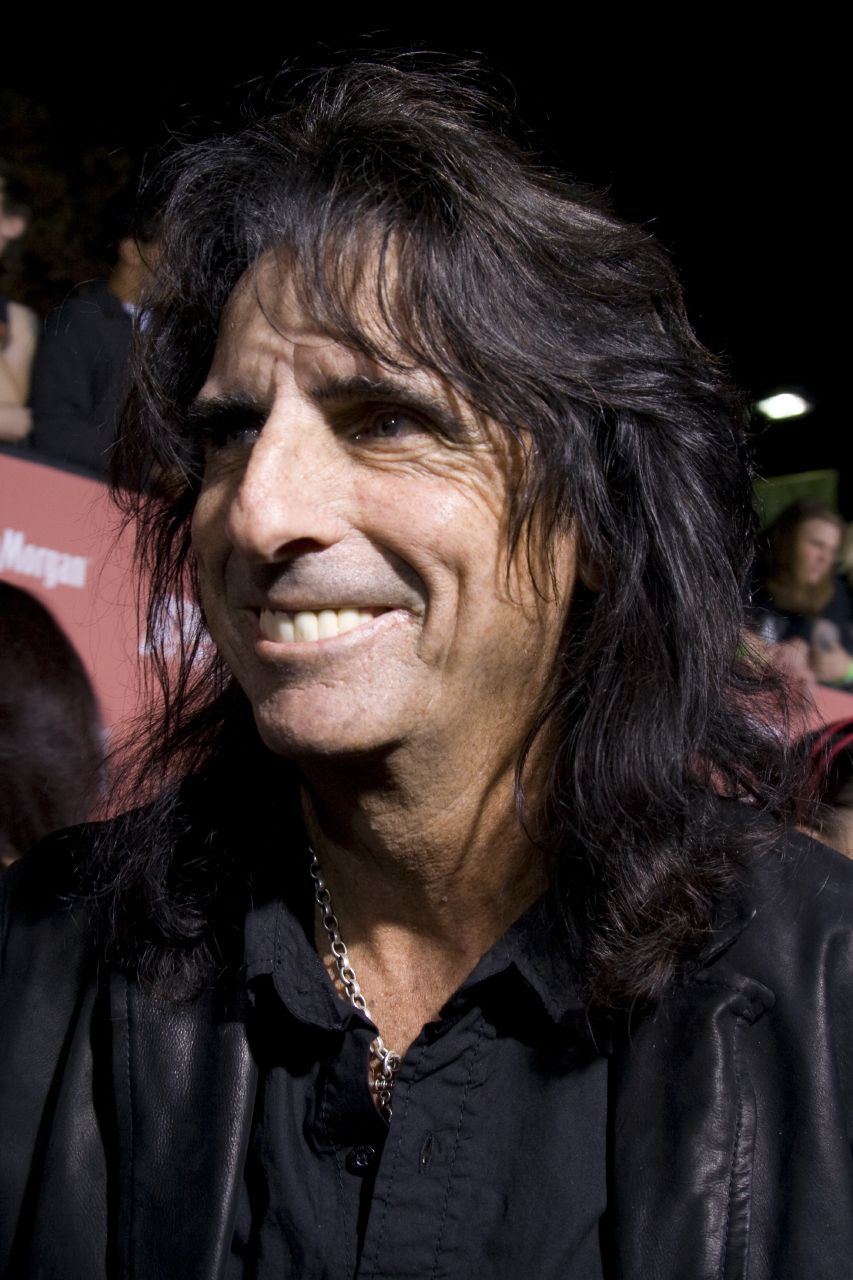
Alice Cooper, 2007

- 04. Februar: Martin Hohmann, deutscher Politiker
- 04. Februar: Christine Petit, französische Medizinerin, Genetikerin und Molekularbiologin
- 04. Februar: Leane Suniar, indonesische Bogenschützin († 2021)
- 04. Februar: Ram Baran Yadav, erster Präsident von Nepal
- 05. Februar: Christopher Guest, angloamerikanischer Schauspieler, Autor, Regisseur, Komponist und Musiker
- 05. Februar: Sven-Göran Eriksson, schwedischer Fußballtrainer († 2024)
- 05. Februar: Barbara Hershey, US-amerikanische Schauspielerin
- 05. Februar: Heikki Toivanen, finnischer Opernsänger († 2006)
- 06. Februar: Stefan Baron, Chefredakteur der WirtschaftsWoche
- 06. Februar: Seppo Nikkari, finnischer Leichtathlet († 2022)
- 06. Februar: Felix Mitterer, österreichischer Schauspieler und Dramatiker
- 07. Februar: Friedrich Ach, deutscher Autor
- 07. Februar: Josef Ackermann, Schweizer Bankmanager Josef Ackermann, 2010

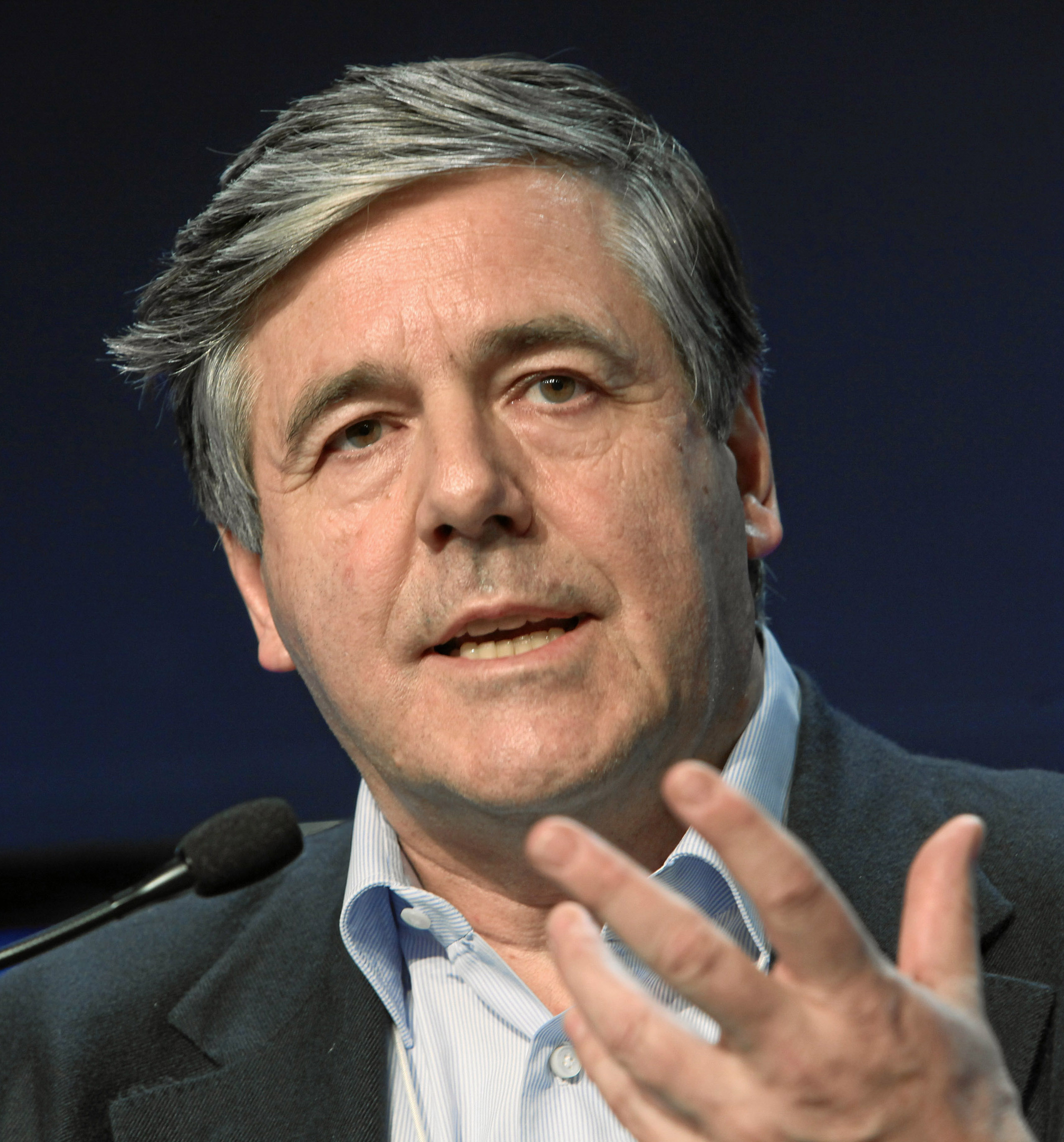
Josef Ackermann, 2010

- 08. Februar: Waldo Karpenkiel, deutscher Schlagzeuger
- 08. Februar: Dan Seals, US-amerikanischer Sänger, Musiker und Songwriter († 2009)
- 10. Februar: Luis Armando Collazuol, brasilianischer Bischof
- 11. Februar: Hannelore Conradsen, deutsche Film- und Fernsehregisseurin
- 11. Februar: Fritz Raff, Intendant des Saarländischen Rundfunks († 2011)
- 11. Februar: Gerhard Wucherer, deutscher Leichtathlet
- 12. Februar: Clemens Bollen, deutscher Politiker
- 12. Februar: Bernd Franke, deutscher Fußballspieler
- 12. Februar: Detlev Meyer, deutscher Schriftsteller und Dichter († 1999)
- 13. Februar: Jim Crawford, britischer Automobilrennfahrer († 2002)
- 13. Februar: Martin Morgner, deutscher Schriftsteller und Historiker
- 13. Februar: Kitten Natividad, mexikanisches Model und Schauspielerin († 2022)
- 13. Februar: Laura Pollán, kubanische Lehrerin und Menschenrechtsaktivistin (Damen in Weiß) († 2011)
- 13. Februar: Hansjörg Schellenberger, deutscher Oboist und Dirigent
- 15. Februar: Holger Ellerbrock, deutscher Politiker
- 15. Februar: Laurenz Meyer, deutscher Politiker
- 15. Februar: Bernd Pischetsrieder, deutscher Manager
- 15. Februar: Art Spiegelman, US-amerikanischer Cartoonist und Comic-Autor
- 15. Februar: Not Vital, schweizerisch-US-amerikanischer Künstler
- 16. Februar: Heinz-Uwe Küenle, deutscher Mathematiker († 2024)
- 16. Februar: Uwe Reimer, deutscher Autor († 2004)
- 16. Februar: Eckhard Uhlenberg, deutscher Politiker und MdB
- 17. Februar: Anne Lonnberg, US-amerikanische Schauspielerin
- 18. Februar: Georg Brunnhuber, deutscher Politiker
- 18. Februar: Keith Knudsen, US-amerikanischer Schlagzeuger († 2005)
- 19. Februar: Pim Fortuyn, niederländischer Politiker und Publizist († 2002)
- 19. Februar: Raúl Grijalva, US-amerikanischer Politiker († 2025)
- 19. Februar: Tony Iommi, britischer Gitarrist
- 19. Februar: Hartmut Schulze-Gerlach, deutscher Sänger und Moderator
- 21. Februar: Detthold Aden, deutscher Manager
- 21. Februar: Elmar Müller, deutscher Fußballtrainer
- 22. Februar: John David Ashton, US-amerikanischer Schauspieler († 2024)
- 22. Februar: Angelika Bender, deutsche Schauspielerin und Sprecherin
- 22. Februar: Felix Gutzwiller, Schweizer Politiker
- 23. Februar: Steve Priest, englischer Bassist († 2020)
- 23. Februar: Waltraud Roick, deutsche Ruderin
- 24. Februar: Thomas Anz, deutscher Professor
- 24. Februar: Luis Galván, argentinischer Fußballspieler († 2025)
- 24. Februar: Bernhard R. Kroener, deutscher Militärhistoriker
- 24. Februar: Walter Smith, schottischer Fußballspieler und -trainer († 2021)
- 24. Februar: Tim Staffell, britischer Sänger und Bassist
- 25. Februar: Friedrich Koncilia, österreichischer Fußballspieler
- 25. Februar: Annette Leo, deutsche Historikerin, Biografin und Herausgeberin
- 25. Februar: Erwin Staudt, deutscher Fußballfunktionär
- 26. Februar: Boutros Marayati, syrischer Erzbischof
- 26. Februar: Mike Richmond, US-amerikanischer Jazzbassist
- 27. Februar: Féodor Atkine, französischer Schauspieler
- 27. Februar: Helmut Nerlinger, deutscher Fußballspieler
- 27. Februar: Reinhard Tramontana, österreichischer Journalist († 2005)
- 27. Februar: Albert Wendt, deutscher Dramatiker und Schriftsteller
- 28. Februar: Steven Chu, US-amerikanischer Physiker
- 28. Februar: Daniel Gómez, mexikanischer Wasserballspieler († 2022)
- 28. Februar: Friedrich Hechelmann, deutscher Maler († 2024)
- 28. Februar: Mercedes Ruehl, US-amerikanische Schauspielerin
- 28. Februar: François Trisconi, Schweizer Automobilrennfahrer
- 29. Februar: Jirō Akagawa, japanischer Schriftsteller
- 29. Februar: Andreas Auer, schweizerischer Staatsrechtler († 2018)
- 29. Februar: Karen Lafferty, US-amerikanische Sängerin und Musiklehrerin
- 29. Februar: Patricia A. McKillip, US-amerikanische Schriftstellerin († 2022)
- 29. Februar: Angelik Riemer, deutsche Malerin († 2014)
- 29. Februar: Rainder Steenblock, deutscher Politiker
- 29. Februar: Martin Suter, Schweizer Krimi-Schriftsteller
- 29. Februar: Hans Peter Ueberschaer deutscher Brigadegeneral
- 00. Februar: Lilian Atterer, deutsche Schönheitskönigin und Fotomodell
- 00. Februar: Marion Kazemi, deutsche Archivarin und Wissenschaftshistorikerin

### März
- 01. März: Herwig Ahrendsen, deutscher Handballspieler
- 02. März: Larry Carlton, US-amerikanischer Jazz/Blues/Fusion-Gitarrist, Sänger und Musikproduzent
- 02. März: Rory Gallagher, irischer Gitarrist († 1995)
- 02. März: Andrei Linde, russischer Kosmologe
- 02. März: Achim Vandreike, deutscher Politiker
- 02. März: Dan Welcher, US-amerikanischer Musiker und Komponist
- 03. März: Snowy White, britischer Blues-Gitarrist
- 04. März: James Ellroy, US-amerikanischer Schriftsteller
- 04. März: Naohiro Fujita, japanischer Automobilrennfahrer
- 04. März: Thomas Kossendey, deutscher Politiker und MdB
- 04. März: Chris Squire, englischer Musiker († 2015)

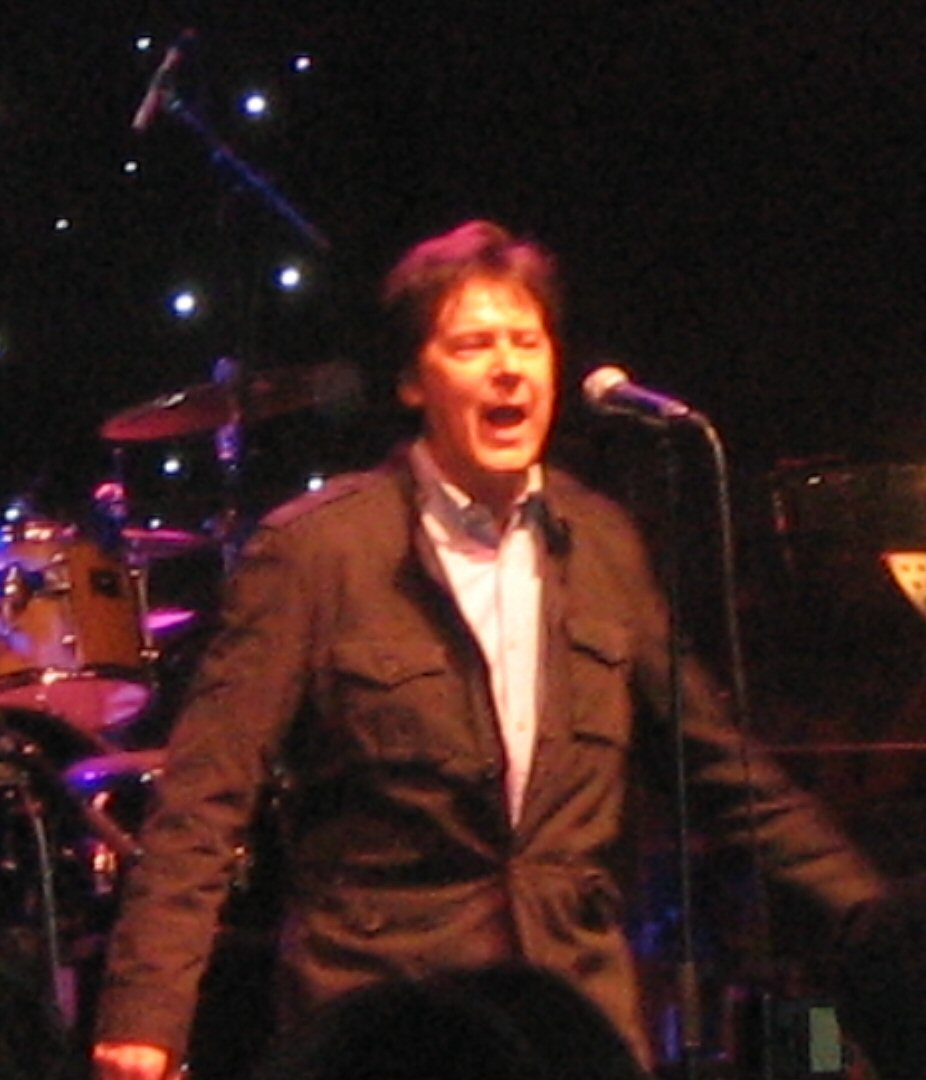
Shakin’ Stevens, 2007

- 04. März: Shakin’ Stevens, britischer Rock-’n’-Roll-Sänger
- 05. März: Eddy Grant, Popmusiker, Sänger, Songwriter und Gitarrist
- 05. März: Elaine Paige, britische Sängerin und Schauspielerin
- 05. März: Josip Pejaković, bosnischer Schauspieler und Schriftsteller († 2025)
- 05. März: Leslie Marmon Silko, US-amerikanische Schriftstellerin
- 06. März: Zbigniew Górny, polnischer Komponist und Dirigent
- 07. März: Karl Schlögel, deutscher Schriftsteller
- 07. März: Schamil Anwarowitsch Tarpischew, sowjetisch-russischer Tennisspieler und Sportfunktionär
- 08. März: Peggy March, US-amerikanische Schlagersängerin und ‑texterin
- 09. März: Majid Entezami, iranischer Filmkomponist
- 10. März: Gerhard Friedrich, deutscher Politiker
- 10. März: Waldemar Hartmann, deutscher Journalist und Moderator
- 11. März: Roy Barnes, US-amerikanischer Politiker
- 11. März: George Kooymans, niederländischer Rockmusiker († 2025)
- 11. März: Franz Lambert, deutscher Komponist und Organist
- 12. März: William M. Anderson, nordirischer Filmeditor
- 12. März: Les Holroyd, britischer Sänger, Komponist und Musiker
- 12. März: James Taylor, US-amerikanischer Gitarrist, Sänger, Komponist und Texter
- 12. März: Ole Thestrup, dänischer Schauspieler († 2018)

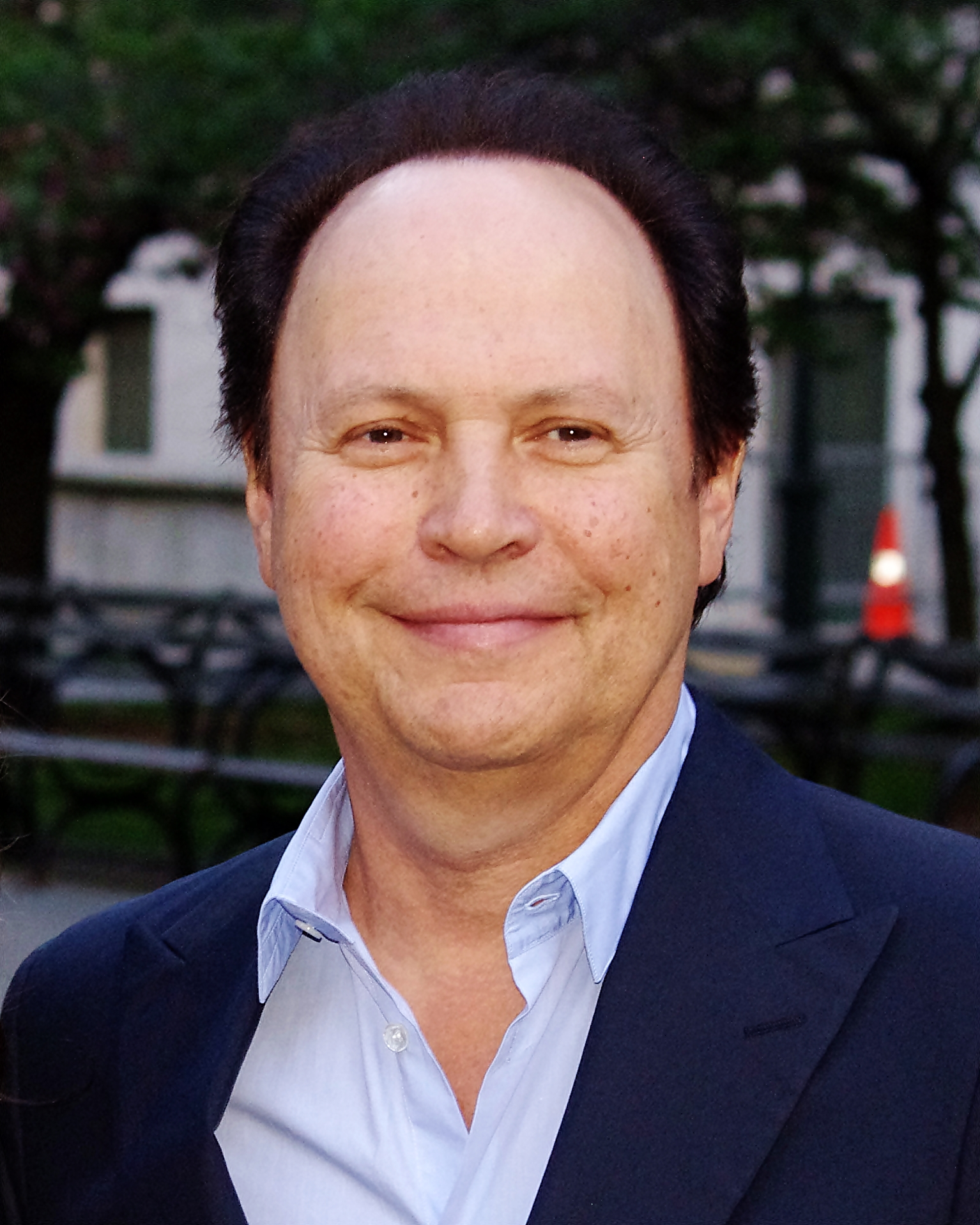
Billy Crystal, 2012

- 14. März: Billy Crystal, US-amerikanischer Schauspieler
- 14. März: Hans Georg Faust, deutscher Politiker
- 14. März: Jochen Schimmang, deutscher Schriftsteller
- 14. März: Bernd Stange, deutscher Fußballtrainer
- 15. März: David Albahari, serbischer Schriftsteller († 2023)
- 15. März: Elsbeth Arlt, deutsche Künstlerin († 2015)
- 15. März: Gerhard Seyfried, deutscher Schriftsteller und Karikaturist
- 15. März: Sérgio Vieira de Mello, brasilianischer UN-Politiker († 2003)
- 16. März: José García Belaúnde, peruanischer Diplomat und Politiker († 2025)
- 16. März: Margaret Weis, US-amerikanische Autorin von Fantasy-Literatur
- 17. März: William Gibson, US-amerikanischer Science-Fiction-Autor
- 17. März: Martin Mönikes, deutscher Journalist und Politiker
- 18. März: Jörg-Dietrich Kamischke, deutscher Landrat († 2025)
- 20. März: Josef Aussermair, österreichischer Theologe
- 20. März: John de Lancie, US-amerikanischer Schauspieler
- 20. März: Bobby Orr, kanadischer Eishockeyspieler
- 21. März: Pascale Cossart, französische Mikrobiologin
- 21. März: Scott E. Fahlman, US-amerikanischer Informatiker, „Erfinder“ der Emoticons
- 21. März: Fariborz Sahba, iranisch-kanadischer Architekt
- 22. März: Wolf Blitzer, US-amerikanischer Journalist
- 22. März: Bernard Dietz, deutscher Fußballspieler

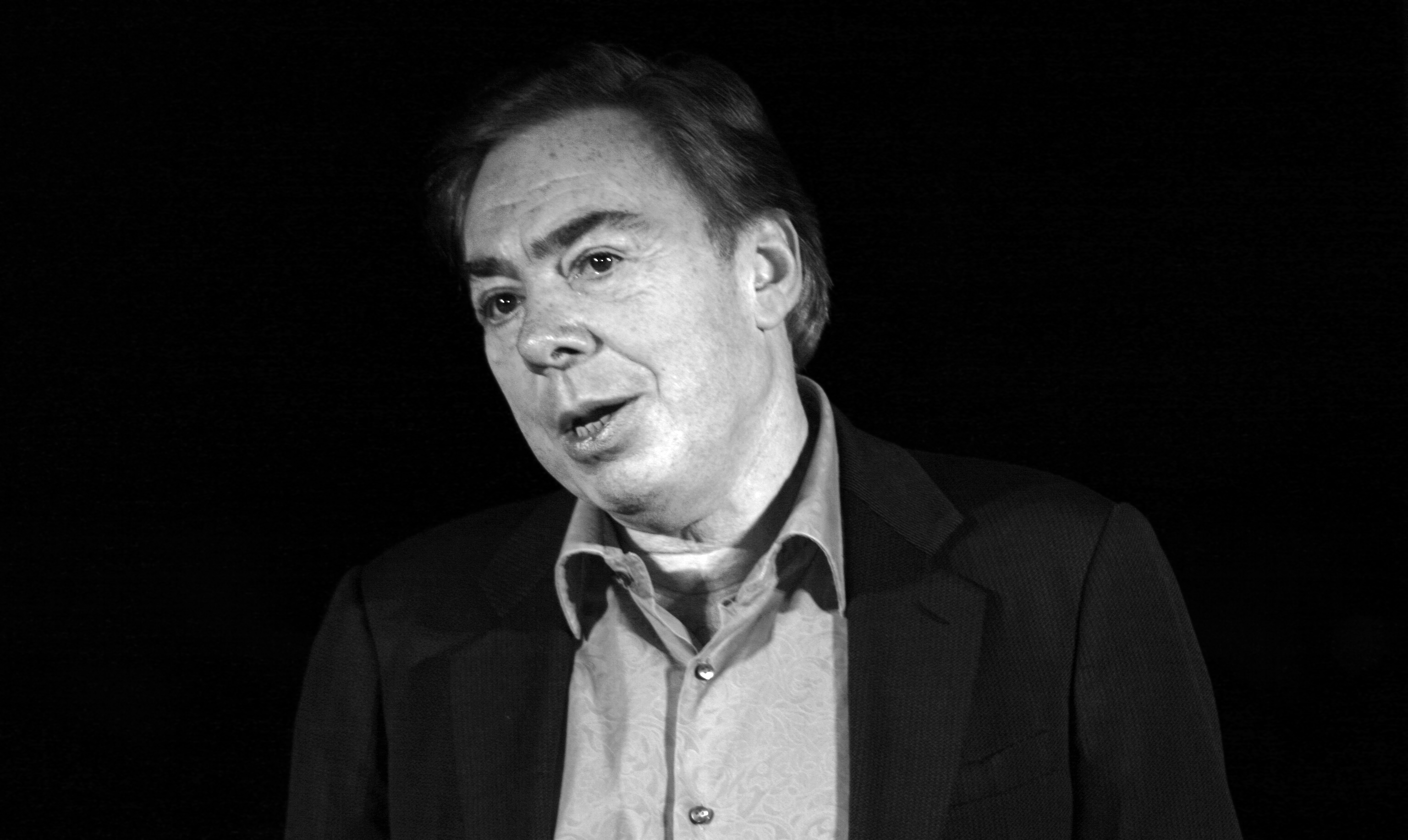
Andrew Lloyd Webber, 2007

- 22. März: Andrew Lloyd Webber, englischer Komponist
- 22. März: Per Stureson, schwedischer Automobilrennfahrer
- 23. März: Bracha Ettinger, israelische Künstlerin
- 23. März: Peter C. B. Phillips, neuseeländischer Wirtschaftswissenschaftler
- 24. März: Günter Bentele, Professor für Öffentlichkeitsarbeit und Public Relations
- 24. März: Reinhard Borchert, deutscher Sprinter
- 24. März: Volker Finke, deutscher Fußballtrainer
- 24. März: Jerzy Kukuczka, polnischer Bergsteiger († 1989)
- 24. März: Delio Onnis, argentinischer Fußballspieler
- 24. März: Günther Würfel, österreichischer Leichtathlet
- 25. März: Bonnie Bedelia, US-amerikanische Schauspielerin
- 25. März: Rob Goorhuis, niederländischer Komponist
- 26. März: David Anear, australischer Bogenschütze
- 26. März: Peter Neumann, deutscher Motorradrennfahrer

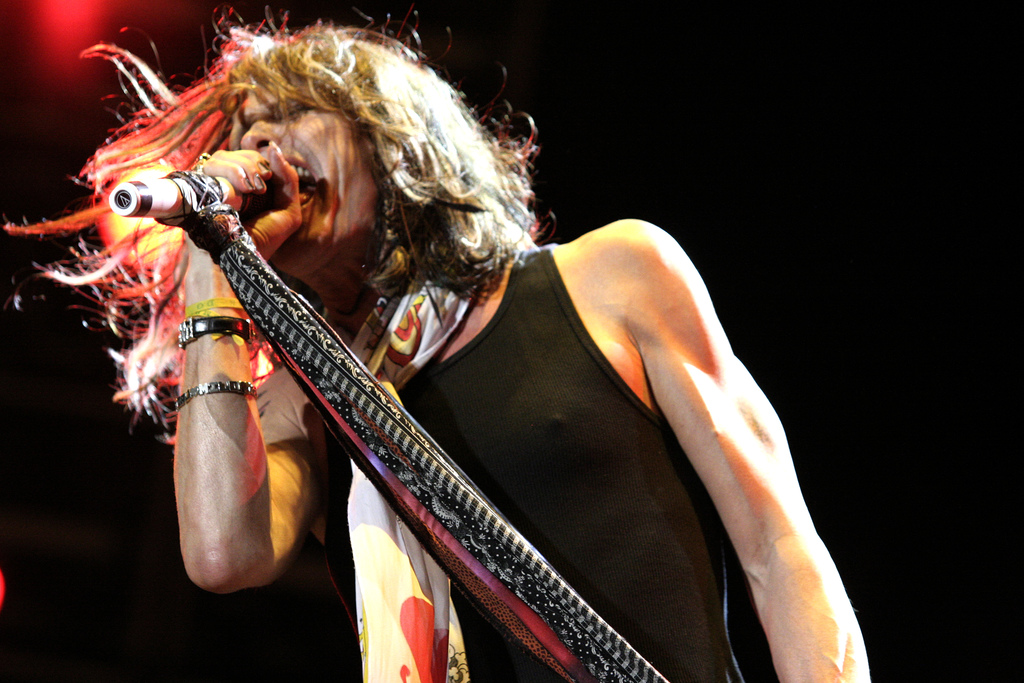
Steven Tyler

- 26. März: Steven Tyler, US-amerikanischer Rocksänger (Aerosmith)
- 27. März: Winfried Mertens, deutscher Brigadegeneral des Heeres der Bundeswehr
- 27. März: Edgar Selge, deutscher Schauspieler
- 28. März: John Evan, britischer Musiker
- 28. März: Trina Hosmer, US-amerikanische Skilangläuferin
- 28. März: Leo Maasburg, österreichischer Geistlicher
- 28. März: Dianne Wiest, US-amerikanische Film- und Theaterschauspielerin
- 29. März: Anne-Karin, deutsche Schlagersängerin
- 29. März: Bud Cort, US-amerikanischer Schauspieler
- 29. März: Johnny Dowd, US-amerikanischer Alternative-Country-Musiker
- 29. März: Joachim Stünker, deutscher Politiker und MdB
- 30. März: Eddie Jordan, irischer Automobilrennfahrer und Formel-1-Teambesitzer († 2025)
- 31. März: Gary Doer, kanadischer Politiker

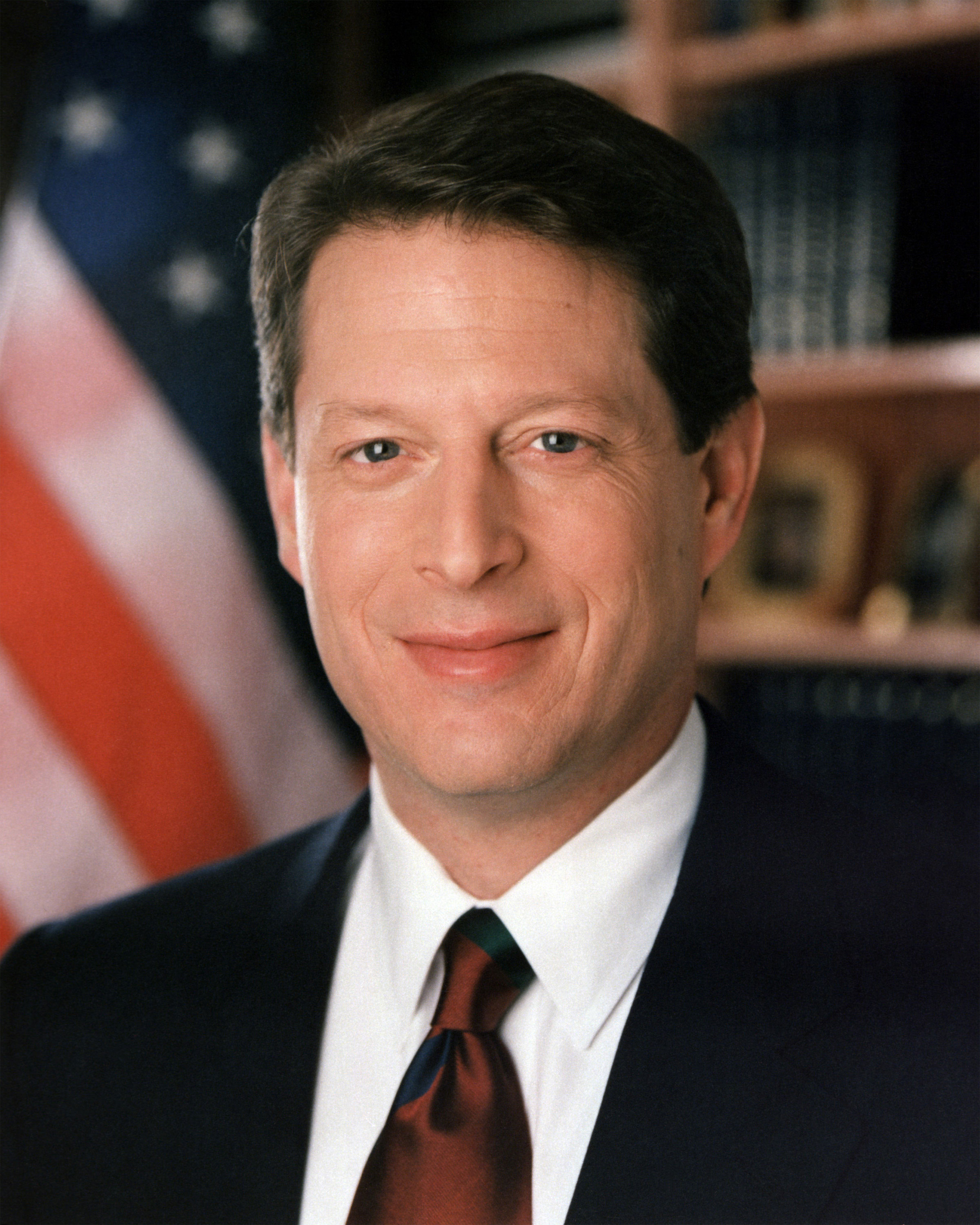
Al Gore, 1994

- 31. März: Al Gore, US-amerikanischer Politiker, 45. Vizepräsident der USA
- 31. März: Thijs van Leer, niederländischer Musiker und Sänger
- 31. März: Enrique Vila-Matas, katalanisch-spanischer Schriftsteller

### April
- 01. April: Urs Allemann, Schweizer Schriftsteller († 2024)
- 01. April: Gudo Hoegel, deutscher Schauspieler und Synchronsprecher
- 01. April: J. J. Williams, walisischer Rugbyspieler († 2020)
- 02. April: Peter Clark, britischer Automobilrennfahrer († 1996)
- 02. April: Michael Gerhardt, Richter des Bundesverfassungsgerichts
- 02. April: Hendrik Snoek, deutscher Springreiter
- 03. April: René Bardet, Schweizer Pressesprecher des Schweizer Fernsehens (SF DRS) († 2005)
- 03. April: Boris Berman, russischer Pianist, Cembalist und Musikpädagoge
- 03. April: Jean-François Bovard, Schweizer Musiker († 2003)
- 03. April: Jaap de Hoop Scheffer, niederländischer Politiker
- 03. April: Oliver Grimm, deutscher Schauspieler († 2017)
- 03. April: Miguel Herz-Kestranek, österreichischer Schauspieler und Buchautor
- 03. April: Carlos Salinas de Gortari, mexikanischer Politiker und Präsident

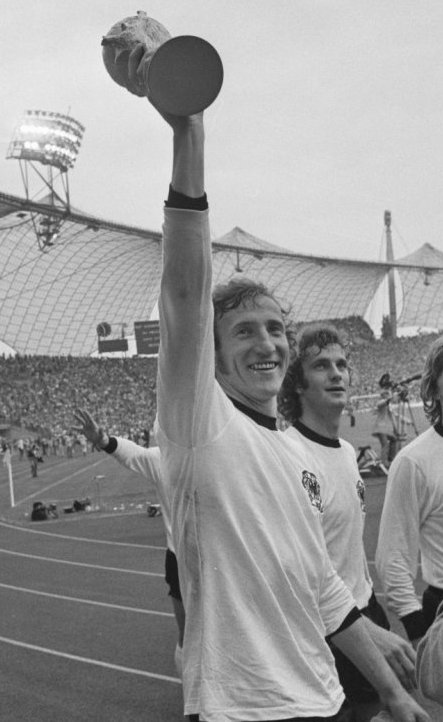
Georg Schwarzenbeck

- 03. April: Georg Schwarzenbeck, deutscher Fußballspieler
- 04. April: Frank Winfield Anderson, US-amerikanischer Mörder
- 04. April: Towje Kleiner, deutscher Schauspieler und Drehbuchautor († 2012)
- 04. April: Dan Simmons, US-amerikanischer Schriftsteller
- 04. April: Jacques Voigtländer, deutscher Politiker
- 05. April: Klaus Bös, deutscher Sportwissenschaftler
- 05. April: Karin Gündisch, deutsche Schriftstellerin
- 05. April: Krystian Martinek, deutscher Schauspieler, Regisseur und Autor
- 05. April: Hans Theessink, niederländischer Blues-Gitarrist, Sänger und Songschreiber
- 06. April: Jean-Jacques Avenel, französischer Jazzbassist († 2014)
- 06. April: Hubert Bognermayr, österreichischer Musiker († 1999)
- 06. April: Philippe Garrel, französischer Schauspieler, Drehbuchautor, Regisseur
- 06. April: Petra Kusch-Lück, deutsche Moderatorin, Tänzerin und Sängerin
- 06. April: Jo Leinen, deutscher Politiker
- 06. April: Eric Robertson, kanadischer Komponist, Organist und Pianist
- 06. April: Friederike Roth, deutsche Schriftstellerin
- 06. April: Bengt-Arne Wickström, schwedischer Finanzwissenschaftler
- 07. April: Pietro Anastasi, italienischer Fußballspieler († 2020)
- 07. April: Ecaterina Andronescu, rumänische Politikerin
- 07. April: Rudolf Hartung, deutscher Politiker († 2020)
- 08. April: Eva Heller, deutsche Schriftstellerin († 2008)
- 08. April: Dagmar Schmidt, deutsche Politikerin († 2005)
- 08. April: Danuta Hübner, polnische Politikerin und EU-Kommissarin
- 09. April: Claudio Ambrosini, italienischer Komponist
- 09. April: Jaya Bachchan, indische Schauspielerin
- 09. April: Bernard-Marie Koltès, französischer Dramatiker und Theaterregisseur († 1989)
- 09. April: Patty Pravo, italienische Popsängerin
- 10. April: Mel Blount, US-amerikanischer American-Football-Spieler
- 10. April: Bernd Clüver, deutscher Schlagersänger († 2011)
- 11. April: Anke Maggauer-Kirsche, deutsche Lyrikerin und Aphoristikerin

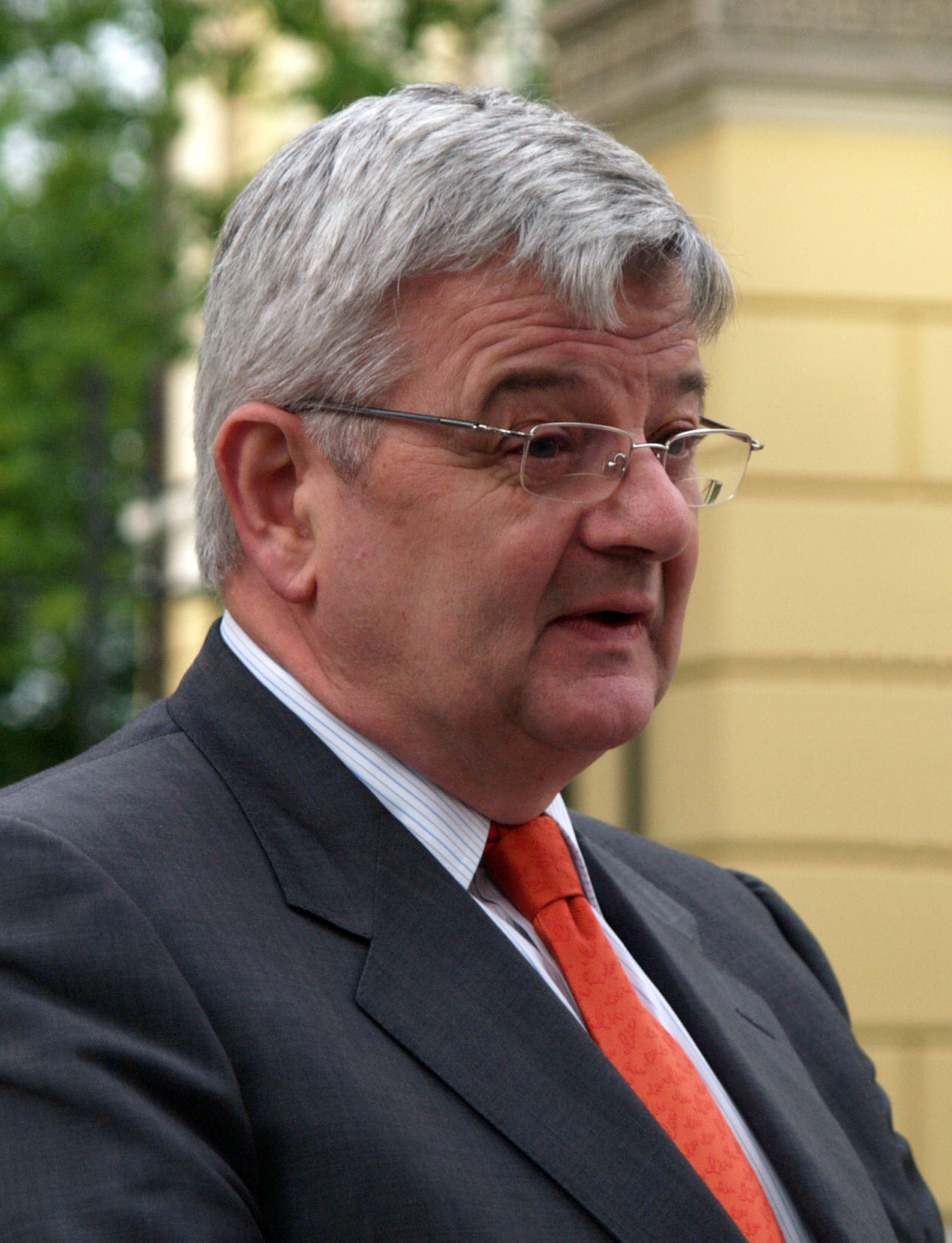
Joschka Fischer, 2006

- 12. April: Joschka Fischer, deutscher Politiker
- 12. April: Marcello Lippi, italienischer Fußballtrainer
- 13. April: Miloslav Gajdoš, tschechischer Kontrabassist, Musikpädagoge und Komponist
- 13. April: Brian Griffin, britischer Fotograf († 2024)
- 13. April: Michael Hammer, US-amerikanischer Wirtschaftswissenschaftler († 2008)
- 13. April: Drago Jančar, slowenischer Schriftsteller
- 14. April: Chester Greenough Atkins, US-amerikanischer Politiker
- 14. April: Jan Michalik, polnischer Ringer († 2022)
- 14. April: Claude Vivier, kanadischer Komponist († 1983)
- 15. April: Michael Kamen, US-amerikanischer Komponist († 2003)
- 16. April: John Fitzgerald, US-amerikanischer American-Football-Spieler
- 17. April: Jan Hammer, tschechisch-US-amerikanischer Jazz-Pianist und -Keyboarder
- 17. April: Wilfriedt Wedmann, kanadischer Leichtathlet († 2021)
- 18. April: Rainer René Graf Adelmann von Adelmannsfelden, deutscher Rechtsanwalt
- 18. April: Wolfgang A. Herrmann, Präsident der TU München
- 18. April: Ina Lenke, deutsche Politikerin
- 18. April: Catherine Malfitano, US-amerikanische Sopranistin
- 18. April: Richard Peterkin, lucianischer Sportfunktionär
- 18. April: Georges M. Saad Abi Younes, maronitischer Bischof in Mexiko
- 19. April: Chester Biscardi, US-amerikanischer Komponist und Musikpädagoge
- 21. April: Paul Davis, US-amerikanischer Singer-Songwriter, Musiker und Produzent († 2008)
- 21. April: Ulrich Diederichs, deutscher Bauingenieur und Hochschullehrer († 2022)
- 21. April: Josef Flammer, Schweizer Augenarzt
- 22. April: Ġorġ Abela, maltesischer Politiker
- 22. April: Jewgeni Alexandrowitsch Arschanow, sowjetischer Mittelstreckenläufer
- 22. April: Carol Drinkwater, britische Schauspielerin und Autorin
- 23. April: Ilario Antoniazzi, italienischer Erzbischof
- 24. April: Tomoko Abe, japanische Politikerin
- 24. April: Walter Appel, deutscher Schriftsteller
- 24. April: Wilderich von Droste zu Hülshoff, Deutscher Jurist, Autor und Stiftungsvorstand
- 24. April: Paul Sahli, Schweizer Artist und Rekordhalter
- 24. April: Kōhei Tsuka, koreanisch-japanischer Dramatiker, Regisseur und Theaterleiter († 2010)
- 26. April: Josef Bierbichler, deutscher Schauspieler
- 26. April: Herbert Landau, Richter des Bundesverfassungsgerichts
- 26. April: Klaus Minkel, deutscher Politiker und MdB
- 26. April: Ronaldo Miranda, brasilianischer Komponist
- 27. April: Frank W. Abagnale, US-amerikanischer Hochstapler und Scheckbetrüger
- 27. April: Yves Courage, französischer Automobilrennfahrer und Rennstallbesitzer
- 27. April: Josef Hickersberger, Fußballspieler, Fußballtrainer

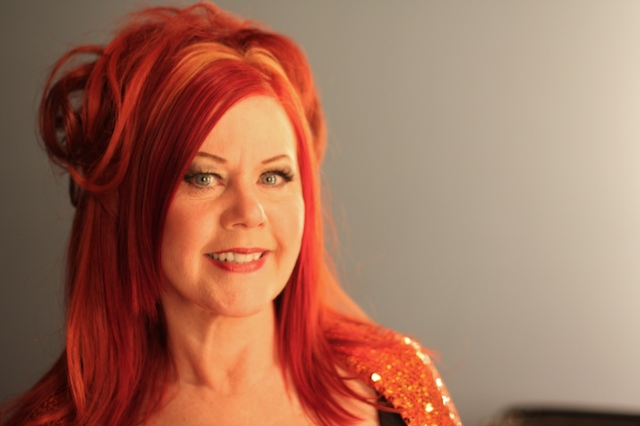
Kate Pierson, 2007

- 27. April: Kate Pierson, US-amerikanische Musikerin
- 28. April: Terry Pratchett, britischer Fantasy-Schriftsteller († 2015)
- 28. April: Egons Maisaks, sowjetischer bzw. lettischer Schauspieler († 1994)
- 29. April: John Christensen, neuseeländischer Hockeyspieler
- 29. April: Andrzej Kowalczyk, polnischer Physiker
- 30. April: John Cooper, britischer Automobilrennfahrer
- 30. April: Robert Tarjan, US-amerikanischer Informatiker

### Mai
- 01. Mai: Pantaleón Astiazarán, uruguayischer Fotograf
- 01. Mai: Karl Friedrich Frey, Schweizer Künstler, Musiker, Autor, Astrologe und Okkultist, bekannt als Akron († 2017)
- 01. Mai: Carl Morten Iversen, norwegischer Jazzbassist († 2023)
- 02. Mai: Monika Haas, Mitglied der RAF
- 02. Mai: Christian Hartenhauer, deutscher Politiker
- 02. Mai: Ibrahima N’Diaye, malischer Politiker († 2025)
- 02. Mai: Werner Schulze-Erdel, deutscher Moderator und Schauspieler
- 03. Mai: Hirotaka Akamatsu, japanischer Politiker
- 04. Mai: Richard B. Hays, US-amerikanischer Theologe († 2025)
- 04. Mai: Hurley Haywood, US-amerikanischer Automobilrennfahrer
- 04. Mai: Rolf Verres, deutscher Arzt und Musiker
- 05. Mai: John Atcherley Kardinal Dew, Erzbischof von Wellington
- 05. Mai: Richard Pacheco, US-amerikanischer Pornodarsteller und Filmregisseur
- 05. Mai: Bill Ward, britischer Schlagzeuger
- 06. Mai: Jochen Arlt, deutscher Schriftsteller
- 06. Mai: Caspar Einem, österreichischer Politiker († 2021)
- 06. Mai: Servilio de Oliveira, brasilianischer Boxer
- 07. Mai: Holger Astrup, deutscher Politiker († 2021)
- 07. Mai: Michel Dubois, französischer Automobilrennfahrer († 2006)
- 07. Mai: Ingrid Pieper-von Heiden, deutsche Politikerin
- 07. Mai: Pete Wingfield, britischer Musikproduzent, Keyboardspieler und Journalist
- 08. Mai: Petra Articus, deutsche Äbtissin
- 08. Mai: Norbert Nigbur, deutscher Fußballspieler
- 08. Mai: Pierre-François Rousselot, französischer Automobilrennfahrer
- 09. Mai: Astrid Höfs, deutsche Politikerin
- 10. Mai: Meg Foster, US-amerikanische Schauspielerin
- 10. Mai: Carla Galle, belgische Schwimmerin und Politikerin († 2022)
- 10. Mai: Thury Horath, schweizerischer Ländlermusikant
- 11. Mai: Pam Ferris, US-amerikanische Schauspielerin
- 12. Mai: Aqmaral Chaidarqysy Arystanbekowa, kasachische Diplomatin und Politikerin
- 12. Mai: Lindsay Crouse, US-amerikanische Schauspielerin
- 12. Mai: Ralf-Dieter Fischer, deutscher Politiker († 2025)
- 12. Mai: Steve Winwood, britischer Musiker
- 13. Mai: Zain-ud-Din bin Abdul Wahab, malaysischer Leichtathlet († 2022)
- 13. Mai: Guillermo Echevarría, mexikanischer Schwimmer († 2021)
- 13. Mai: Ivan Klánský, tschechischer Pianist und Musikpädagoge
- 15. Mai: Yaakov Amidror, israelischer Generalmajor
- 15. Mai: Renato Casarotto, italienischer Bergsteiger († 1986)
- 15. Mai: Brian Eno, britischer Musiker
- 15. Mai: Peter Hussing, deutscher Schwergewichtsboxer († 2012)
- 15. Mai: Irmingard Schewe-Gerigk, deutsche Politikerin und MdB
- 15. Mai: Kathleen Sebelius, US-amerikanische Politikerin
- 16. Mai: Rainer Stephan, deutscher Autor, Journalist und Regisseur
- 17. Mai: Klaus Addicks, deutscher Anatom und Hochschullehrer
- 17. Mai: Dick Gaughan, schottischer Folksänger
- 17. Mai: Joseph Hatton, puerto-ricanischer Basketballspieler († 2022)
- 17. Mai: Horst Köppel, deutscher Fußballspieler und -trainer
- 17. Mai: Winfried Kretschmann, deutscher Politiker und Ministerpräsident von Baden-Württemberg Winfried Kretschmann, 2012

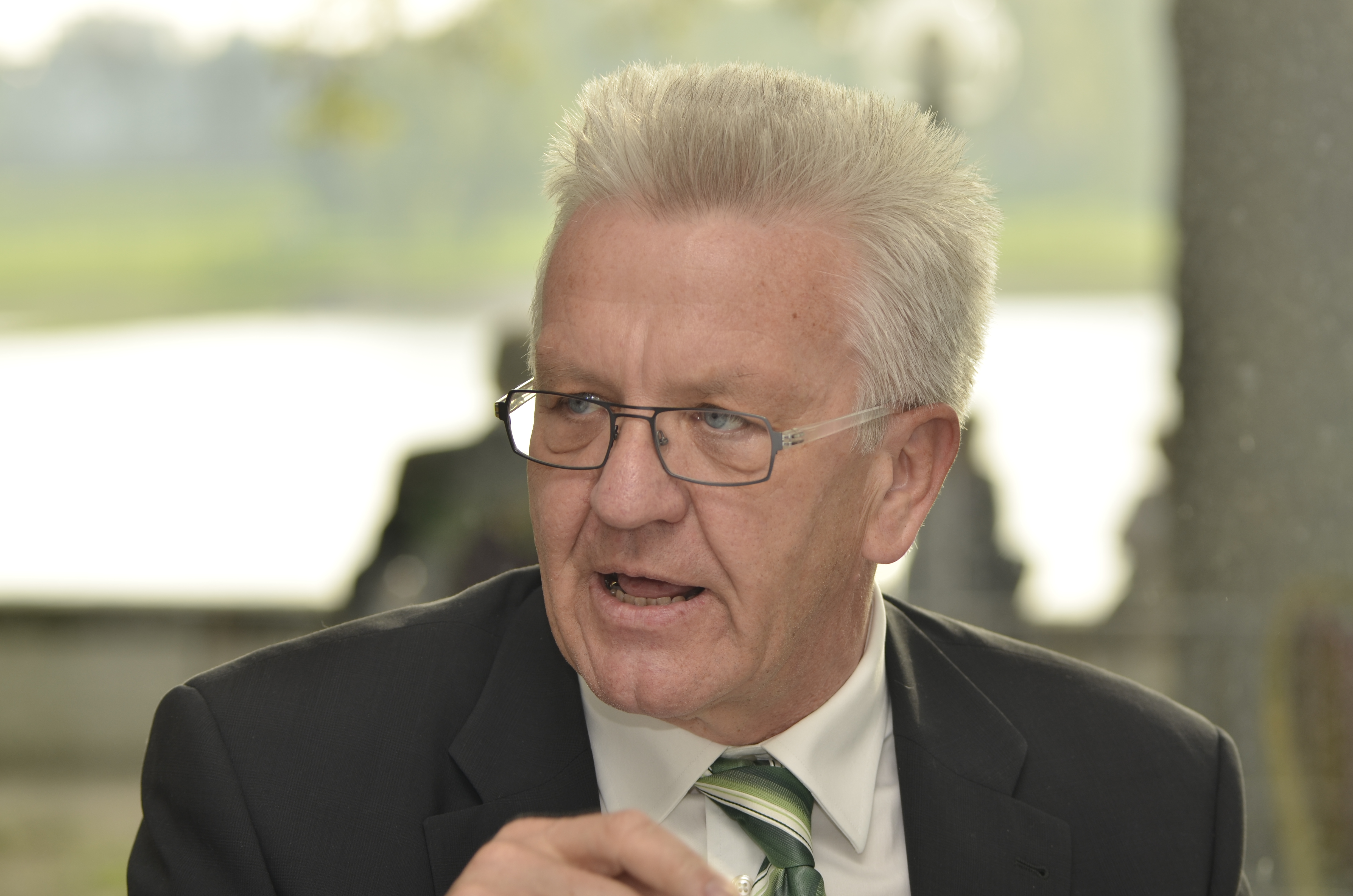
Winfried Kretschmann, 2012

- 17. Mai: Thérèse Meyer-Kaelin, Schweizer Politikerin
- 17. Mai: Pat Toomay, US-amerikanischer American-Football-Spieler und Schriftsteller
- 18. Mai: Tom Udall, US-amerikanischer Politiker
- 18. Mai: Yi Mun-yol, südkoreanischer Schriftsteller
- 19. Mai: Grace Jones, jamaikanische Sängerin, Fotomodell und Schauspielerin Grace Jones, 2009

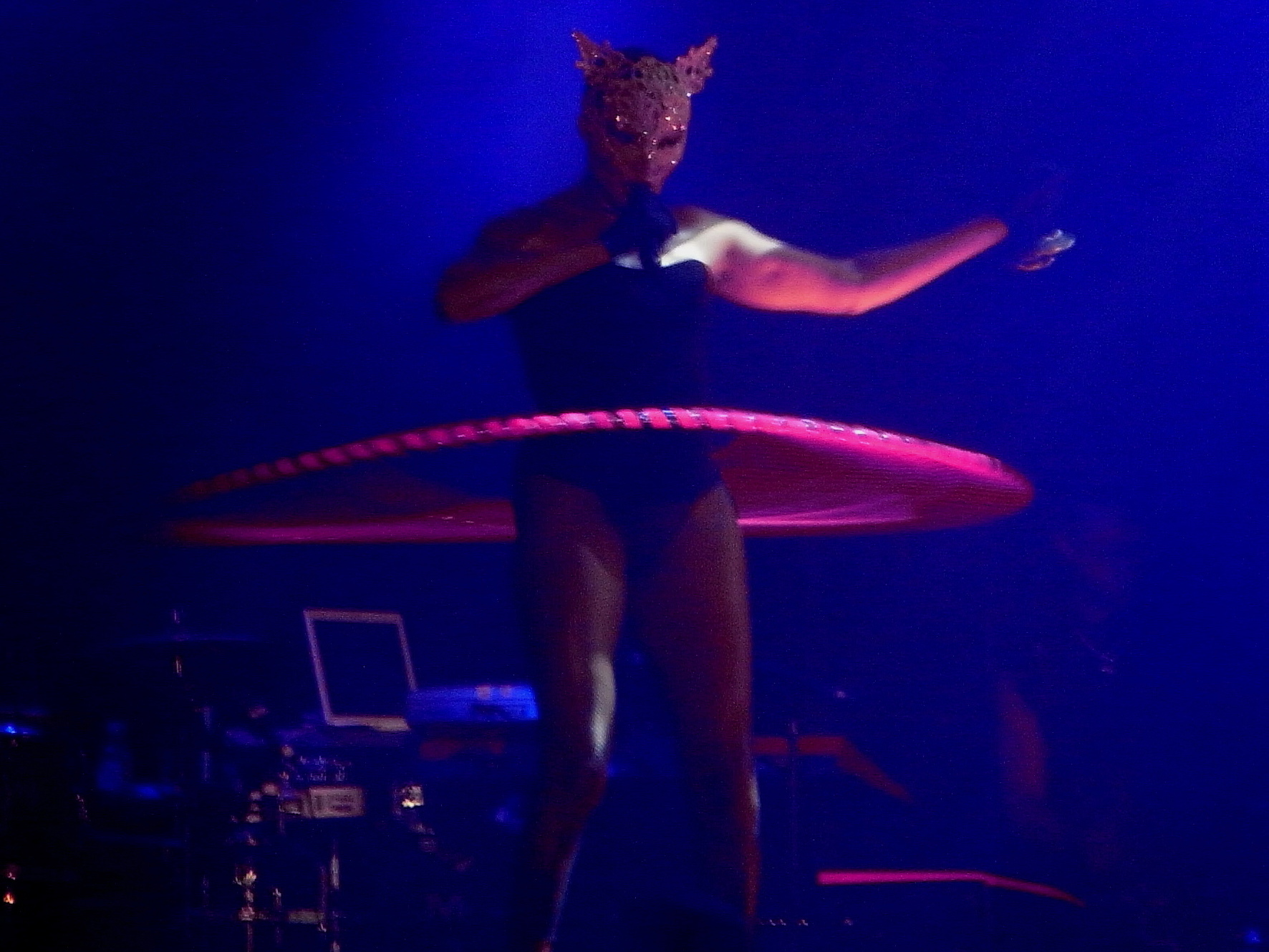
Grace Jones, 2009

- 20. Mai: Jon Amiel, britisch-amerikanischer Regisseur und Filmproduzent
- 20. Mai: Gerd Rubenbauer, deutscher Sportreporter und Fernsehmoderator
- 21. Mai: Ingrid Huhn-Wagener, deutsche Steuerfrau im Rudern
- 21. Mai: Leo Sayer, britischer Sänger
- 21. Mai: Günter Zöller, deutscher Eiskunstläufer
- 24. Mai: Lorna Crozier, kanadische Schriftstellerin, Dichterin und Hochschullehrerin
- 24. Mai: Richard Dembo, französischer Filmregisseur, Drehbuchautor und Produzent († 2004)
- 24. Mai: Harald Ossberger, österreichischer Pianist und Musikpädagoge († 2021)
- 25. Mai: Bülent Arınç, türkischer Politiker
- 25. Mai: Angelika Hartung, deutsche Schauspielerin
- 25. Mai: Klaus Meine, deutscher Sänger und Komponist (Scorpions) Klaus Meine, 2007

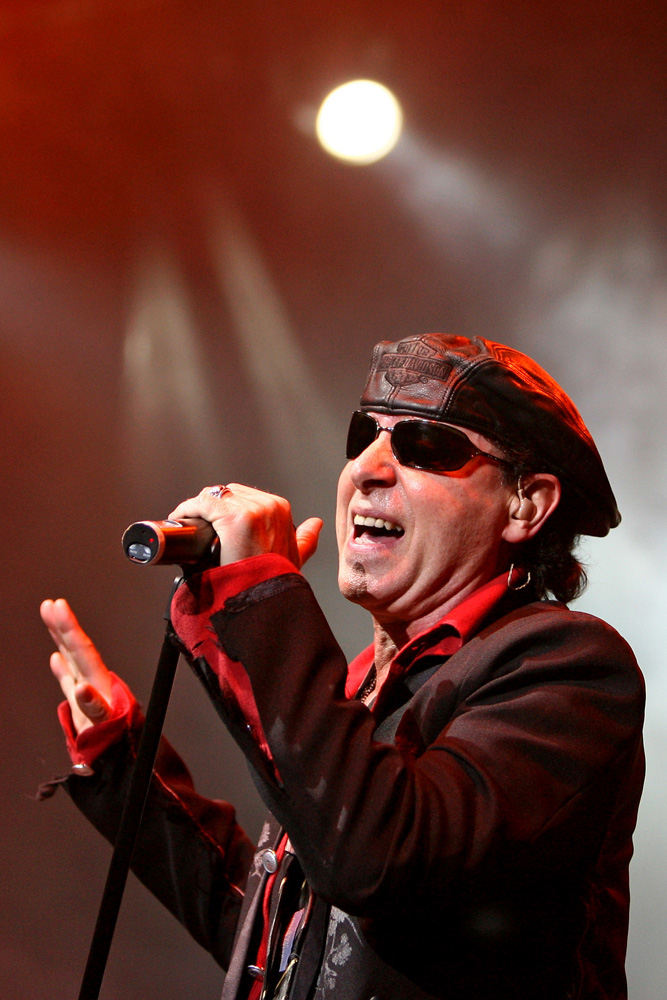
Klaus Meine, 2007

- 25. Mai: Johannes Willms, deutscher Historiker, Essayist und Biograf († 2022)
- 26. Mai: Leon Kieres, polnischer Jurist, Präsident des Institutes für Nationales Gedenken (IPN)
- 26. Mai: Pentti Kirstilä, finnischer Schriftsteller († 2021)
- 26. Mai: Stevie Nicks, US-amerikanische Sängerin
- 27. Mai: Thomas Ahrens, deutscher Steuermann im Rudersport
- 27. Mai: Frédéric Dor, französischer Automobilrennfahrer
- 27. Mai: Christina Emmrich, deutsche Politikerin
- 27. Mai: Jocelyne Saucier, kanadische Schriftstellerin
- 28. Mai: Wil Hartog, niederländischer Motorradrennfahrer und Unternehmer
- 28. Mai: Pierre Rapsat, belgischer Sänger († 2002)
- 29. Mai: Peter Paziorek, deutscher Politiker und MdB
- 29. Mai: Günter Sebert, deutscher Fußballspieler und -trainer
- 30. Mai: Chosrow Melikowitsch Arutjunjan, armenischer Politiker
- 30. Mai: Johan De Muynck, belgischer Radrennfahrer
- 30. Mai: Dieter Kosslick, deutscher Leiter der Internationalen Filmfestspiele Berlin
- 30. Mai: Michael Krone, deutscher Schauspieler
- 30. Mai: Bernd Wagner, deutscher Schriftsteller
- 31. Mai: Swetlana Alexijewitsch, belarussische Schriftstellerin und Nobelpreisträgerin Swetlana Alexijewitsch, 2013

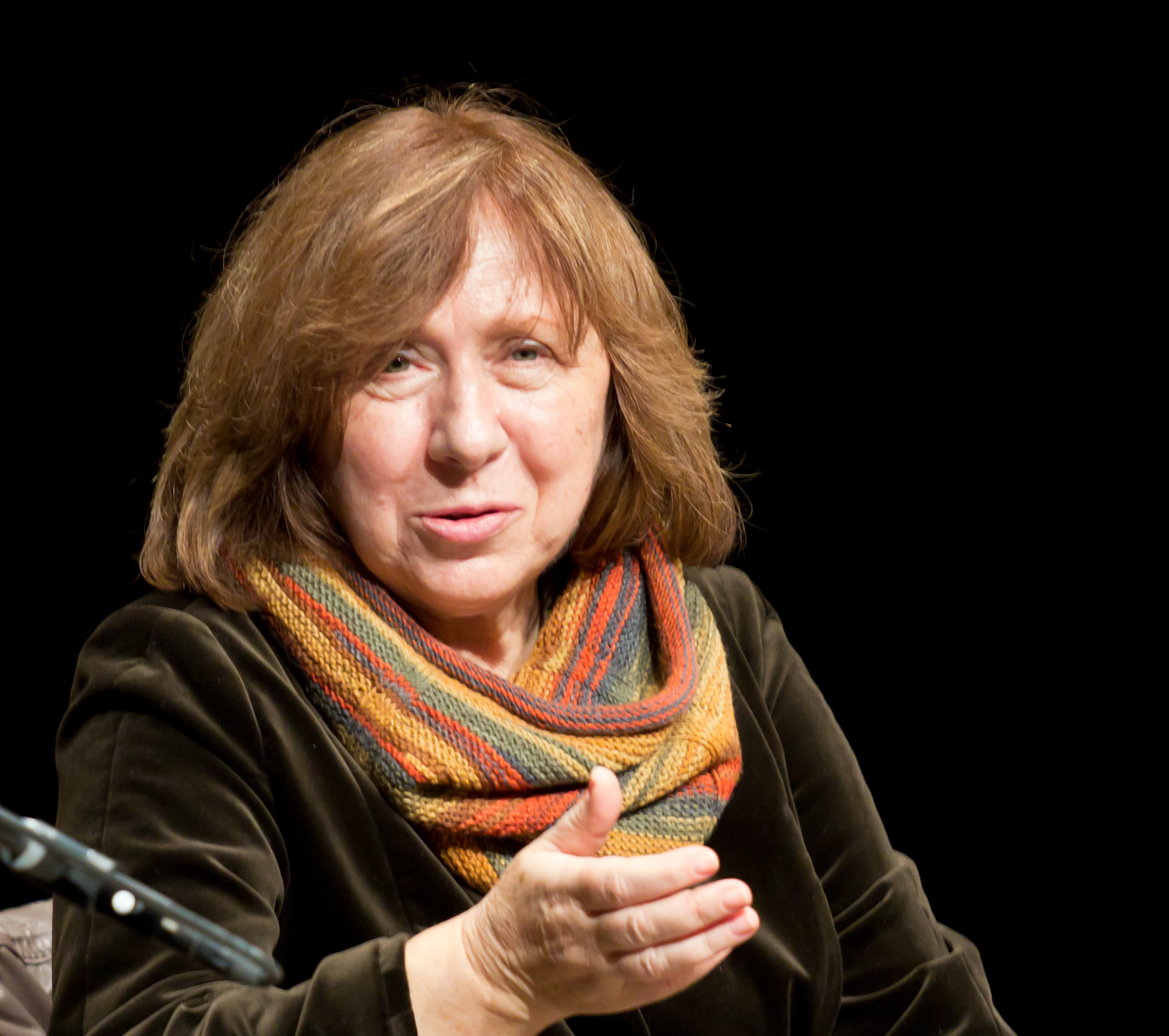
Swetlana Alexijewitsch, 2013

- 31. Mai: Otto Altenbach, deutscher Automobilrennfahrer
- 31. Mai: John Bonham, britischer Schlagzeuger († 1980)
- 31. Mai: Paulinho da Costa, brasilianischer Perkussionist
- 31. Mai: Martin Hannett, britischer Musikproduzent († 1991)
- 31. Mai: Jürgen Stark, deutscher Ökonom, Vizepräsident der Deutschen Bundesbank

### Juni
- 02. Juni: Roni Bar-On, israelischer Politiker
- 02. Juni: Thomas Neumaier, deutscher Konzeptkünstler
- 03. Juni: Rolf Heißler, deutscher Terrorist († 2023)
- 03. Juni: Margret Mönig-Raane, Vorstandsmitglied von ver.di
- 03. Juni: Wolfgang Nešković, deutscher Politiker und Richter am Bundesgerichtshof
- 04. Juni: Ernst Abbé, deutscher Fußballspieler
- 04. Juni: Paquito D’Rivera, kubanischer Jazzmusiker
- 04. Juni: Margaret Gibson, kanadische Schriftstellerin († 2006)
- 04. Juni: Jürgen Sparwasser, deutscher Fußballspieler und -trainer

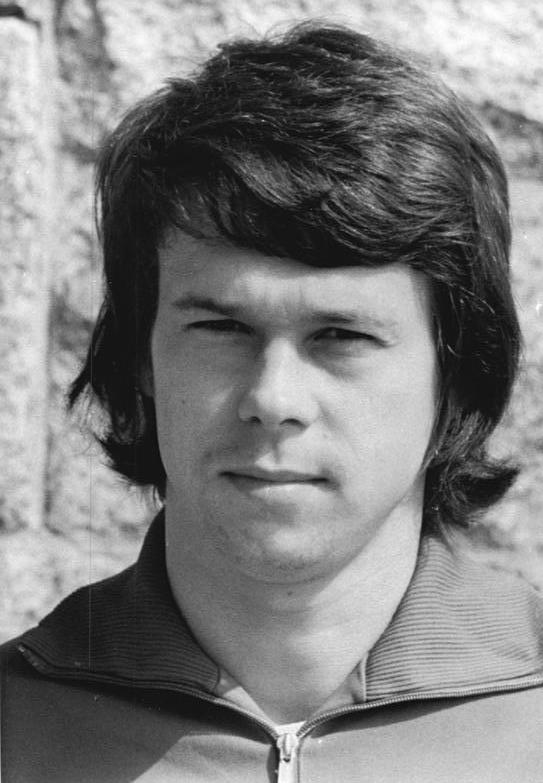
Jürgen Sparwasser

- 04. Juni: Josef Straka, tschechoslowakischer Ruderer
- 04. Juni: Jim Wallis, US-amerikanischer Prediger, christlicher Geistlicher und Buchautor
- 05. Juni: Sérgio Abreu, brasilianischer Gitarrist († 2023)
- 05. Juni: Gail Davies, US-amerikanische Country-Sängerin und Songschreiberin
- 06. Juni: Rocco Buttiglione, italienischer Politiker
- 06. Juni: Jürgen Marcus, deutscher Schlagersänger († 2018)

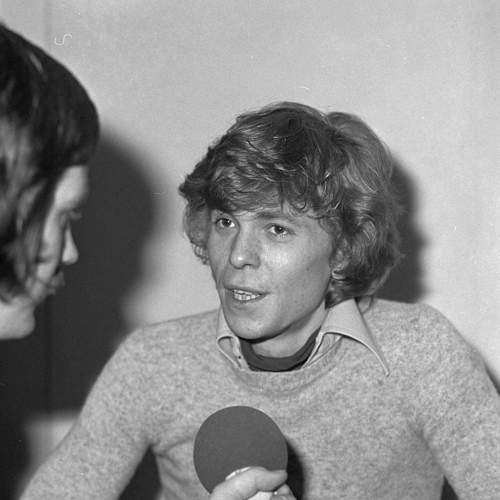
Jürgen Marcus, 1976

- 06. Juni: Ludwig Mundt, deutscher Brigadegeneral und Abteilungsleiter im Bundesnachrichtendienst
- 07. Juni: Clifford Barbaro, US-amerikanischer Jazz-Schlagzeuger († 2025)
- 07. Juni: Nydia Caro, puerto-ricanische Schauspielerin und Sängerin
- 07. Juni: Diethelm Sack, Vorstandsmitglied der Deutschen Bahn AG
- 07. Juni: Raimond Sele, liechtensteinischer Sportschütze
- 08. Juni: Hans-Josef Becker, Erzbischof von Paderborn
- 08. Juni: Karl-Michael Krummacher, deutscher Bratschist
- 08. Juni: Jürgen von der Lippe, deutscher Fernsehmoderator und Komiker

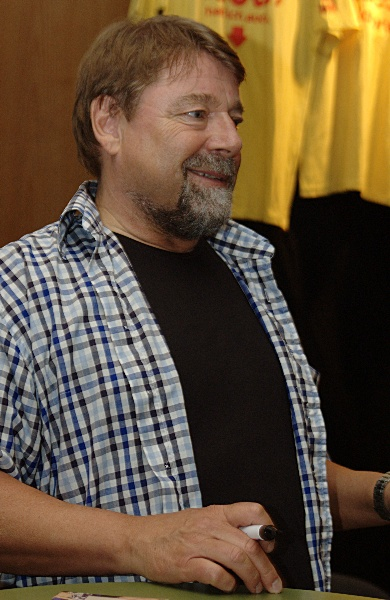
Jürgen von der Lippe, 2008

- 08. Juni: Erwin Reichert, deutscher Politiker († 2013)
- 09. Juni: Gudrun Schyman, schwedische Politikerin und Feministin
- 10. Juni: Brian Adam, schottischer Politiker († 2013)
- 10. Juni: Kitty Kino, österreichische Regisseurin
- 11. Juni: Lynsey de Paul, britische Sängerin und Songschreiberin († 2014)
- 11. Juni: Sumaya Farhat-Naser, palästinensische Friedensvermittlerin im Westjordanland
- 12. Juni: Jossi Beilin, israelischer pazifistischer Staatsmann
- 12. Juni: Hans Binder, österreichischer Automobilrennfahrer
- 12. Juni: Lyn Collins, US-amerikanische Soulsängerin († 2005)
- 12. Juni: Alex Skovron, australischer Lyriker
- 13. Juni: Claudia Storz, Schweizer Schriftstellerin
- 14. Juni: Nazima, indische Schauspielerin († 2025)
- 15. Juni: Doris Papperitz, deutsche Sportjournalistin
- 16. Juni: Hans-Werner Kammer, deutscher Politiker und MdB
- 16. Juni: Klaus Kater, deutscher Handballtorwart
- 17. Juni: Joaquín Almunia, spanischer Politiker und EU-Kommissar
- 17. Juni: Hrafn Gunnlaugsson, isländischer Filmemacher
- 17. Juni: Alpo Suhonen, finnischer Eishockeytrainer und Theaterdirektor
- 18. Juni: Reinhard Michl, deutscher Zeichner, Illustrator und Autor
- 19. Juni: Nick Drake, britischer Gitarrist und Liedermacher († 1974)
- 19. Juni: Erik Schinegger, österreichische(r) Skirennläufer(in)
- 20. Juni: Anne-Marie Barat, französische Organistin († 1990)
- 20. Juni: Johannes Friedrich, Landesbischof der evangelisch-lutherischen Kirche in Bayern
- 20. Juni: Alan Longmuir, britischer Musiker († 2018)
- 20. Juni: Ludwig Scotty, Präsident der Republik Nauru
- 20. Juni: Gerhard Strube, Direktor des Center for Cognitive Science an der Albert-Ludwigs-Universität Freiburg
- 21. Juni: Jovan Aćimović, jugoslawischer Fußballspieler
- 21. Juni: Don Airey, britischer Rockmusiker
- 21. Juni: Ian McEwan, britischer Schriftsteller
- 21. Juni: Andrzej Sapkowski, polnischer Schriftsteller
- 21. Juni: Wolfgang Seel, deutscher Fußballspieler
- 21. Juni: Chiqui Vicioso, dominikanische Schriftstellerin und Soziologin
- 22. Juni: Todd Rundgren, US-amerikanischer Musiker, Texter und Produzent
- 24. Juni: John M. Armleder, Schweizer Konzeptkünstler
- 24. Juni: Georg Boomgaarden, deutscher Diplomat
- 24. Juni: Armando Calderón Sol, salvadorianischer Präsident († 2017)
- 24. Juni: Annemarie Lütkes, deutsche Politikerin
- 24. Juni: Patrick Moraz, Schweizer Musiker
- 24. Juni: Gerulf Pannach, deutscher Liedermacher und Texter vieler DDR-Rockbands († 1998)
- 24. Juni: Werner Roth, deutscher Fußballspieler
- 26. Juni: Sergei Bodrow, russischer Filmregisseur, Drehbuchautor und Produzent
- 27. Juni: Lothar Fischer, deutscher Jurist, Richter am Bundesfinanzhof
- 27. Juni: Hubert Kramar, österreichischer Schauspieler
- 28. Juni: Kathy Bates, US-amerikanische Schauspielerin
- 28. Juni: Ellen Wellmann, deutsche Leichtathletin († 2023)
- 29. Juni: Sean Bergin, südafrikanischer Jazzmusiker († 2012)
- 29. Juni: Günther Geis, deutscher katholischer Geistlicher
- 29. Juni: Ian Paice, Schlagzeuger von Deep Purple
- 30. Juni: Raymond Leo Burke, US-amerikanischer Erzbischof und Kurienkardinal

### Juli
- 02. Juli: Jürgen Klimke, deutscher Politiker und MdB
- 03. Juli: Paul Barrère, US-amerikanischer Rockgitarrist und -sänger († 2019)
- 03. Juli: Peter Ruzicka, deutscher Komponist, Intendant
- 04. Juli: René Arnoux, französischer Automobilrennfahrer
- 04. Juli: Jiří Pernes, tschechischer Historiker († 2025)
- 04. Juli: Andreas von Schoeler, deutscher Politiker
- 06. Juli: Nathalie Baye, französische Schauspielerin
- 06. Juli: Bodo Kirchhoff, deutscher Schriftsteller
- 07. Juli: Kathy Reichs, US-amerikanische Anthropologin und Schriftstellerin
- 08. Juli: Raffi, ägyptischer Sänger und Komponist für Kinderlieder
- 08. Juli: Eckhard Wehage, deutscher Republikflüchtiger († 1970)
- 09. Juli: Robert Gratzer, österreichischer Schriftsteller, Journalist, Dramaturg und Verleger († 2004)
- 10. Juli: Heinz Fromm, Präsident des Bundesamtes für Verfassungsschutz
- 10. Juli: Michael Müller, deutscher Politiker
- 11. Juli: Juan García Rodríguez, kubanischer Erzbischof von Havanna, Kardinal
- 11. Juli: Gytta Schubert, österreichische Schauspielerin
- 12. Juli: Ben Burtt, US-amerikanischer Sounddesigner und Tontechniker
- 12. Juli: Richard Dewes, deutscher Politiker
- 12. Juli: Georgi Gogow, deutscher Rockmusiker
- 12. Juli: Günter Freiherr von Gravenreuth, deutscher Rechtsanwalt und Verleger († 2010)
- 12. Juli: Elias Khoury, libanesischer Schriftsteller († 2024)
- 12. Juli: Dušan Kovačević, serbischer Dramatiker, Drehbuchautor, Regisseur und Diplomat
- 13. Juli: Catherine Breillat, französische Filmregisseurin
- 14. Juli: Malte Dönselmann, deutscher Personal- und Unternehmensberater, Politiker (CDU)
- 14. Juli: Berhaneyesus Demerew Kardinal Souraphiel, äthiopischer Erzbischof
- 14. Juli: Goodwill Zwelithini kaBhekuzulu, König der Zulu in Südafrika († 2021)
- 15. Juli: Richard Franklin, australischer Filmregisseur († 2007)
- 16. Juli: Manuel Kardinal Clemente, Patriarch von Lissabon
- 16. Juli: Lars Lagerbäck, schwedischer Fußballtrainer
- 16. Juli: Max Midinet, deutscher Balletttänzer († 2000)
- 16. Juli: Angelica Schwall-Düren, deutsche Politikerin und MdB
- 16. Juli: Pinchas Zukerman, israelischer Geiger und Dirigent
- 17. Juli: Irene Andres-Suárez, spanische Hispanistin
- 17. Juli: Ron Asheton, US-amerikanischer Musiker († 2009)
- 17. Juli: Luc Bondy, Schweizer Theaterregisseur († 2015)
- 17. Juli: Junior Byles, jamaikanischer Reggae-Musiker († 2025)
- 18. Juli: Bice Curiger, Schweizer Kunstwissenschaftlerin
- 18. Juli: Hans Kreis, deutscher Autor von Büchern zur Lebenshilfe und Unternehmensberater
- 19. Juli: Atilio Ancheta, uruguayischer Fußballspieler
- 19. Juli: Beverly Archer, US-amerikanische Schauspielerin und Drehbuchautorin
- 19. Juli: Keith Godchaux, US-amerikanischer Musiker († 1980)
- 19. Juli: Jobst Hirscht, deutscher Leichtathlet
- 19. Juli: Jürgen Kerth, deutscher Blues-Gitarrist
- 20. Juli: Francis Billy Hilly, salomonischer Politiker († 2025)
- 20. Juli: Bernd Konrad, deutscher Jazzsaxophonist und Komponist
- 21. Juli: Alberto Acosta, ecuadorianischer Wirtschaftswissenschaftler, Politiker und Intellektueller
- 21. Juli: Brad Frisselle, US-amerikanischer Automobilrennfahrer
- 21. Juli: Yusuf Islam, britischer Sänger und Songwriter Cat Stevens, 1976

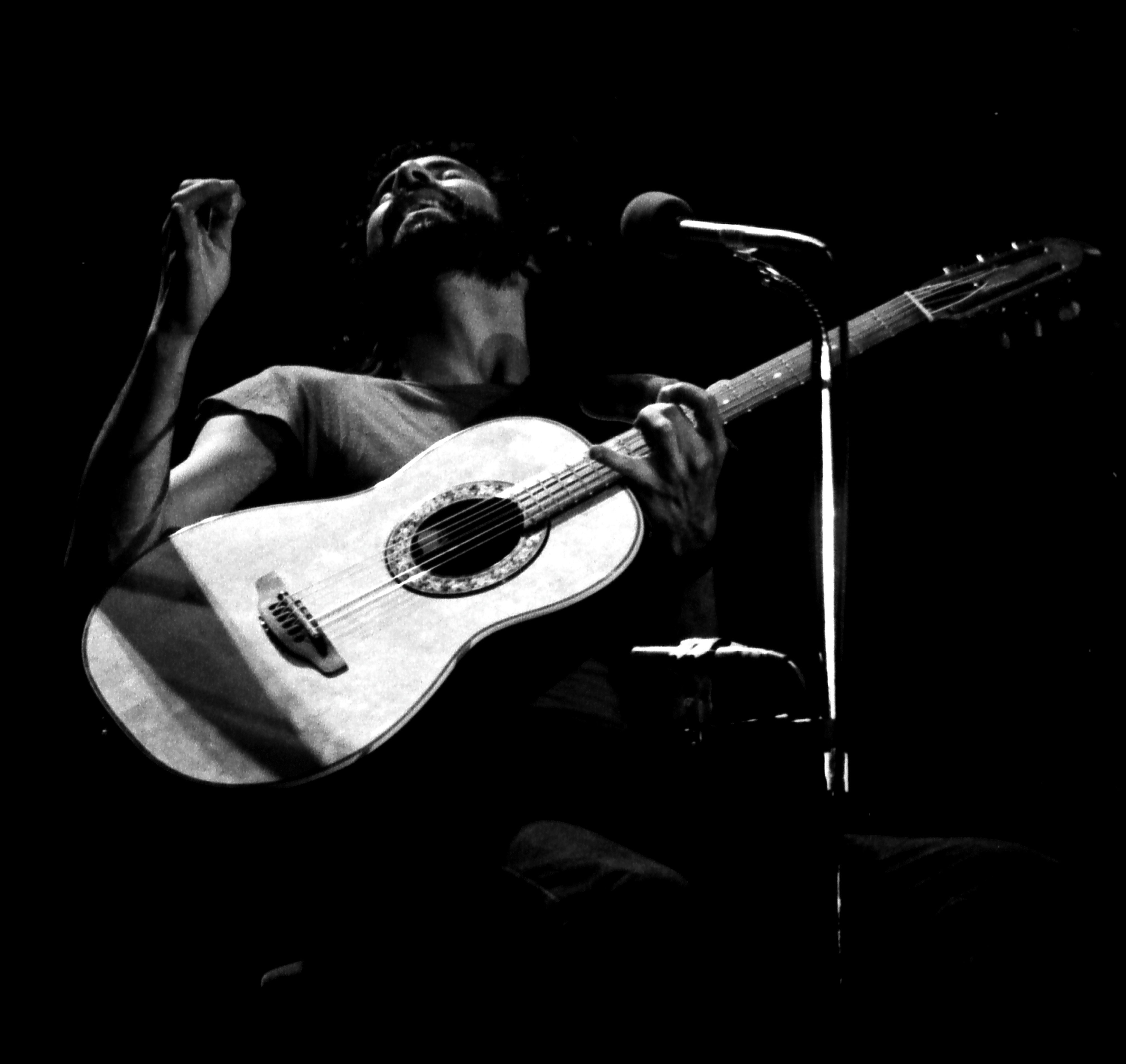
Cat Stevens, 1976

- 21. Juli: Litto Nebbia, argentinischer Rock- und Tangomusiker
- 21. Juli: Christine Perthen, deutsche Schriftstellerin († 2004)
- 21. Juli: Jacques Vergnes, französischer Fußballspieler († 2025)
- 22. Juli: Frieder Andrich, deutscher Fußballspieler
- 22. Juli: George W. Casey junior, US-amerikanischer General der US Army
- 22. Juli: Susan E. Hinton, US-amerikanische Schriftstellerin
- 22. Juli: Ana de Palacio, spanische Politikerin
- 22. Juli: Otto Waalkes, deutscher Komiker, Cartoonist und Schauspieler Otto Waalkes, 2010

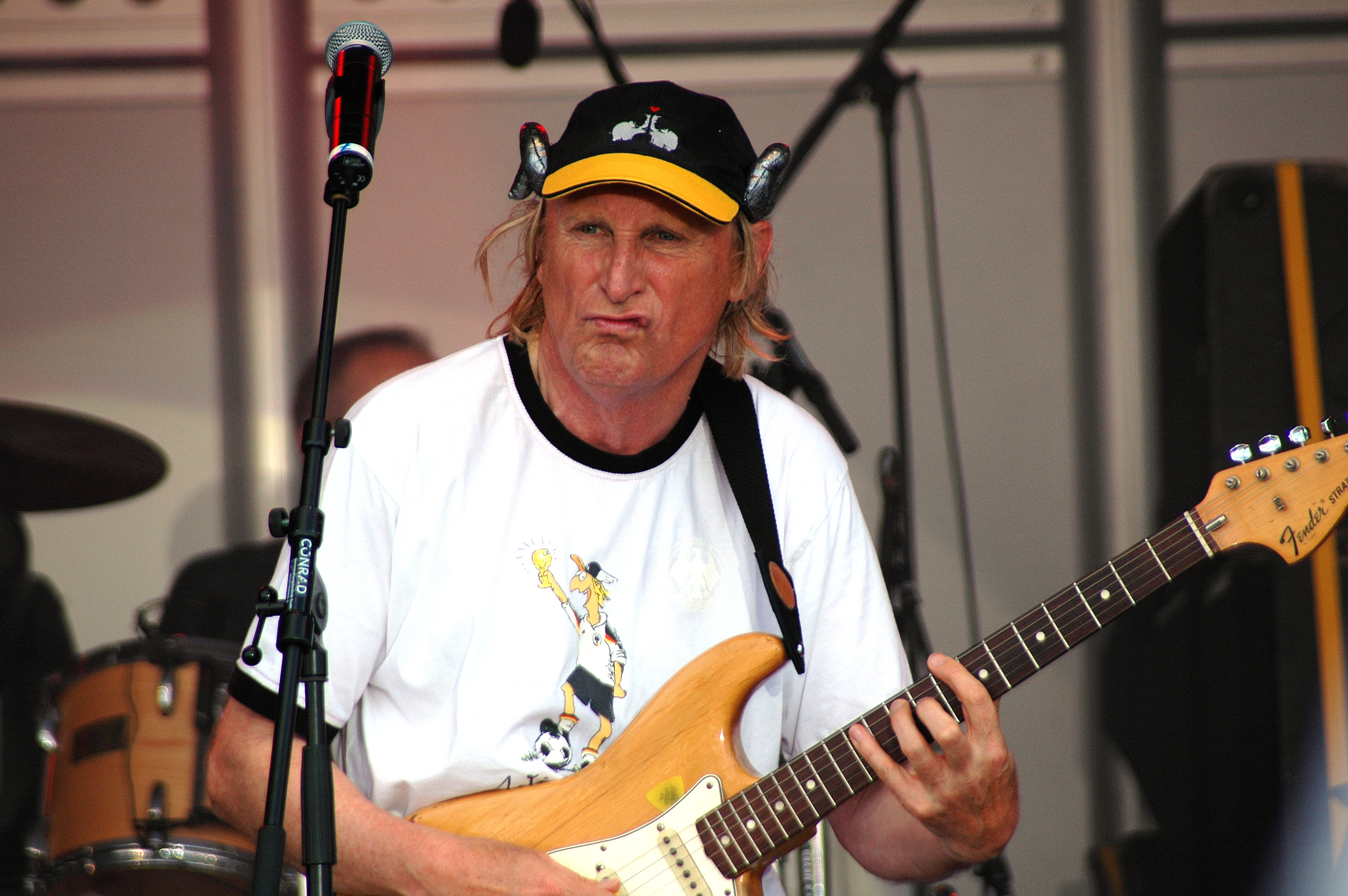
Otto Waalkes, 2010

- 23. Juli: Wilhelm Dietzel, deutscher Politiker
- 23. Juli: John Hall, US-amerikanischer Politiker
- 23. Juli: Thomas Schäuble, deutscher Politiker († 2013)
- 23. Juli: Ludger Stratmann, deutscher Kabarettist († 2021) Ludger Stratmann, 2014

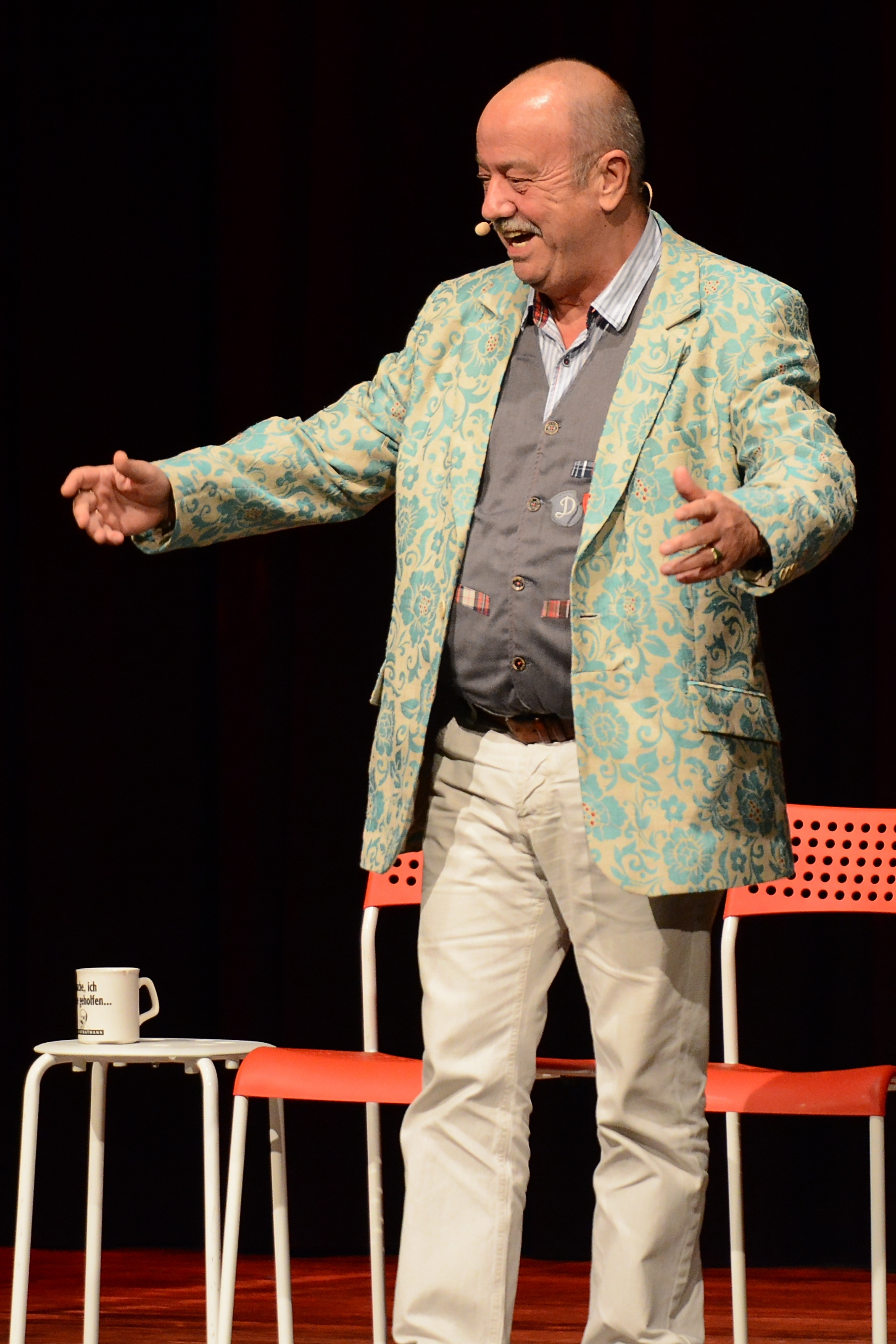
Ludger Stratmann, 2014

- 24. Juli: Jürgen Hildebrand, deutscher Handballtrainer und Handballspieler
- 24. Juli: Anne Just, dänische Gärtnerin, Künstlerin sowie Gastronomie- und Hotelbetreiberin († 2009)
- 26. Juli: Norair Nurikjan, bulgarischer Gewichtheber († 2025)
- 27. Juli: Peggy Fleming, US-amerikanische Eiskunstläuferin und Olympiasiegerin 1968
- 27. Juli: Brunhilde Irber, deutsche Politikerin und MdB
- 27. Juli: Fred Popovici, rumänischer Komponist
- 27. Juli: Snyder Rini, Politiker der Salomonen († 2025)
- 28. Juli: Herbert Henck, deutscher Pianist († 2025)
- 29. Juli: Jürgen Haug, deutscher Schauspieler
- 29. Juli: Paul Morgan, englischer Ingenieur († 2001)
- 29. Juli: Albrecht Rychen, Schweizer Politiker († 2025)
- 30. Juli: James H. Burnley, US-amerikanischer Politiker
- 30. Juli: Michael Linden, deutscher Facharzt und Psychotherapeut
- 30. Juli: Jean Reno, französischer Schauspieler Jean Reno, 2010

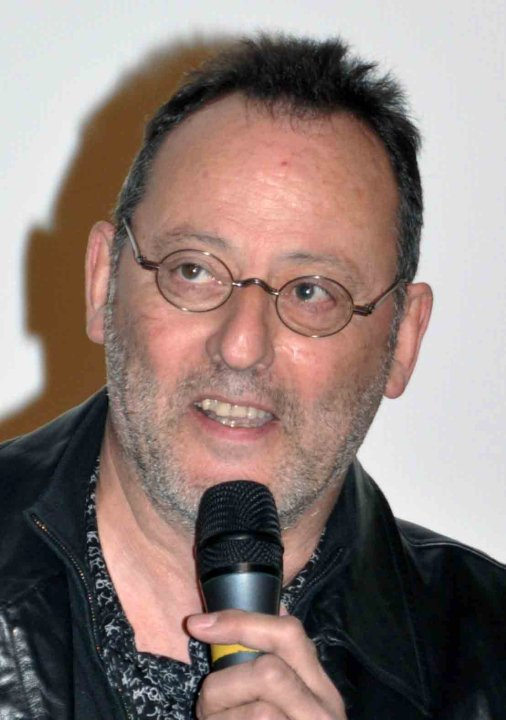
Jean Reno, 2010

- 30. Juli: Gerd Sonnleitner, Präsident des Deutschen Bauernverbandes
- 30. Juli: Julia Tsenova, bulgarische Komponistin und Pianistin († 2010)
- 31. Juli: Astrid Andreasen, färöische Künstlerin und wissenschaftliche Illustratorin
- 31. Juli: Gerhard Weinberger, deutscher Organist und Professor

### August
- 01. August: Christopher Crowe, US-amerikanischer Drehbuchautor, Regisseur, Produzent und Schauspieler
- 01. August: Hermann Urbanek, österreichischer Redakteur, Sachbuchautor und Science-Fiction-Experte
- 02. August: Borivoje Đorđević, jugoslawischer Fußballspieler
- 02. August: Adam Kopczyński, polnischer Eishockeyspieler († 2021)
- 03. August: Regine Albrecht, deutsche Schauspielerin und Synchronsprecherin († 2013)
- 03. August: Mirko Kovats, österreichischer Investor
- 03. August: Ivan Monighetti, russischer Cellist und Dirigent
- 03. August: Jean-Pierre Raffarin, französischer Politiker, Premierminister
- 04. August: Klaus Aktories, deutscher Mediziner und Pharmakologe
- 05. August: Ray Clemence, englischer Fußballspieler († 2020)
- 05. August: David Hungate, US-amerikanischer Bassgitarrist
- 06. August: Mykola Awilow, ukrainisch-sowjetischer Mehrkämpfer und Olympiasieger
- 06. August: Lars Larsen, dänischer Kaufmann und Unternehmer († 2019)
- 06. August: Franz Terdenge, deutscher Jurist und Richter am Bundessozialgericht († 2024)
- 07. August: Nick Adams, britischer Automobilrennfahrer
- 07. August: Hans-Jürg Fehr, Schweizer Politiker
- 07. August: Wolfgang Haas, liechtensteinischer Erzbischof
- 07. August: Walter Schmidt, deutscher Leichtathlet
- 08. August: Swetlana Sawizkaja, russische Kosmonautin
- 09. August: William M. Daley, US-amerikanischer Geschäftsmann und Politiker
- 11. August: Jan Palach, tschechoslowakischer Student († 1969)
- 12. August: Peter Aufgebauer, deutscher Historiker
- 12. August: Sam Neely, US-amerikanischer Country-Sänger († 2006)
- 13. August: Kathleen Battle, US-amerikanische Sopranistin
- 14. August: Everhardus Johannes Maria Arnolds, niederländischer Mykologe
- 15. August: Tom Johnston, US-amerikanischer Rocksänger und -gitarrist
- 16. August: Gisela Hilbrecht, deutsche Politikerin
- 16. August: Annemarie Huber-Hotz, Schweizer Bundeskanzlerin († 2019)
- 18. August: Alejandro Abal Oliú, uruguayischer Rechtswissenschaftler
- 18. August: Carsten Bohn, deutscher Musiker
- 18. August: Heiner Pudelko, deutscher Rocksänger († 1995)
- 19. August: Hans-Peter Brause, deutscher Jurist
- 19. August: Luisa Fuentes, peruanische Volleyballspielerin († 2025)
- 19. August: Robert Hughes, australischer Schauspieler
- 20. August: Hartwig Bertrams, deutscher Automobilrennfahrer
- 20. August: John Noble, australischer Schauspieler und Theaterdirektor
- 20. August: Robert Plant, britischer Rockmusiker Robert Plant, 2007

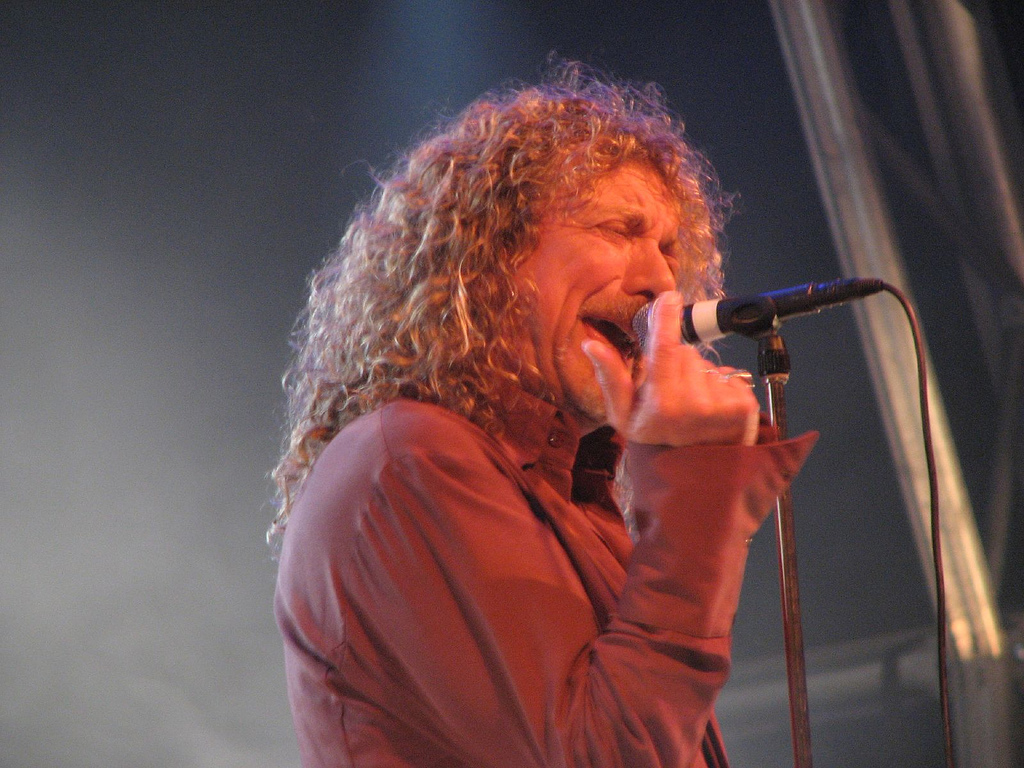
Robert Plant, 2007

- 20. August: Barbara Allen Rainey, US-amerikanische Pilotin und erste Pilotin der US-Streitkräfte († 1982)
- 20. August: Bernhard Russi, Schweizer Schirennläufer, Olympiasieger
- 21. August: Ezzat Abou Aouf, ägyptischer Schauspieler, Musiker und Fernsehmoderator († 2019)
- 22. August: Jozef Machálek, schwedisch-slowakischer Mittel- und Langstreckenläufer
- 23. August: Jurij Jechanurow, ukrainischer Politiker
- 24. August: Spiros Argiris, griechischer Dirigent († 1996)
- 24. August: Burghardt Arndorfer, deutscher Politiker († 2021)
- 24. August: Rüdiger Döhler, deutscher Chirurg († 2022)
- 24. August: Nana Dschordschadse, georgische Filmregisseurin
- 24. August: Jean Michel Jarre, französischer Vertreter der Elektronischen Musik
- 24. August: Boris Pergamenschtschikow, russischer Cellist († 2004)
- 25. August: Jean-Luc Chéreau, französischer Unternehmer und Automobilrennfahrer

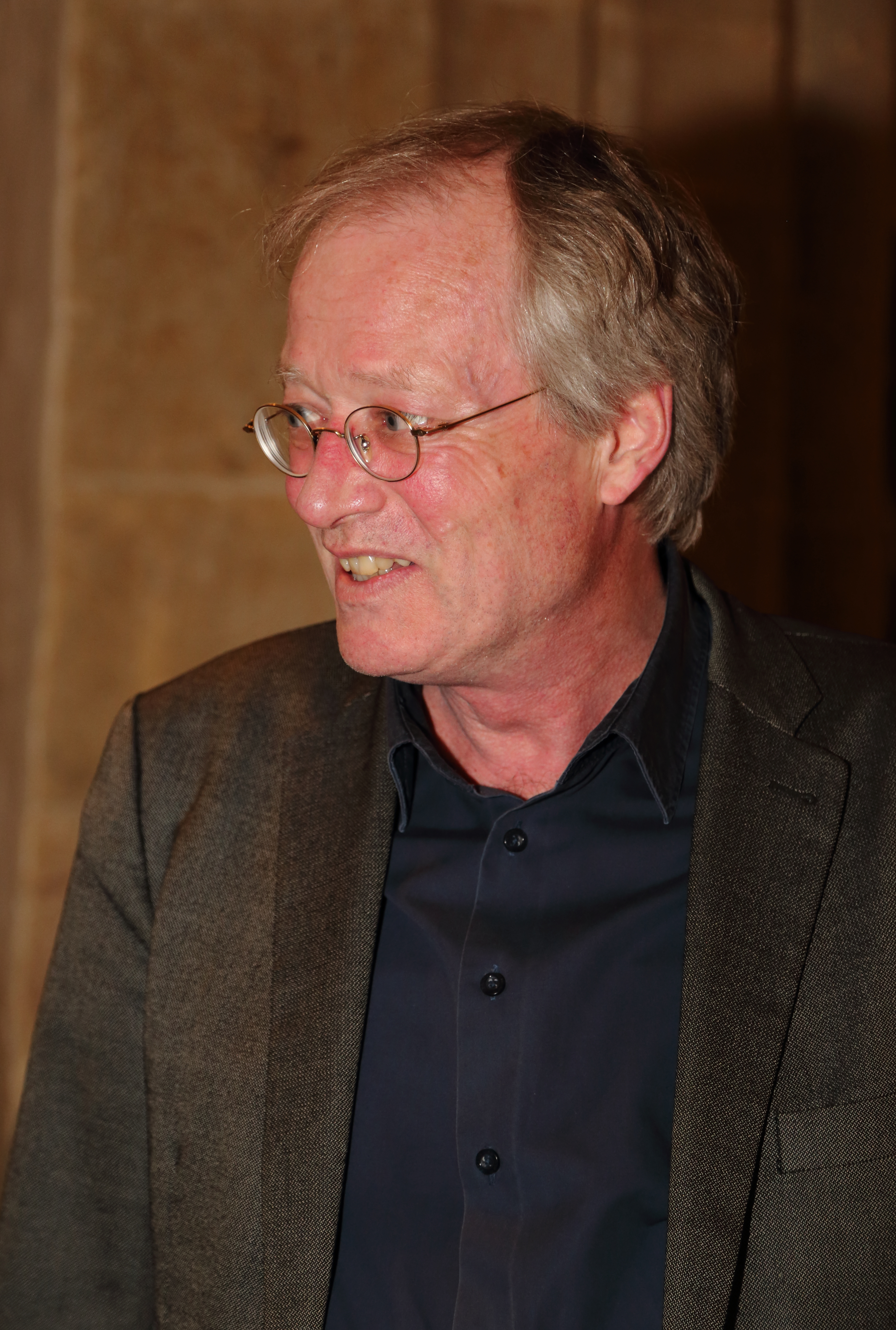
Leo G. Linder, 2015

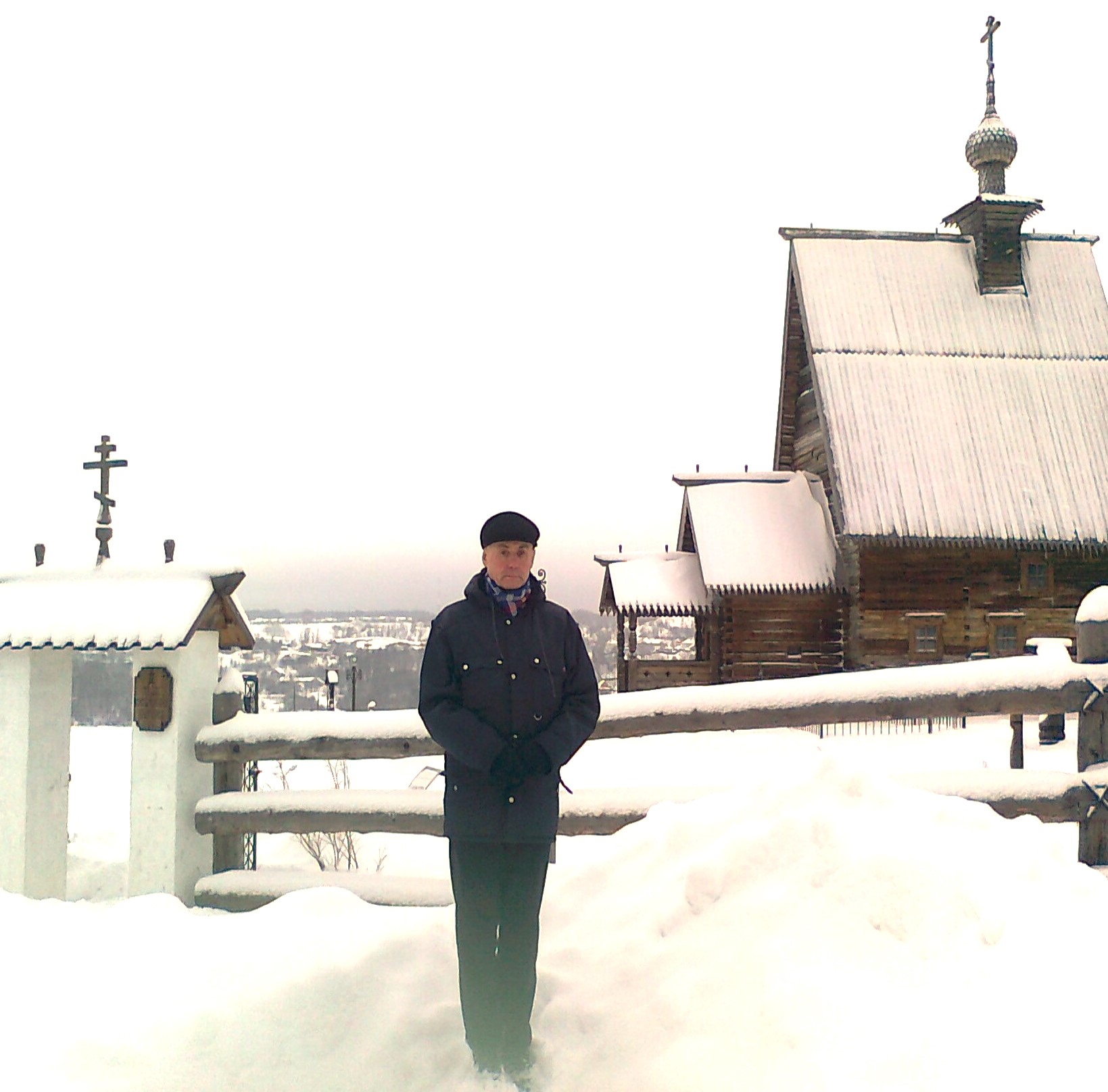
Wiktor Skumin, 2023

- 25. August: Helga Zepp-LaRouche, deutsche Journalistin und Politikerin
- 26. August: Gertrud Gabl, österreichische Skirennläuferin († 1976)
- 26. August: Ottilie Scholz, deutsche Politikerin, Oberbürgermeisterin in Bochum († 2024)
- 27. August: Michael Goetze, deutscher Comiczeichner
- 27. August: Bernhard Hüttenegger, österreichischer Schriftsteller
- 27. August: Ralf Reinders, deutsch-niederländischer Terrorist
- 28. August: Leo G. Linder, deutscher Autor, Regisseur und Produzent
- 28. August: Jacques Ogg, niederländischer Cembalist und Hammerklavierspieler
- 29. August: Jan Graubner, tschechischer Erzbischof von Olmütz und Metropolit der Kirchenprovinz Mähren
- 29. August: Simon House, britischer Komponist und Musiker († 2025)
- 29. August: Wilfried Loth, deutscher Historiker und Politikwissenschaftler
- 30. August: Lewis Black, US-amerikanischer Komiker, Schauspieler und Autor
- 30. August: Wiktor Skumin, sowjetischer Wissenschaftler, Philosoph und Schriftsteller.
- 30. August: Dragoslav Stepanović, serbischer Fußballtrainer
- 31. August: Jakob Auer, österreichischer Politiker
- 31. August: Harald Ertl, österreichisch-deutscher Automobilrennfahrer († 1982)
- 31. August: Holger Osieck, deutscher Fußballtrainer und -funktionär
- 31. August: Rudolf Schenker, deutscher Gitarrist, Songschreiber (Scorpions)

### September
- 01. September: Bernard Ardura, französischer Ordensgeistlicher und Kirchenhistoriker
- 01. September: Hans Engel, deutscher Handballspieler
- 01. September: Jürgen Fitschen, deutscher Bankmanager
- 01. September: Andrzej Rapacz, polnischer Biathlet († 2022)
- 01. September: James Rebhorn, US-amerikanischer Schauspieler († 2014)
- 02. September: Nate Archibald, US-amerikanischer Basketballspieler
- 02. September: Manfred Böckl, deutscher Schriftsteller
- 02. September: Helge Loytved, deutscher Jurist
- 02. September: Christa McAuliffe, US-amerikanische Lehrerin und Astronautin († 1986)
- 02. September: David J. Stevenson, neuseeländischer Planetologe
- 03. September: Heiner Möller, deutscher Handballspieler
- 03. September: Levy Mwanawasa, sambischer Staatspräsident 2002–2008 († 2008)
- 04. September: José Tomás Arita Valle, honduranischer Jurist
- 04. September: Heribert Bruchhagen, Vorstandsvorsitzender der Eintracht Frankfurt Fußball AG
- 04. September: Antonio Gasperi, italienischer Komponist und Musikpädagoge
- 04. September: Hans Koch, schweizerischer Holzbläser
- 05. September: İsmail Arca, türkischer Fußballspieler und -trainer
- 05. September: Benita Ferrero-Waldner, österreichische Politikerin, EU-Kommissarin
- 05. September: Lydie Salvayre, französische Schriftstellerin
- 05. September: Daniela Ziegler, deutsche Schauspielerin, Sängerin und Musicaldarstellerin
- 06. September: Irena Andrukaitienė, litauische Politikerin
- 06. September: Karlos Arguiñano, spanischer Koch und Unternehmer
- 06. September: Pedro María Artola Urrutia, spanischer Fußballspieler
- 06. September: Werner Schwärzel, deutscher Motorradrennfahrer
- 06. September: Claydes Charles Smith, US-amerikanischer Gitarrist
- 07. September: Friedmar Apel, deutscher Literaturwissenschaftler und Germanist († 2018)
- 08. September: Rudolf Kowalski, deutscher Schauspieler
- 08. September: Jean-Pierre Monseré, belgischer Radrennfahrer († 1971)
- 09. September: Roel H. Augusteijn, niederländischer Politiker
- 10. September: Bob Lanier, US-amerikanischer Basketballspieler († 2022)
- 10. September: Yngve Leback, schwedischer Fußballspieler († 2025)
- 10. September: Charles Simonyi, US-amerikanischer Informatiker
- 10. September: Charlie Waters, US-amerikanischer American-Football-Spieler
- 10. September: Francisco Zapata Bello, venezolanischer Komponist
- 11. September: Maria Eichhorn, deutsche Politikerin und MdB
- 11. September: Flemming Hansen, dänischer Handballspieler († 2013)
- 11. September: John Martyn OBE, britischer Musiker († 2009)
- 11. September: Frauke Tengler, deutsche Politikerin
- 12. September: Enikő Buzási, ungarische Kunsthistorikerin
- 12. September: Richard Down, britischer Automobilrennfahrer
- 12. September: Ulrich Leykam, deutscher Musiker
- 12. September: Willi Maier, deutscher Hindernis- und Langstreckenläufer
- 12. September: Jean-Louis Schlesser, französischer Automobilrennfahrer
- 12. September: Steve Turre, US-amerikanischer Musiker
- 13. September: Francis Connesson, französischer Karambolagespieler und mehrfacher Welt- und Europameister
- 13. September: Todd Scully, US-amerikanischer Geher († 2021)
- 14. September: Vincenzo Aita, italienischer Politiker
- 14. September: Wulf Bernotat, deutscher Manager († 2017)
- 14. September: Robert Taylor, US-amerikanischer Sprinter und Olympiasieger († 2007)
- 16. September: Kenney Jones, britischer Musiker
- 16. September: Takashi Suzuki, japanischer Automobilrennfahrer
- 17. September: Hannu Koivunen, deutsch-finnischer Eishockeyspieler († 2025)
- 17. September: John Ritter, US-amerikanischer Film-Schauspieler († 2003)
- 17. September: Jürgen Schön, deutscher Politiker
- 18. September: Anneli Aejmelaeus, finnische Theologin
- 19. September: Serge Adda, Präsident des französischen Fernsehsenders TV5 († 2004)

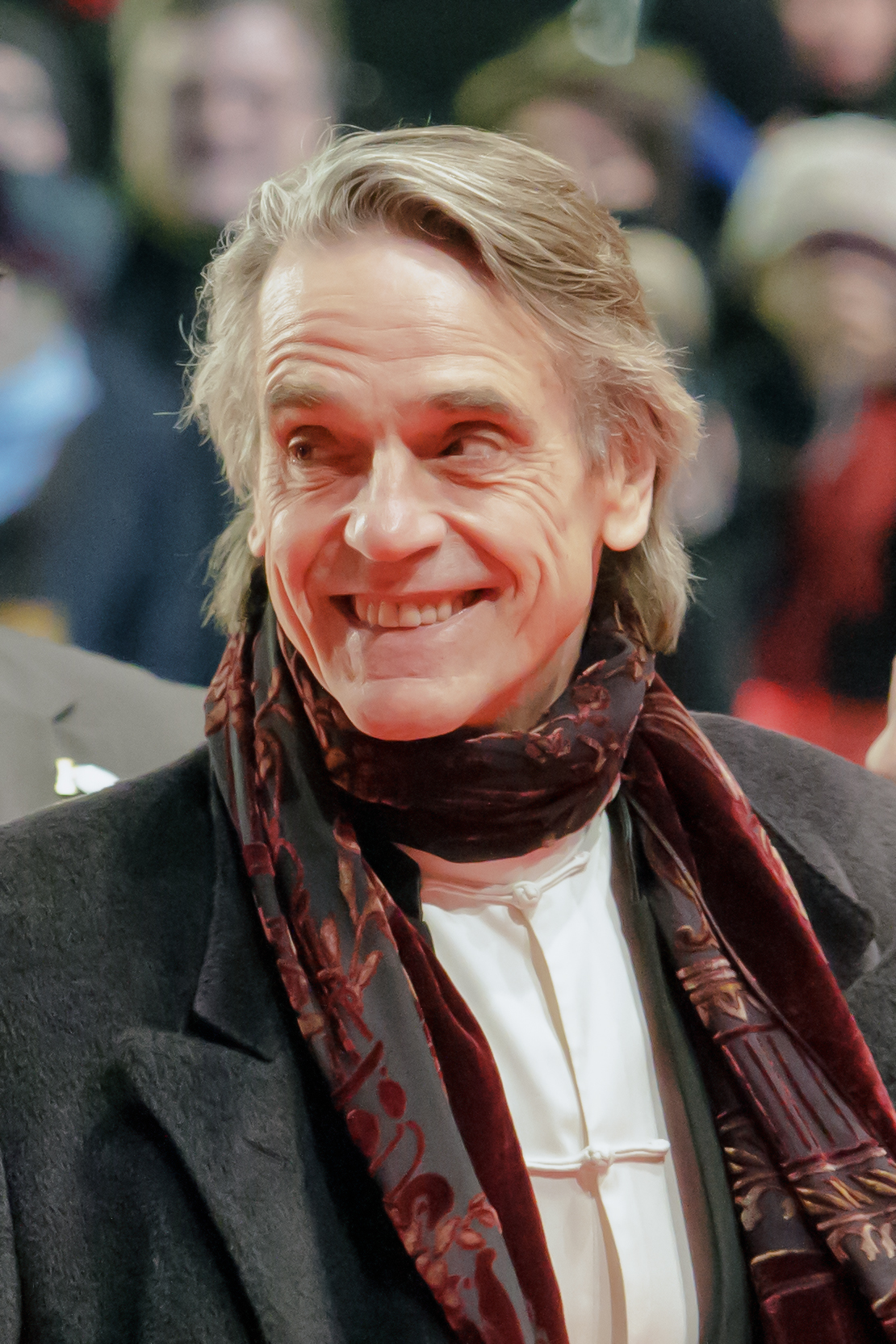
Jeremy Irons, 2013

- 19. September: Jeremy Irons, britischer Schauspieler
- 19. September: Gerhard Köpf, deutscher Schriftsteller
- 19. September: Julius Sang, kenianischer Leichtathlet und Olympiasieger († 2004)

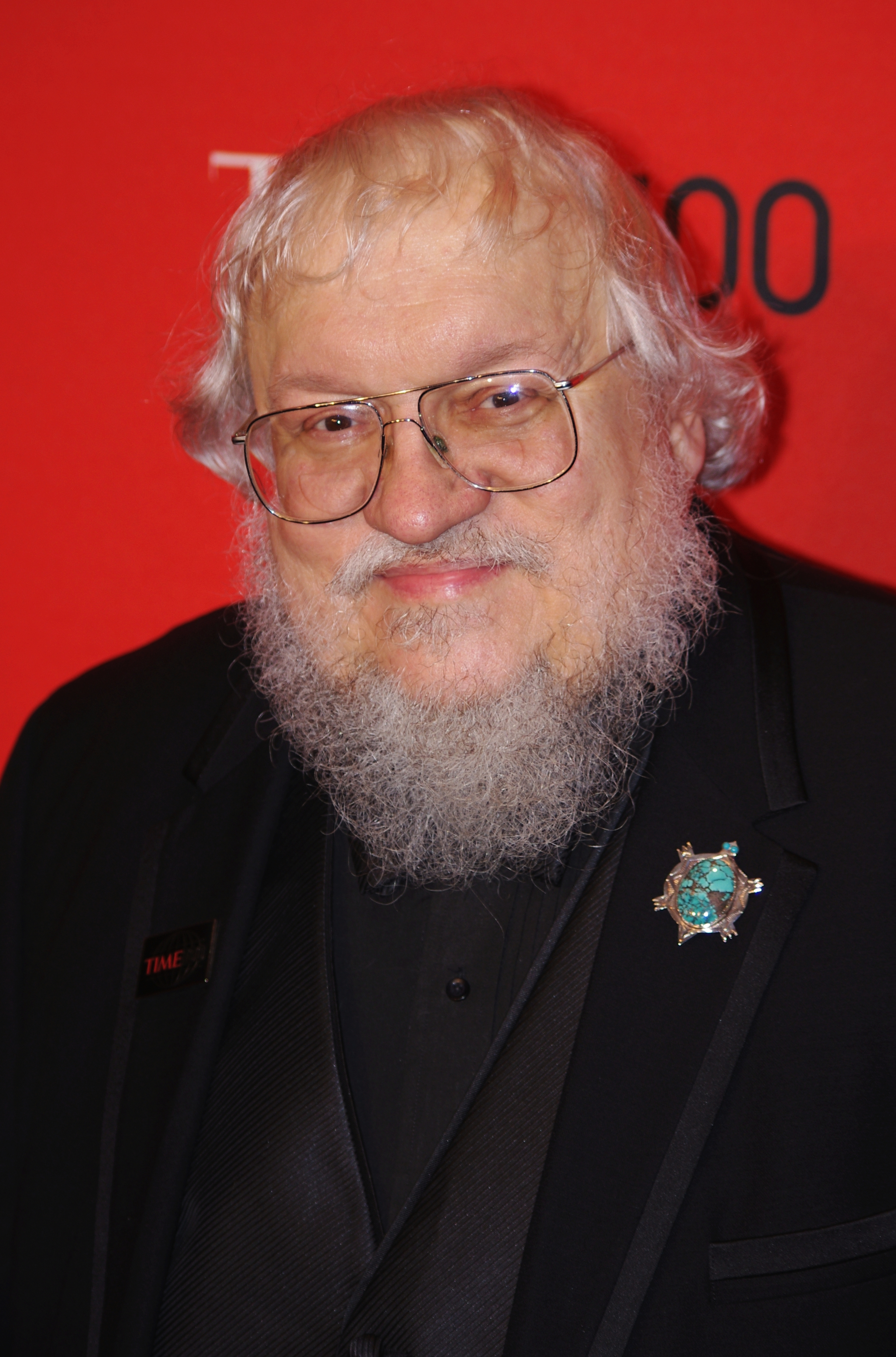
George R. R. Martin, 2011

- 20. September: George R. R. Martin, US-amerikanischer Schriftsteller
- 20. September: Adrian Piper, US-amerikanische Konzeptkünstlerin
- 21. September: Herbert Wagner, deutscher Kommunalpolitiker
- 23. September: Ramón José Aponte Fernández, venezolanischer Priester und Bischof
- 23. September: Vera Nikolić, serbische Leichtathletin († 2021)
- 24. September: Wolfgang von Eichborn, deutscher Jurist
- 25. September: Peter Apathy, österreichischer Jurist und Professor
- 25. September: Colleen Atwood, US-amerikanische Kostümbildnerin
- 25. September: Carl Axel Aurelius, schwedischer Bischof
- 25. September: Ștefan Birtalan, rumänischer Handballspieler und -trainer († 2024)
- 25. September: Alfred Cordes, deutscher Schriftsteller und Lehrer
- 25. September: Bill Pierce, US-amerikanischer Jazz-Saxophonist
- 25. September: Cäcilia Rentmeister, deutsche Geschlechterforscherin
- 26. September: Mitchell G. Ash, US-amerikanischer Historiker
- 26. September: Patrick J. Geary, US-amerikanischer Historiker
- 26. September: Hans-Heinrich Jordan, deutscher Politiker und MdB († 2019)

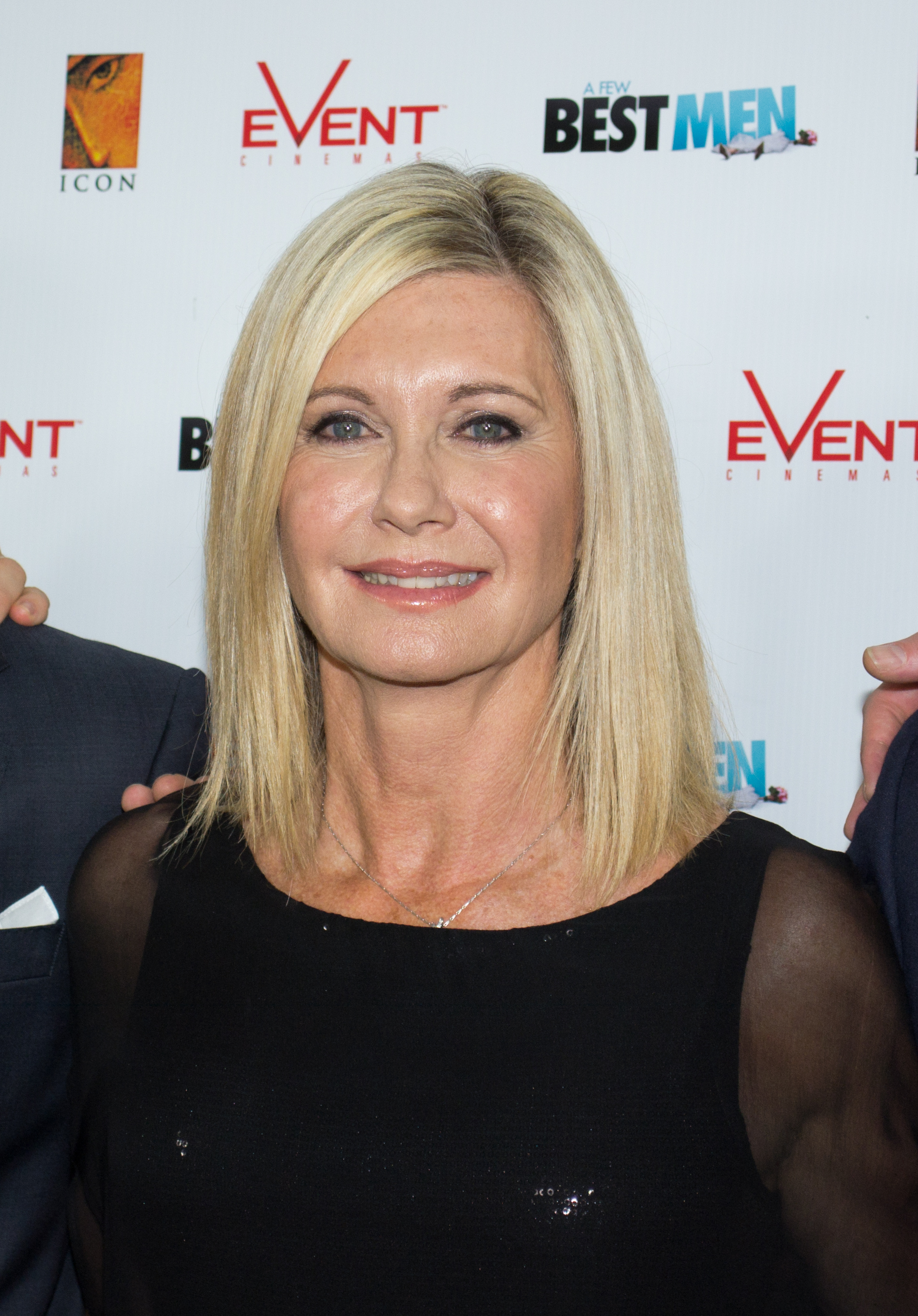
Olivia Newton-John, 2012

- 26. September: Olivia Newton-John, US-amerikanische Sängerin und Schauspielerin († 2022)
- 26. September: Tiran Porter, US-amerikanischer Sänger und Bassist
- 26. September: Vladimír Remek, tschechischer Astronaut und Politiker
- 26. September: Erwin Waldschütz, österreichischer Philosoph († 1995)
- 26. September: Arnie Zane, US-amerikanischer Photograph, Tänzer und Choreograph († 1988)
- 27. September: Tom Braidwood, kanadischer Schauspieler, Regisseur und Filmproduzent
- 28. September: Franz-Karl Effenberg, österreichischer Politiker († 2005)
- 29. September: Mark Farner, US-amerikanischer Gitarrist und Songschreiber
- 29. September: Theo Jörgensmann, deutscher Jazz-Klarinettist

### Oktober
- 01. Oktober: Lynn Ahrens, US-amerikanische Musical-Theater-Dichterin
- 01. Oktober: Cub Koda, US-amerikanischer Rockmusiker, Songwriter und Kritiker († 2000)
- 02. Oktober: Gerd-Axel Ahrens, deutscher Bauingenieur und Verkehrsplaner
- 02. Oktober: Avery Brooks, US-amerikanischer Schauspieler und Regisseur
- 02. Oktober: Siim Kallas, Vizepräsident der Europäischen Kommission
- 02. Oktober: Persis Khambatta, indisches Model und Schauspielerin († 1998)
- 02. Oktober: Chris LeDoux, US-amerikanischer Country-Sänger und professioneller Rodeo-Reiter († 2005)
- 02. Oktober: Ramesh Mishra, indischer Sarangispieler († 2017)
- 02. Oktober: Anna Mitgutsch, österreichische Literaturwissenschaftlerin und Schriftstellerin
- 02. Oktober: Jochen Sachse, deutscher Leichtathlet
- 03. Oktober: Johnny Legend, US-amerikanischer Rockabilly-Musiker, Filmproduzent, Filmschauspieler und Wrestling-Promotor
- 03. Oktober: Gisela Schneeberger, deutsche Kabarettistin und Schauspielerin
- 04. Oktober: Linda Bergen, deutsche Schlagersängerin
- 04. Oktober: Duke Robillard, US-amerikanischer Bluessänger und -gitarrist
- 05. Oktober: Bianca, deutsche Sängerin und Komponistin
- 06. Oktober: Gerry Adams, nordirischer Politiker
- 06. Oktober: Glenn Branca, US-amerikanischer Avantgarde-Komponist († 2018)
- 06. Oktober: Vivian Candy, irischer Unternehmer und Autorennfahrer(† 2009)
- 06. Oktober: Dorothea Parton, österreichische Schauspielerin
- 07. Oktober: Diane Ackerman, US-amerikanische Schriftstellerin und Lyrikerin
- 08. Oktober: Wilfried Ahnefeld, deutscher Fußballspieler
- 08. Oktober: Jon Ekerold, südafrikanischer Motorradrennfahrer
- 08. Oktober: Gottfried Helnwein, österreichisch-irischer Künstler
- 08. Oktober: Claude Jade, französische Schauspielerin († 2006)
- 08. Oktober: Johnny Ramone, US-amerikanischer Gitarrist und Gründungsmitglied der Ramones († 2004)
- 08. Oktober: Winston Baldwin Spencer, antiguanischer Politiker
- 08. Oktober: Bernhard Uhde, katholischer Theologe und Universitätsprofessor
- 09. Oktober: Elisabeth Bleyleben-Koren, österreichische Bankdirektorin
- 09. Oktober: Jackson Browne, US-amerikanischer Rockmusiker
- 09. Oktober: Ciaran Carson, nordirischer Dichter, Schriftsteller und Übersetzer († 2019)
- 09. Oktober: Heinz Kuhn-Weiss, deutscher Automobilrennfahrer
- 10. Oktober: Wolfgang Baumgratz, deutscher Organist und Musikpädagoge
- 10. Oktober: John Bundrick, britischer Keyboarder, Pianist und Organist
- 10. Oktober: Calistrat Cuțov, rumänischer Boxer († 2025)
- 10. Oktober: Juan Falú, argentinischer Gitarrist
- 10. Oktober: Séverine, französische Schlagersängerin
- 10. Oktober: Roger B. Wilson, US-amerikanischer Politiker
- 11. Oktober: Darrell Castle, US-amerikanischer Politiker (Constitution Party)
- 11. Oktober: Dietrich Murswiek, deutscher Rechtswissenschaftler
- 11. Oktober: David Rendall, britischer Opernsänger († 2025)
- 11. Oktober: Peter Turkson, Erzbischof von Cape Coast und Kardinal der römisch-katholischen Kirche
- 12. Oktober: Fritz Behrens, deutscher Politiker, Innenminister von Nordrhein-Westfalen
- 12. Oktober: Jack Dolbin, US-amerikanischer American-Football-Spieler († 2019)
- 12. Oktober: Rick Parfitt, Sänger und Gitarrist († 2016)
- 13. Oktober: John Ford Coley, US-amerikanischer Sänger (England Dan & John Ford Coley)
- 13. Oktober: Nusrat Fateh Ali Khan, pakistanischer Musiker († 1997)
- 13. Oktober: Nina Rotschewa, sowjetische Skilangläuferin († 2022)
- 14. Oktober: Engin Arık, türkische Physikerin († 2007)
- 15. Oktober: Andreas Angerstorfer, deutscher Theologe und Judaist († 2012)
- 15. Oktober: Chris de Burgh, irischer Sänger Chris de Burgh, 2008

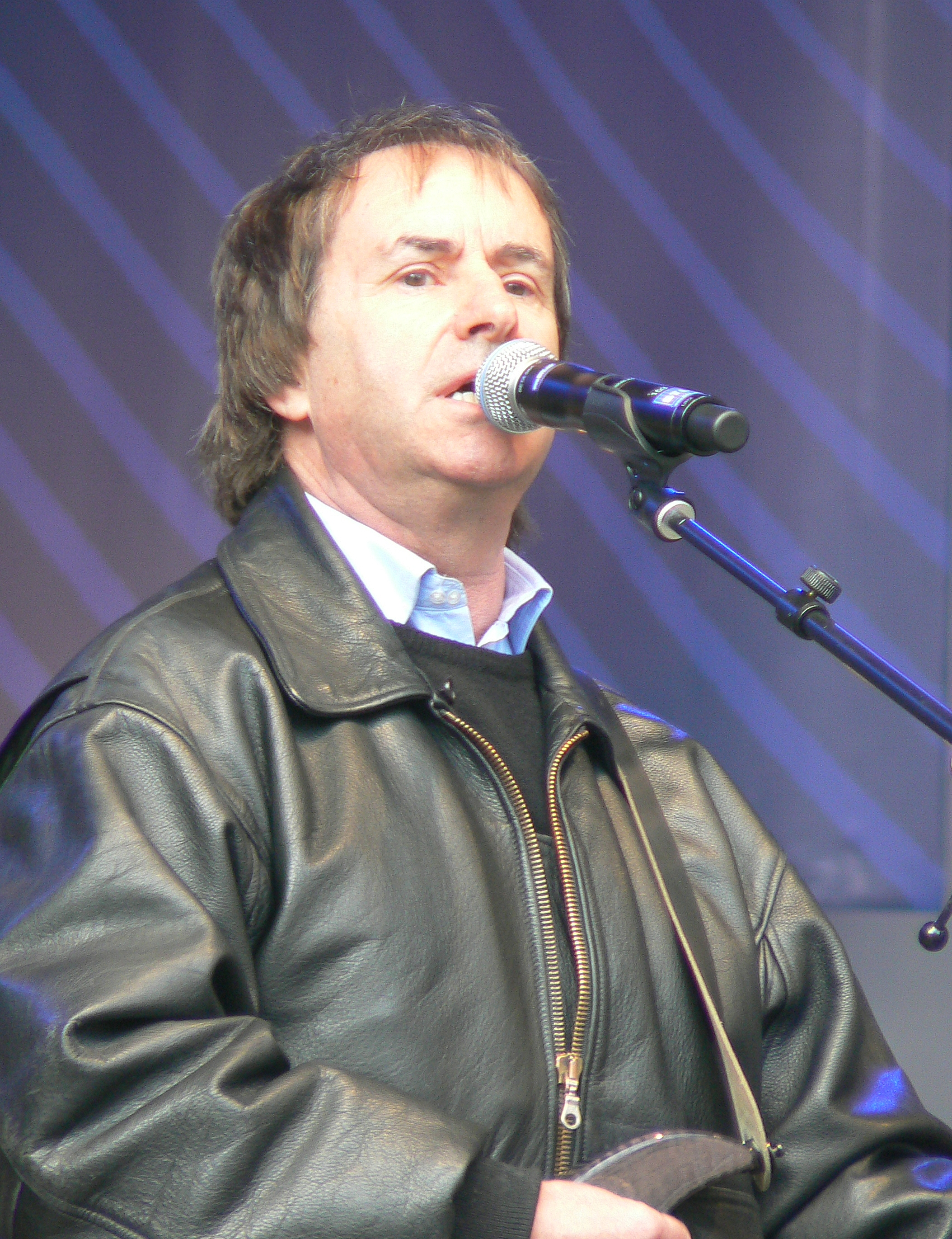
Chris de Burgh, 2008

- 15. Oktober: Konrad Sabrautzky, deutscher Regisseur und Drehbuchautor
- 16. Oktober: Jack Dalrymple, US-amerikanischer Politiker
- 16. Oktober: Gerd Karl, deutscher Eishockeyspieler († 2024)
- 16. Oktober: Hema Malini, indische Filmschauspielerin
- 16. Oktober: Günther Rüther, deutscher Politikwissenschaftler
- 16. Oktober: Karen Wetterhahn, US-amerikanische Chemikerin († 1997)
- 17. Oktober: Lutz Dammbeck, deutscher Maler, Grafiker und Filmemacher
- 17. Oktober: Robert Jordan, US-amerikanischer Schriftsteller († 2007)
- 17. Oktober: Margot Kidder, kanadische Schauspielerin († 2018)
- 17. Oktober: George Wendt, US-amerikanischer Schauspieler († 2025)
- 18. Oktober: Michael Weisser, deutschsprachiger Medienkünstler und Science-Fiction-Autor
- 19. Oktober: Mimi Gibson, US-amerikanische Schauspielerin
- 19. Oktober: Patrick Simmons, US-amerikanischer Rocksänger und -gitarrist
- 19. Oktober: Pit Weyrich, deutscher Fernsehmoderator und Fernsehregisseur
- 20. Oktober: Helmut Achatz, deutscher Fußballspieler
- 20. Oktober: Ed Allen, US-amerikanischer Autor
- 21. Oktober: Daniel Akerson, US-amerikanischer Manager
- 22. Oktober: Håkon Austbø, norwegischer Pianist und Hochschullehrer
- 22. Oktober: Joachim Günther, deutscher Politiker
- 22. Oktober: Andy Holden, britischer Hindernis- und Crossläufer († 2014)
- 22. Oktober: Bo Holten, dänischer Komponist und Dirigent
- 23. Oktober: Karl Aiginger, österreichischer Wirtschaftsforscher
- 23. Oktober: Gordon Gottlieb, US-amerikanischer Perkussionist
- 23. Oktober: Jay Gottlieb, US-amerikanischer Pianist
- 23. Oktober: Winfried Hübner, deutscher Schauspieler
- 23. Oktober: Gerhald Müll, deutscher Eishockeyspieler
- 23. Oktober: Gerd Niebaum, deutscher Fußballfunktionär
- 23. Oktober: Feisal Abdul Rauf, ägyptisch-amerikanischer Imam
- 24. Oktober: Kurt Aeschbacher, Schweizer Fernsehmoderator
- 24. Oktober: Barry Ryan, britischer Sänger († 2021)
- 24. Oktober: Paul Ryan, britischer Sänger und Songwriter († 1992)
- 25. Oktober: César Amaro, uruguayischer Gitarrist († 2012)
- 25. Oktober: Dave Cowens, US-amerikanischer Basketballspieler
- 25. Oktober: Werner Fuchs, deutscher Fußballspieler und -trainer († 1999)
- 26. Oktober: John Morrison, britischer Automobilrennfahrer
- 28. Oktober: Telma Hopkins, US-amerikanische Sängerin und Schauspielerin
- 28. Oktober: Ingrid Pankraz, deutsche Politikerin
- 28. Oktober: Joe Sachse, deutscher Jazzgitarrist
- 29. Oktober: Charles Maung Kardinal Bo, Erzbischof von Yangon
- 29. Oktober: Kate Jackson, US-amerikanische Schauspielerin
- 29. Oktober: Felix Kulow, kirgisischer Politiker
- 29. Oktober: Rita Pawelski, deutsche Politikerin
- 30. Oktober: Günter Schweikardt, deutscher Handballspieler, -trainer und -manager
- 31. Oktober: Asfa-Wossen Asserate, äthiopischer Unternehmensberater und Autor
- 31. Oktober: Angelika Kallwass, deutsche Psychoanalytikerin und Fernsehmoderatorin

### November
- 01. November: Hans Aabech, dänischer Fußballspieler († 2018)
- 01. November: Werner Holz, deutscher Maler († 1991)
- 01. November: Valentina Leskaj, albanische Politikerin
- 01. November: Calvin Russell, US-amerikanischer Musiker, Vertreter des Roots Rock († 2011)
- 01. November: Eddy Stibbe, niederländischer Vielseitigkeitsreiter
- 02. November: Leonid Levin, US-amerikanischer Informatiker
- 03. November: Malcolm Dedman, englischer Komponist
- 03. November: Helmut Koinigg, österreichischer Automobilrennfahrer († 1974)
- 03. November: Lulu, schottische Popsängerin
- 04. November: Mir Tamim Ansary, afghanisch-US-amerikanischer Schriftsteller und Historiker
- 04. November: Erich Wolfgang Skwara, österreichischer Literaturwissenschaftler und Schriftsteller
- 04. November: Birgit Steinegger, Schweizer Schauspielerin, Parodistin und Unterhaltungskünstlerin
- 04. November: Amadou Toumani Touré, Präsident von Mali († 2020)
- 05. November: Ulla Berkéwicz, deutsche Schriftstellerin und Verlegerin
- 05. November: Peter Hammill, britischer Komponist, Songwriter und Musiker
- 05. November: William Daniel Phillips, US-amerikanischer Physiker
- 05. November: Heide Rühle, deutsche Politikerin und MdEP
- 06. November: Christoph Bayer, deutscher Politiker und MdL
- 06. November: Glenn Frey, US-amerikanischer Rockmusiker († 2016) Glenn Frey

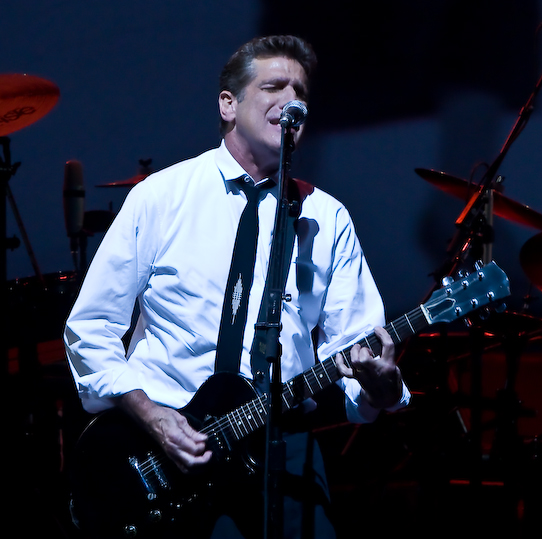
Glenn Frey

- 06. November: Robert Hübner, deutscher Schachspieler († 2025)
- 09. November: Bille August, dänischer Film- und Fernsehregisseur
- 09. November: Luiz Felipe Scolari, brasilianischer Fußballtrainer
- 09. November: Sharon Stouder, US-amerikanische Schwimmerin († 2013)
- 10. November: Hugh Moffatt, US-amerikanischer Country-Sänger und Songwriter
- 11. November: Bernhard Lehmann, deutscher Bobfahrer und Handballspieler
- 11. November: Vincent Schiavelli, US-amerikanischer Schauspieler († 2005)
- 11. November: Wolfgang Schmid, deutscher Bassgitarrist, Komponist und Produzent
- 12. November: Hassan Rohani, iranischer Geistlicher und Politiker
- 12. November: Egon Schmitt, deutscher Fußballspieler
- 13. November: Mizuko Masuda, japanische Schriftstellerin
- 14. November: Charles III., britischer König Charles III.

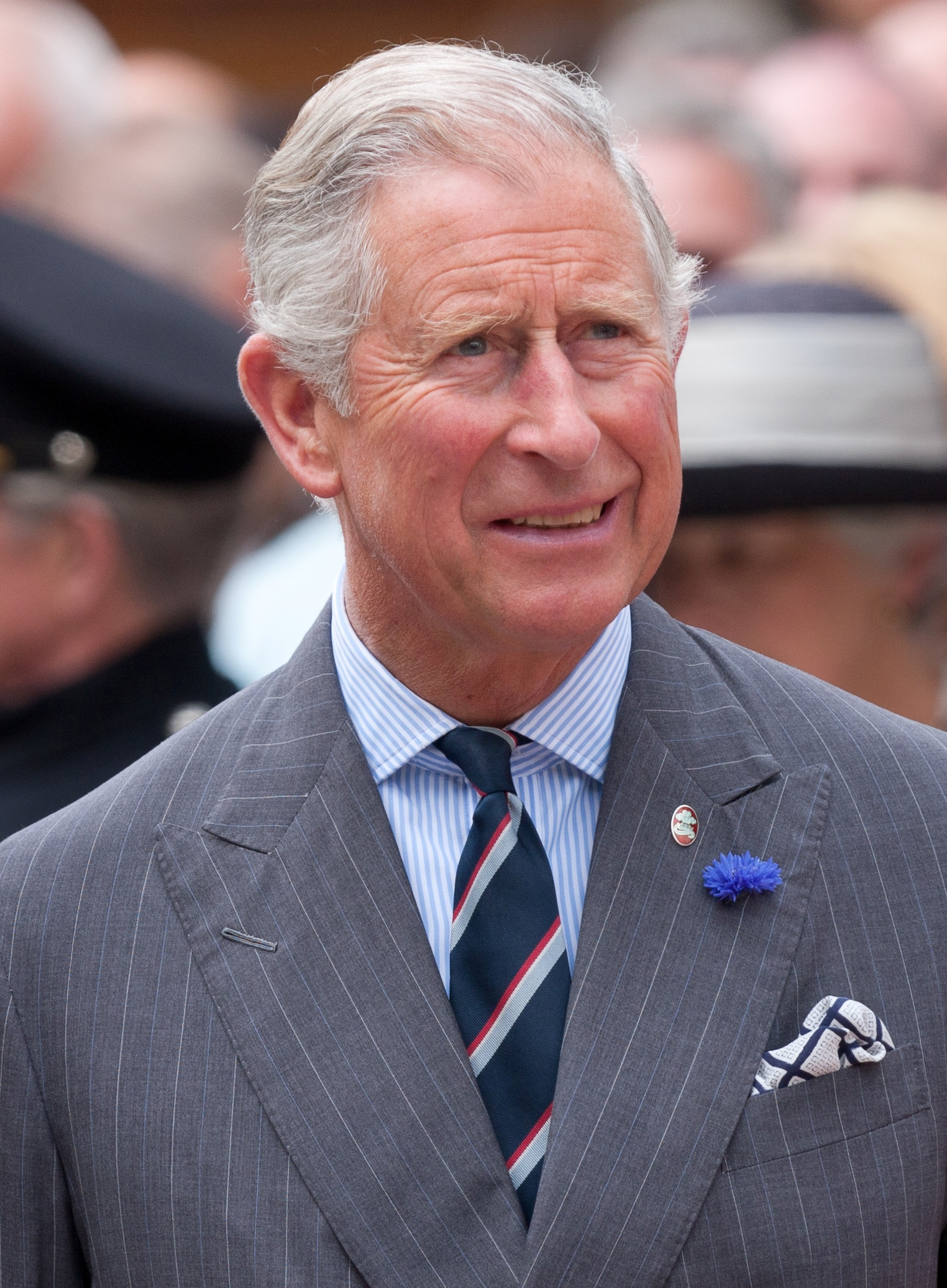
Charles III.

- 14. November: Hartwig Fischer, deutscher Politiker
- 14. November: Helga Kromp-Kolb, österreichische Meteorologin und Klimaforscherin
- 14. November: Kristina Lugn, schwedische Dramatikerin († 2020)
- 14. November: Eva Paskuy, deutsche Handballspielerin
- 14. November: Jimmy Young, US-amerikanischer Boxer († 2005)
- 15. November: Maria Bill, schweizerisch-österreichische Schauspielerin
- 15. November: Andrzej Mysiński, polnischer Kontrabassist, Dirigent und Musikpädagoge
- 15. November: Georg Ringsgwandl, deutscher Kardiologe, Kabarettist und Liedermacher
- 15. November: Alois Schindler, deutscher Fußballspieler und -trainer
- 16. November: Anne André-Léonard, belgische Politikerin
- 16. November: Birgitta Arens, deutsche Schriftstellerin
- 16. November: Walter van Hauwe, niederländischer Blockflötist und Musikpädagoge
- 16. November: Norbert Lammert, deutscher Politiker, Bundestagspräsident
- 16. November: Robert Lange, britischer Musikproduzent
- 16. November: Oliver Shanti, deutscher Musiker († 2016)
- 17. November: Eliseo Antonio Ariotti, italienischer Diplomat
- 17. November: Howard Dean, US-amerikanischer Politiker
- 17. November: Tom Wolf, US-amerikanischer Politiker
- 18. November: Houssine Dimassi, tunesischer Ökonom und Politiker († 2025)
- 18. November: Ana Mendieta, US-amerikanische Performancekünstlerin († 1985)
- 18. November: Manfred Morgan, deutscher Schlagersänger, Komponist, Texter und Gitarrist († 2015)
- 19. November: Eduard Stöllinger, österreichischer Motorradrennfahrer († 2006)
- 20. November: John R. Bolton, US-amerikanischer Politiker und Diplomat
- 20. November: Sonja Eschefeld, deutsche Bildhauerin
- 20. November: Barbara Hendricks, schwedische Sopranistin
- 20. November: Gunnar Nilsson, schwedischer Automobilrennfahrer († 1978)
- 20. November: Kenjirō Shinozuka, japanischer Rallyefahrer († 2024)
- 21. November: Werner Lorant, deutscher Fußballspieler und -trainer († 2025)
- 21. November: Alphonse Mouzon, US-amerikanischer Schlagzeuger, Komponist und Produzent († 2016)
- 22. November: Adalberto Álvarez, kubanischer Pianist, Arrangeur und Bandleiter († 2021)
- 22. November: Radomir Antić, jugoslawischer Fußballspieler und serbischer Fußballtrainer († 2020)
- 22. November: Raymond Boutinaud, französischer Unternehmer und Automobilrennfahrer
- 22. November: Claude Ponti, französischer Kinderbuch-Illustrator und Schriftsteller
- 23. November: Reiner Calmund, deutscher Fußballfunktionär
- 23. November: Gerard Schipper, niederländischer Radrennfahrer († 2025)
- 23. November: Gabriele Seyfert, deutsche Eiskunstläuferin
- 24. November: Christoph Bergner, deutscher Politiker
- 24. November: Spider Robinson, US-amerikanischer Science-Fiction-Autor
- 25. November: Catana Pérez de Cuello, dominikanische Pianistin und Musikpädagogin († 2019)
- 26. November: Elizabeth Blackburn, australisch-US-amerikanische Molekularbiologin
- 26. November: Krešimir Ćosić, kroatischer Basketballspieler († 1995)
- 26. November: Egon Müller, deutscher Speedway-Fahrer
- 26. November: Dennis Ross, US-amerikanischer Diplomat
- 27. November: Isa Genzken, deutsche Künstlerin
- 27. November: Heide Schmidt, österreichische Politikerin
- 28. November: Agnieszka Holland, polnische Filmregisseurin
- 28. November: Mariana Nicolesco, rumänische Sopranistin († 2022)
- 29. November: Achille Amerio, italienischer Diplomat
- 29. November: Ulrich Maurer, deutscher Politiker
- 29. November: Jörg Wontorra, deutscher Fernsehmoderator und Fernsehproduzent
- 30. November: Gerhard Heinze, deutscher Fußballtorwart
- 30. November: Alain Peltier, belgischer Automobilrennfahrer († 2005)

### Dezember
- 01. Dezember: Birgitta Ashoff, deutsche Filmregisseurin, Drehbuchautorin und Journalistin
- 01. Dezember: Luciano Re Cecconi, italienischer Fußballspieler († 1977)
- 01. Dezember: Reinhart Rüsken, deutscher Jurist
- 01. Dezember: Guy Tunmer, südafrikanischer Automobilrennfahrer († 1999)
- 01. Dezember: Nicholas Thomas Wright, anglikanischer Bischof von Durham
- 02. Dezember: T. C. Boyle, US-amerikanischer Schriftsteller
- 02. Dezember: Haukur Angantýsson, isländischer Schachspieler († 2012)
- 02. Dezember: Gebhard Fürst, deutscher katholischer Bischof
- 02. Dezember: Reinhard Höppner, deutscher Politiker († 2014)
- 02. Dezember: Antonín Panenka, tschechoslowakischer Fußballspieler
- 02. Dezember: Gabriele Weingartner, deutsche Schriftstellerin

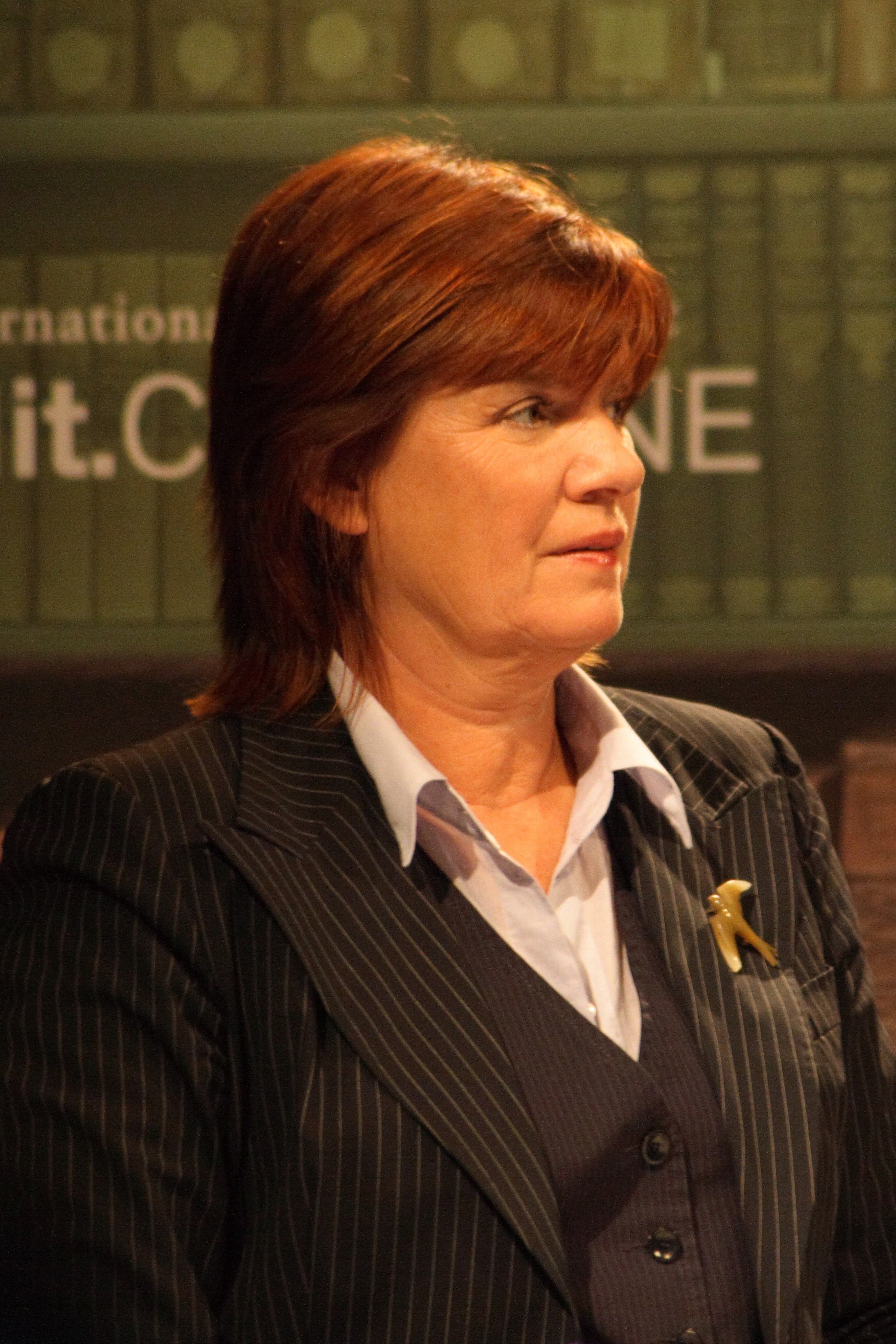
Christine Westermann

- 02. Dezember: Christine Westermann, deutsche Fernseh- und Radiomoderatorin
- 03. Dezember: Ari Trausti Guðmundsson, isländischer Philosoph, Geologe und Schriftsteller

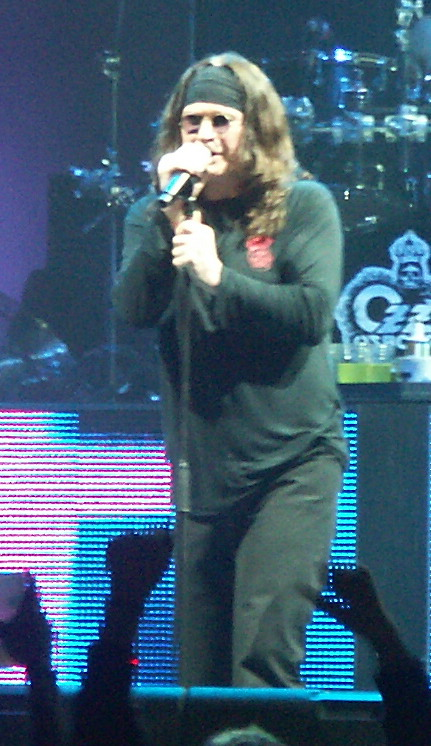
Ozzy Osbourne

- 03. Dezember: Ozzy Osbourne, britischer Rockmusiker († 2025)
- 04. Dezember: Udo Arndt, deutscher Musiker, Tonmeister und Produzent
- 04. Dezember: Jim Hiscott, kanadischer Komponist und Akkordeonist
- 05. Dezember: Ernst Kausen, deutscher Mathematiker und Sprachwissenschaftler
- 05. Dezember: Ernst Schwanhold, deutscher Politiker

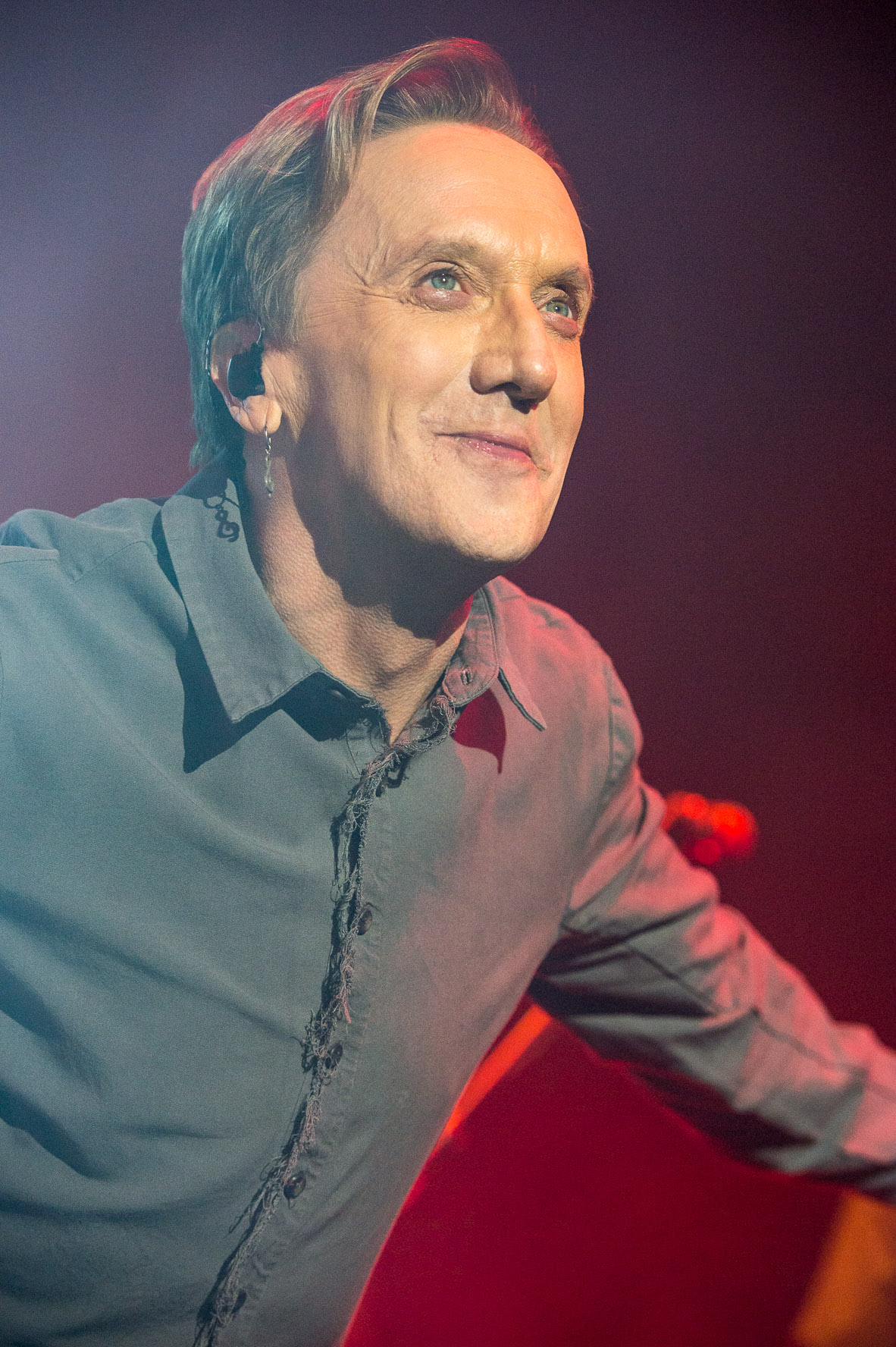
Marius Müller-Westernhagen

- 06. Dezember: Marius Müller-Westernhagen, deutscher Musiker und Schauspieler
- 06. Dezember: Harvie Swartz, US-amerikanischer Jazzbassist
- 06. Dezember: Guido de Werd, niederländischer Kunsthistoriker und Museumsleiter
- 07. Dezember: Gertrud Leutenegger, Schweizer Schriftstellerin († 2025)
- 08. Dezember: Sofronio Aguirre Bancud, philippinischer Bischof
- 09. Dezember: Gioconda Belli, lateinamerikanische Schriftstellerin
- 10. Dezember: Abu Abbas, Gründer und Führer der Palästinensischen Befreiungsfront (PLF) († 2004)
- 10. Dezember: Hannelore Faulstich-Wieland, deutsche Erziehungswissenschaftlerin
- 10. Dezember: Richard Francis-Bruce, australischer Filmeditor
- 11. Dezember: Chester Thompson, US-amerikanischer Schlagzeuger
- 11. Dezember: Víctor Víctor, dominikanischer Merenguesänger und Komponist († 2020)
- 12. Dezember: Marcelo Rebelo de Sousa, portugiesischer Staatspräsident
- 12. Dezember: Roelof Wunderink, niederländischer Automobilrennfahrer
- 13. Dezember: Jeff Baxter, US-amerikanischer Rockgitarrist und Dobrospieler
- 13. Dezember: Lillian Board, britische Sportlerin († 1970)
- 13. Dezember: Ted Nugent, US-amerikanischer Rockmusiker
- 14. Dezember: Michel Abrass, syrischer Erzbischof
- 14. Dezember: Kim Beazley, australischer Politiker
- 14. Dezember: Boudewijn Büch, niederländischer Schriftsteller und Publizist († 2002)
- 14. Dezember: Marianne Fritz, österreichische Schriftstellerin († 2007)

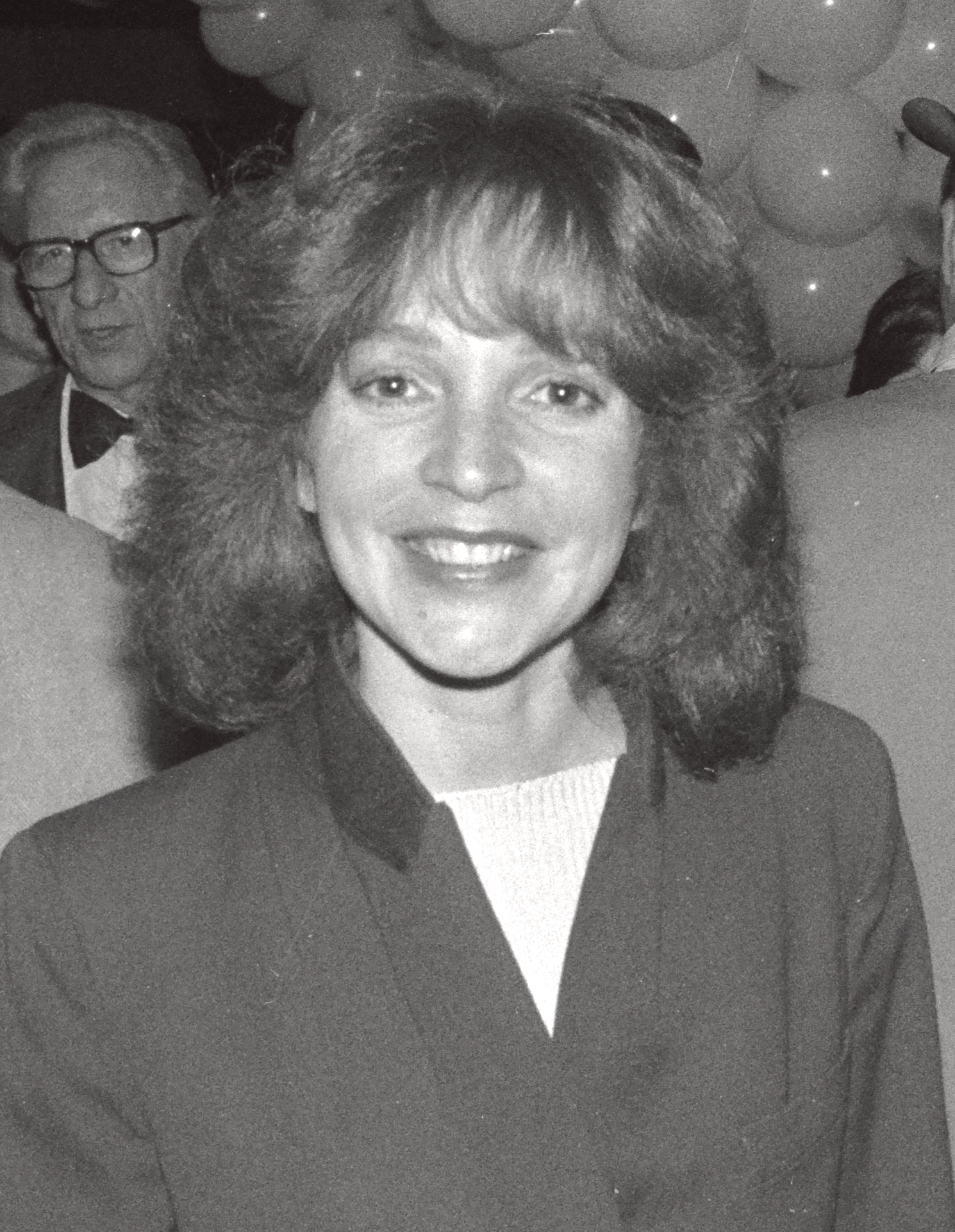
Melanie Chartoff

- 15. Dezember: Melanie Chartoff, US-amerikanische Schauspielerin und Synchronsprecherin
- 15. Dezember: Patricia Cowings, US-amerikanische Raumfahrt-Psychophysiologin
- 15. Dezember: Helmut Wilhelm Ganser, deutscher Brigadegeneral der Bundeswehr
- 15. Dezember: Cassandra Harris, australische Filmschauspielerin († 1991)
- 15. Dezember: Ammante Jalmaani, philippinischer Schwimmer († 2021)
- 16. Dezember: Pat Quinn, US-amerikanischer Politiker
- 17. Dezember: René C. Jäggi, Schweizer Unternehmer und Sportmanager
- 18. Dezember: Edmund Emil Kemper, US-amerikanischer Serienmörder
- 18. Dezember: Liliane Saint-Pierre, belgische Sängerin
- 18. Dezember: Angela Sommer-Bodenburg, deutsche Kinderbuchautorin
- 19. Dezember: Peter Welnhofer, deutscher Politiker
- 20. Dezember: George Dyer, US-amerikanischer Automobilrennfahrer
- 20. Dezember: Abdulrazak Gurnah, tansanischer Schriftsteller
- 20. Dezember: Ronald M. Hahn, deutscher Autor und Übersetzer

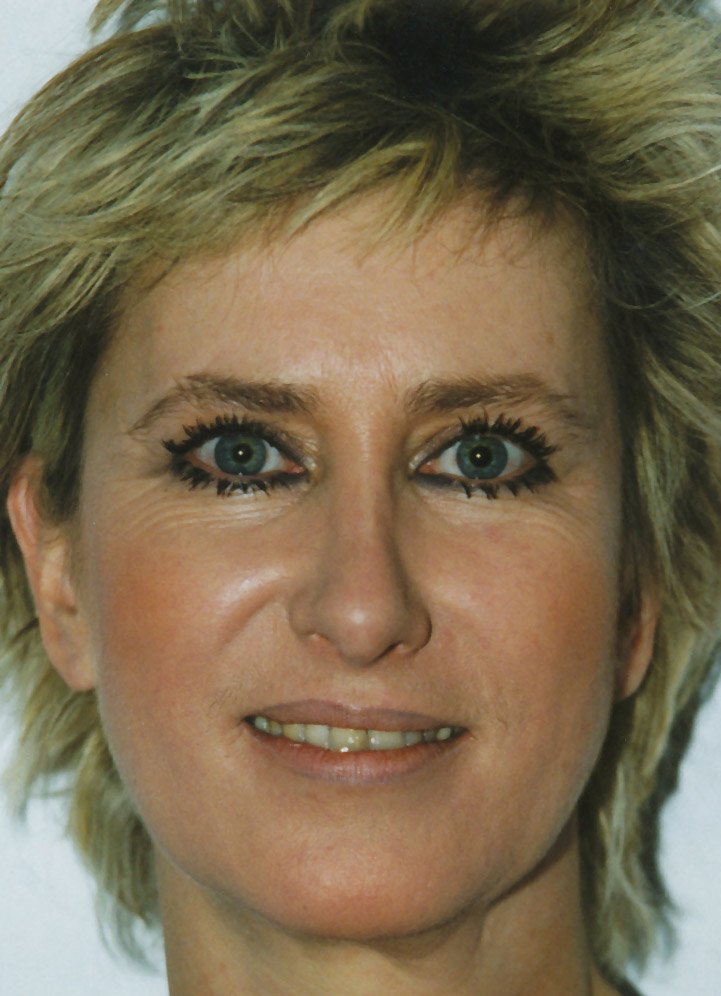
Beatrice Richter

- 20. Dezember: Beatrice Richter, deutsche Schauspielerin
- 20. Dezember: Giuliana Sgrena, italienische Journalistin
- 20. Dezember: Onno Tunç, türkischer Musiker, Komponist und Arrangeur († 1996)
- 20. Dezember: Mitsuko Uchida, japanische Pianistin

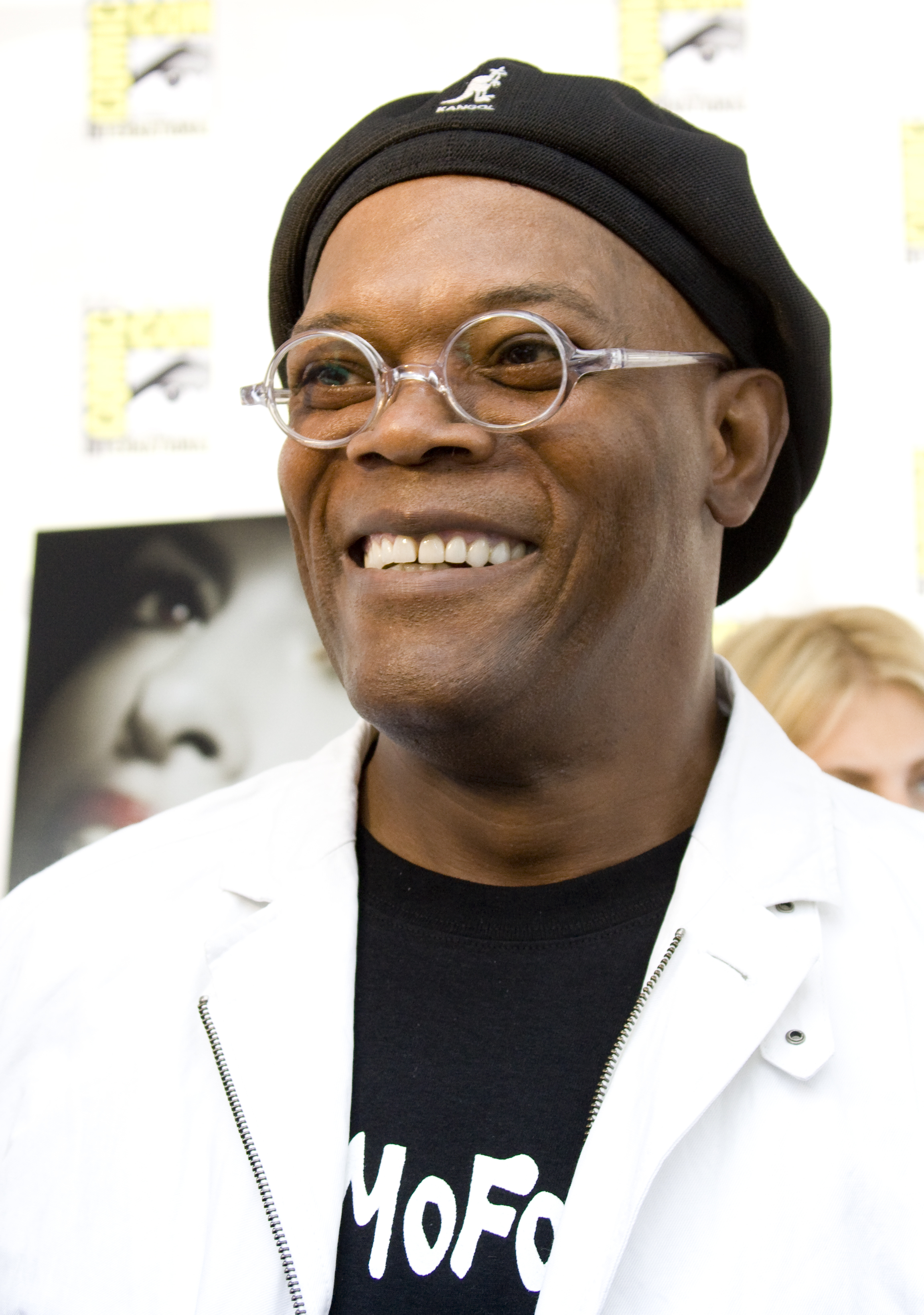
Samuel L. Jackson

- 21. Dezember: Samuel L. Jackson, US-amerikanischer Schauspieler
- 21. Dezember: Werner Klatt, deutscher Ruderer († 2022)
- 21. Dezember: Willi Resetarits, österreichischer Kabarettist und Menschenrechtsaktivist († 2022)
- 21. Dezember: Raymond Singer, US-amerikanischer Schauspieler und Drehbuchautor
- 22. Dezember: Lana Walter, US-amerikanische Musikpädagogin und Komponistin
- 23. Dezember: Víctor Selvino Arenhart, argentinischer Geistlicher und Bischof († 2010)
- 23. Dezember: Stefan Dörflinger, Schweizer Motorradrennfahrer
- 23. Dezember: Jack Ham, US-amerikanischer American-Football-Spieler
- 24. Dezember: Edwige Fenech, italienische Filmschauspielerin
- 24. Dezember: Frank Jürgen „Eff Jott“ Krüger, deutscher Rockmusiker († 2007)
- 24. Dezember: Menghisteab Tesfamariam, eritreischer Bischof
- 25. Dezember: Noël Mamère, französischer Politiker
- 25. Dezember: Barbara Mandrell, US-amerikanische Country-Sängerin
- 26. Dezember: Carlos Álvarez, argentinischer Politiker
- 26. Dezember: Lolita de la Colina, mexikanische Singer-Songwriterin
- 26. Dezember: Heinz Werner Kraehkamp, deutscher Schauspieler († 2012)

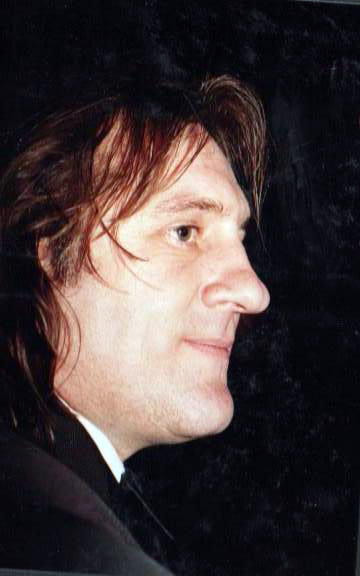
Gérard Depardieu

- 27. Dezember: Gérard Depardieu, französischer Schauspieler
- 27. Dezember: Meja Mwangi, kenianischer Schriftsteller
- 27. Dezember: Joachim Poß, deutscher Politiker und MdB
- 29. Dezember: Michael White, australischer Psychotherapeut († 2008)
- 30. Dezember: Horace Engdahl, schwedischer Literaturwissenschaftler
- 30. Dezember: Carole Terry, US-amerikanische Organistin, Cembalistin und Musikpädagogin
- 31. Dezember: Wiktor Afanassjew, sowjetischer Kosmonaut
- 31. Dezember: Joe Dallesandro, US-amerikanischer Schauspieler
- 31. Dezember: Daniel Díaz Torres, kubanischer Filmregisseur († 2013)

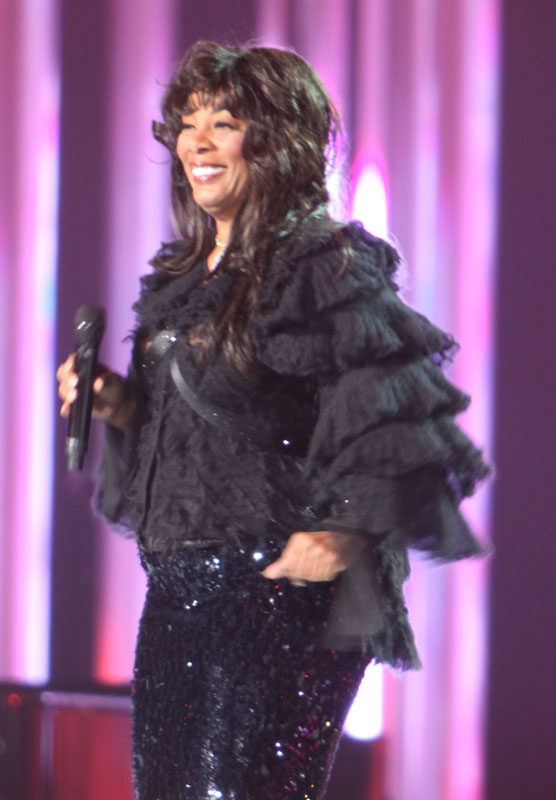
Donna Summer

- 31. Dezember: Donna Summer, US-amerikanische Sängerin († 2012)

### Tag unbekannt
- József Ács, ungarischer Komponist, Pianist und Organist
- Peter Adamski, deutscher Pädagoge und Geschichtsdidaktiker
- Azzam al-Ahmad, palästinensischer Politiker
- Muhlis Akarsu, türkischer Bağlama-Spieler und Sänger († 1993)
- Omar Akbar, deutscher Professor für Architekturtheorie
- Vyacheslav Akhunov, usbekischer Künstler
- Shlomo Amar, israelischer Großrabbiner
- Claudia Amm, deutsche Schauspielerin
- Manfred App, deutscher Musikverleger
- Detlev Arens, deutscher Autor und Journalist
- Dan Armon, israelischer Dichter
- Jeannette Christine Armstrong, kanadische Literatin und Lyrikerin
- María Elena Arpón, spanische Schauspielerin
- Adnān Ibn Muḥammad al-ʿArʿūr, syrischer Religionsgelehrter
- Gharib Askalany, palästinensischer Schriftsteller und Pädagoge
- Rodney Eric Bainbridge Atkinson, englischer Wirtschaftswissenschaftler, Publizist und Politiker
- Klaus Bötig, deutscher Reiseschriftsteller († 2025)
- Misha Bolourie, deutsch-aserbaidschanischer Aktionskünstler, Maler und Lyriker
- Alan Charlton, britischer Künstler
- Claudia Maria Cornwall, kanadische Journalistin und Schriftstellerin
- Barbara Finlayson-Pitts, kanadisch-amerikanische Chemikerin
- Pratibha Gai, britische Physikerin
- Françoise Gerbaulet, französische Schriftstellerin
- Manfred Günther, deutscher Schulpsychologe und Sozialarbeitswissenschaftler
- Izabella Gustowska, polnische Multimediakünstlerin
- Sue Hettmansperger, US-amerikanische Malerin und Hochschullehrerin
- Maureen Hunter, kanadische Schriftstellerin
- Jiang Jufeng, chinesischer Politiker
- Eduard Kaeser, Schweizer Physiker, Gymnasiallehrer, Philosoph, Publizist und Jazzmusiker
- Yitzhak Laor, israelischer Schriftsteller
- Sam Llewellyn, britischer Schriftsteller
- Ali Asghar Maassoumi, iranischer Botaniker
- Max Volkert Martens, deutscher Schauspieler
- Colin Metters, britischer Dirigent und Musikpädagoge
- Fritz-Gerd Mittelstädt, deutscher Hochschullehrer
- Eva Polak, deutsche Hörspiel-, Drehbuch- und Kinderbuchautorin
- Frank Retzel, US-amerikanischer Komponist († 2018)
- Bodo Ritscher, deutscher Historiker
- Rainer Schubert, österreichischer Philosoph († 2025)
- Bernd Schuh, Physiker, Dozent und Hörfunkredakteur
- Fred Sherry, US-amerikanischer Cellist und Musikpädagoge
- Frank Weymann, deutscher Schriftsteller († 1997)
- Anton Viktor Wyrobisch, deutsch-polnischer Theologe

## Gestorben

### Januar

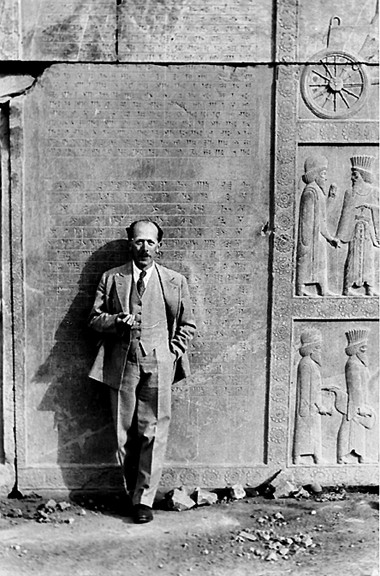
Ernst Herzfeld

- 01. Januar: Hermann Zilcher, deutscher Komponist (* 1881)
- 02. Januar: Vicente Huidobro, chilenischer Lyriker (* 1893)
- 06. Januar: Raoul Auernheimer, österreichischer Jurist, Journalist und Schriftsteller (* 1876)
- 08. Januar: Kurt Schwitters, deutscher Maler (* 1887)
- 08. Januar: Richard Tauber, österreichischer Opernsänger (* 1891)
- 14. Januar: Isaac Schreyer, österreichischer Schriftsteller und Übersetzer (* 1890)
- 15. Januar: Henri-Alexandre Deslandres, französischer Astronom (* 1853)
- 21. Januar: Ernst Herzfeld, vorderasiatischer Archäologe (* 1879)
- 21. Januar: Ermanno Wolf-Ferrari, italienischer Komponist (* 1876)
- 24. Januar: Hans Aumeier, deutscher Kriegsverbrecher (* 1906)
- 24. Januar: Arthur Liebehenschel, deutscher Nationalsozialist (* 1901)
- 24. Januar: Maria Mandl, Wächterin im Vernichtungslager Auschwitz-Birkenau (* 1912)
- 26. Januar: Thomas Theodor Heine, Maler, Zeichner und Satiriker (* 1867)
- 26. Januar: Heinrich Sohnrey, deutscher Volksschriftsteller und Publizist (* 1859)
- 28. Januar: Ludwig Schaschek, österreichischer Kameramann (* 1888)
- 29. Januar: Aimone Herzog von Spoleto, 4. Herzog von Aosta und Herzog von Spoleto (* 1900)

- 30. Januar: Mahatma Gandhi, indischer Politiker (* 1869)

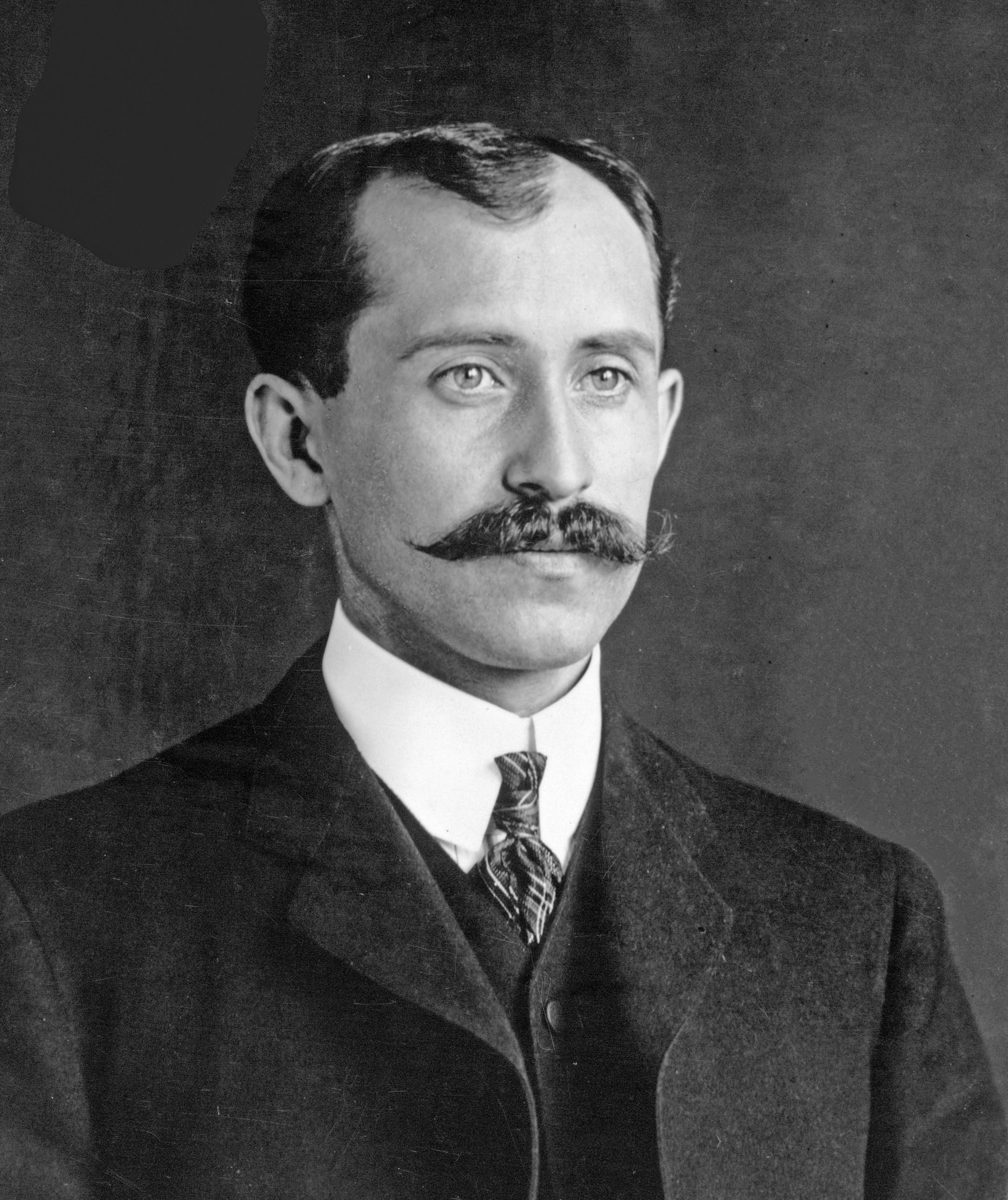
Orville Wright, 1905

- 30. Januar: Orville Wright, US-amerikanischer Flugpionier und Flugzeugbauer (* 1871)

### Februar
- 02. Februar: Bevil Rudd, südafrikanischer Leichtathlet und Olympiasieger (* 1894)
- 03. Februar: Franz Xaver Müller, österreichischer Geistlicher und Musiker (* 1870)
- 05. Februar: Johannes Blaskowitz, deutscher Generaloberst (* 1883)
- 06. Februar: Sidney Arodin, US-amerikanischer Jazz-Klarinettist und Komponist (* 1901)
- 08. Februar: Heinrich Anwender, rumänischer Journalist, Politiker und Buchdrucker (* 1882)
- 08. Februar: Samuel Prescott Bush, US-amerikanischer Industrieller (* 1863)

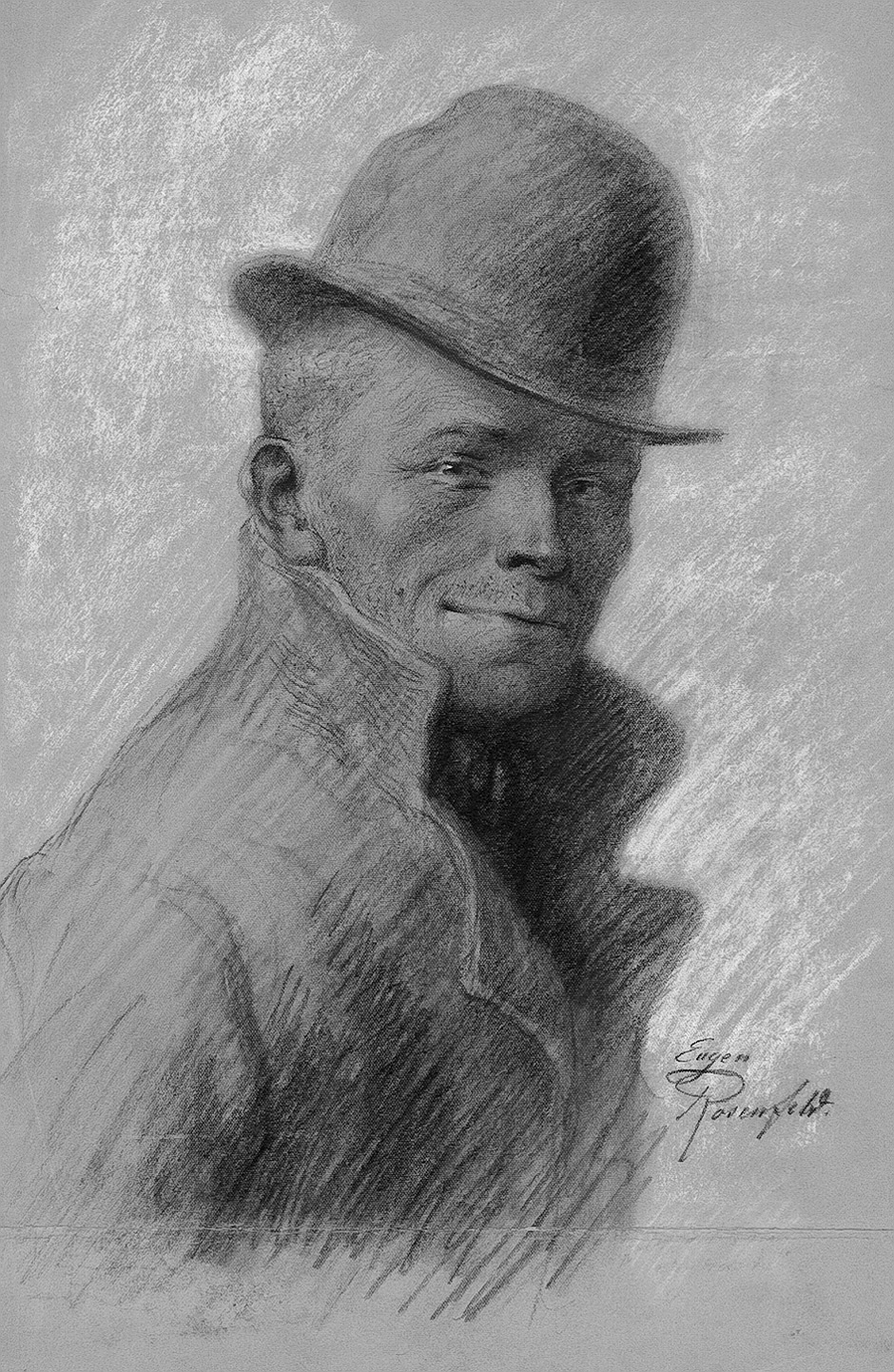
Karl Valentin.

- 09. Februar: Karl Valentin, bayerischer Komiker, Kabarettist, Autor und Filmproduzent (* 1882)
- 10. Februar: Stephen Morehouse Avery, US-amerikanischer Drehbuchautor (* 1893)

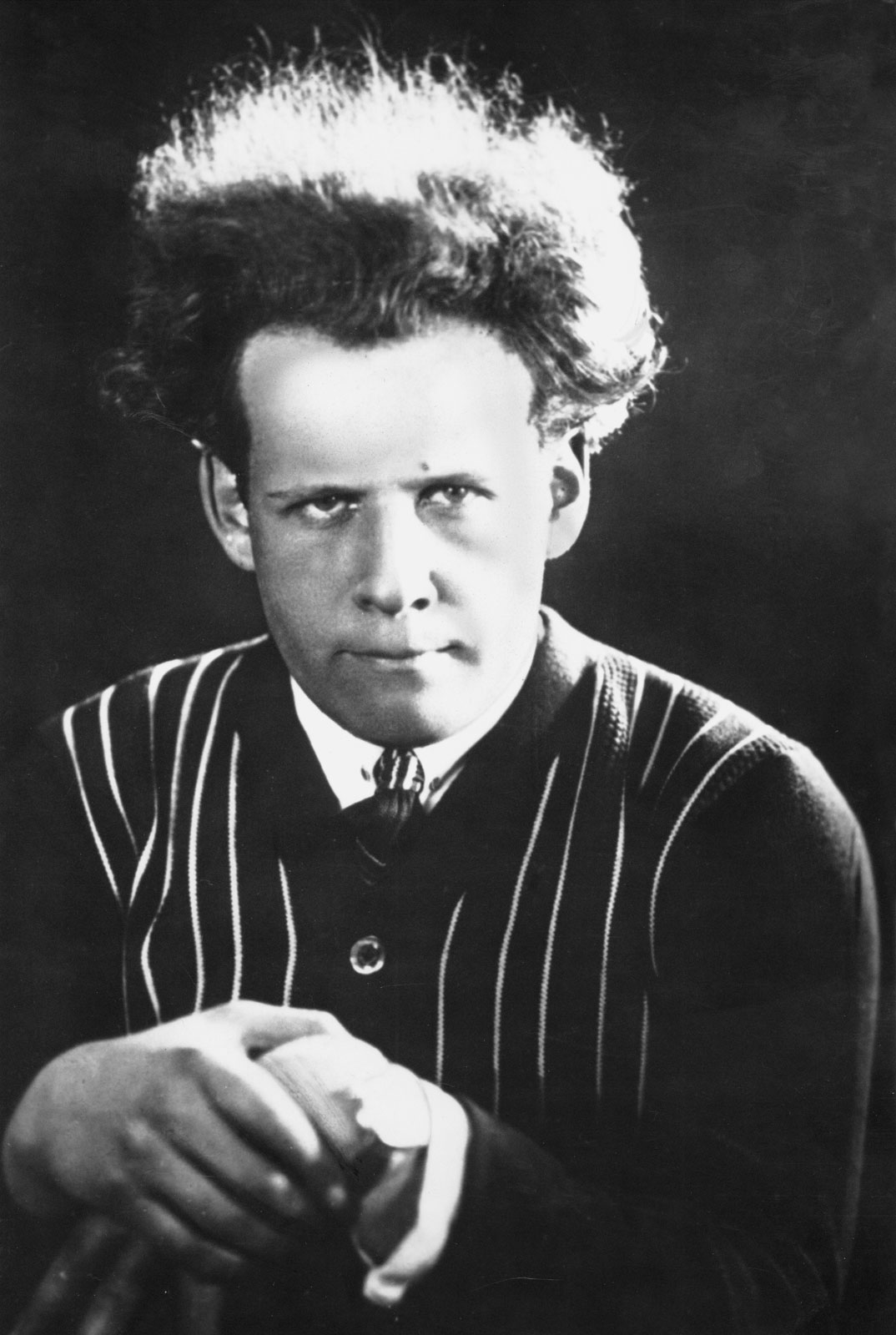
Sergei Eisenstein

- 11. Februar: Sergei Eisenstein, sowjetischer Regisseur (* 1898)
- 12. Februar: Egon Schweidler, österreichischer Physiker (* 1873)
- 14. Februar: Conrad Gröber, deutscher Bischof (* 1872)
- 16. Februar: Irmfried Eberl, medizinischer Leiter mehrerer „Euthanasie“-Anstalten (* 1910)
- 16. Februar: Gennaro Granito Pignatelli di Belmonte, Kardinal der römisch-katholischen Kirche (* 1851)
- 17. Februar: John M. Robsion, US-amerikanischer Politiker (* 1873)
- 18. Februar: Renato Balestrero, italienischer Automobilrennfahrer (* 1898)
- 20. Februar: Bertha Eckstein-Diener (Pseudonym: Sir Galahad), österreichische Schriftstellerin (* 1874)
- 20. Februar: Robert P. Lamont, US-amerikanischer Politiker (* 1867)
- 23. Februar: Arthur Grimm, deutscher Maler (* 1883)
- 23. Februar: Hermann Weber, deutscher Konstrukteur und Motorradrennfahrer (* 1896)
- 24. Februar: Franz Stock, deutscher katholischer Priester (* 1904)
- 25. Februar: Juan Esteban Montero Rodríguez, chilenischer Politiker (* 1879)
- 26. Februar: Marion Ashmore, US-amerikanischer American-Football-Spieler (* 1899)
- 26. Februar: Elise Kosegarten, deutsche Malerin (* 1877)
- 27. Februar: Traugott Bachmann, deutscher Landwirt, evangelischer Missionar und Prediger der Herrnhuter Brüdergemeine (* 1865)
- 28. Februar: August Arteldt, deutscher Politiker (* 1870)

### März
- 02. März: Adam Scharrer, deutscher Schriftsteller (* 1889)
- 04. März: Elsa Brändström, schwedische Philanthropin (* 1888)
- 04. März: Antonin Artaud, französischer Schauspieler, Dramatiker, Regisseur, Dichter und Theater-Theoretiker (* 1896)
- 04. März: Frank Sandford, US-amerikanischer Prediger, Prophet und Gemeinschaftsgründer (* 1862)
- 08. März: Gustav Gamper, Schweizer Musiker, Maler und Schriftsteller (* 1873)
- 10. März: Jan Masaryk, tschechischer Politiker (* 1886)
- 11. März: Felix Linnemann, 4. Präsident des DFB (* 1882)
- 16. März: Clara Mannes, deutsch-amerikanische Pianistin und Musikpädagogin (* 1869)
- 19. März: Essek William Kenyon, US-amerikanischer evangelikaler Pastor und Autor (* 1867)
- 20. März: Avedis Aharonian, armenischer Politiker, Revolutionär und Schriftsteller (* 1866)
- 23. März: Nikolai Berdjajew, russischer Philosoph (* 1874)
- 23. März: George Milne, 1. Baron Milne, britischer Feldmarschall und Chef des Imperialen Generalstabes (* 1866)
- 24. März: Jewgeni Abalakow, sowjetischer Bergsteiger (* 1907)
- 24. März: Konstantin Igumnow, russischer Komponist und Klaviervirtuose (* 1873)
- 25. März: Warren Hymer, US-amerikanischer Schauspieler (* 1906)
- 28. März: John Duncan MacLean, kanadischer Politiker (* 1873)
- 30. März: John H. Bieling, US-amerikanischer Sänger (* 1869)
- 31. März: Egon Erwin Kisch, Prager Journalist (* 1885)

### April
- 02. April: Sabahattin Ali, türkischer Schriftsteller und Lehrer (* 1907)
- 03. April: Jakob Haringer, deutscher Schriftsteller (* 1898)
- 04. April: George Dorrington Cunningham, englischer Organist und Musikpädagoge (* 1878)
- 05. April: Leopold Dirtl, österreichischer Motorradrennfahrer (* 1890)
- 05. April: Abby Aldrich Rockefeller, US-amerikanische Mäzenin und Mitbegründerin des Museum of Modern Art (* 1874)
- 08. April: Abd al-Qadir al-Husaini, palästinensischer Nationalist (* 1907)
- 10. April: Wilhelm Külz, deutscher Politiker (* 1875)
- 10. April: Robert L. Williams, US-amerikanischer Politiker (* 1868)
- 14. April: Gerhard Anschütz, deutscher Staatsrechtler (* 1867)
- 16. April: Juozas Gruodis, litauischer Komponist und Musikpädagoge (* 1884)
- 17. April: Johan Paul van Limburg Stirum, Generalgouverneur von Niederländisch-Indien (* 1873)
- 17. April: Johnny Madden, schottischer Fußballspieler und -trainer (* 1865)
- 18. April: Erich Metzeltin, deutscher Eisenbahn-Ingenieur (* 1871)
- 21. April: Aldo Leopold, US-amerikanischer Forstwissenschaftler und Ökologe (* 1887)
- 21. April: Carlos López Buchardo, argentinischer Komponist, Pianist und Musikpädagoge (* 1881)
- 22. April: Ili Kronstein, österreichische Malerin (* 1897)
- 22. April: Alfredo de Oro (oder am 23. April), kubanischer Billardspieler
- 24. April: Manuel María Ponce, mexikanischer Komponist (* 1882)
- 28. April: Walter Krause, deutscher Fußballspieler (* 1896)
- 29. April: Bernardus Dirks Eerdmans, niederländischer evangelischer Theologe und Politiker (* 1868)
- 30. April: Hubert Knackfuß, deutscher Bauforscher und Archäologe (* 1866)

### Mai
- 01. Mai: Marceli Popławski, polnischer Komponist, Geiger, Dirigent und Musikpädagoge (* 1882)
- 08. Mai: Joseph E. Atkinson, kanadischer Zeitungsverleger und Aktivist (* 1865)
- 09. Mai: Paul Hunder, deutscher Fußballspieler (* 1884)
- 12. Mai: Francisco Alonso, spanischer Komponist (* 1887)
- 14. Mai: John H. Overton, US-amerikanischer Politiker (* 1875)
- 20. Mai: Bogumił Šwjela, sorbischer Geistlicher, Sprachforscher und Publizist (* 1873)
- 16. Mai: Ralph Hepburn, US-amerikanischer Motorrad- und Automobilrennfahrer (* 1896)
- 16. Mai: Jacques Ledure, belgischer Automobilrennfahrer (* 1948)
- 21. Mai: Artur Dinter, deutscher Schriftsteller und NS-Politiker (* 1876)
- 24. Mai: Jacques Feyder, französisch-belgischer Filmregisseur (* 1885)
- 25. Mai: Sidney Preston Osborn, US-amerikanischer Politiker (* 1884)
- 26. Mai: Theo Morell, deutscher NS-Arzt (* 1886)
- 28. Mai: Hubert Eisdell, englischer Sänger (* 1882)
- 29. Mai: Dame May Whitty, britische Schauspielerin (* 1865)

### Juni
- 01. Juni: Sonny Boy Williamson I., US-amerikanischer Bluesmusiker und Mundharmonikaspieler (* 1914)
- 02. Juni: Viktor Brack, deutscher Kriegsverbrecher (* 1904)
- 02. Juni: Karl Brandt, Mediziner und Leibarzt von Adolf Hitler (* 1904)
- 02. Juni: Georges Casse, französischer Automobilrennfahrer (* 1890)
- 02. Juni: Wolfram Sievers, Reichsgeschäftsführer (* 1905)
- 04. Juni: Albrecht Graf zu Stolberg-Wernigerode, deutscher Politiker und Reichstagsabgeordneter (* 1886)
- 05. Juni: Glen Edwards, US-amerikanischer Testpilot (* 1918)
- 06. Juni: Aron Freimann, deutsch-jüdischer Historiker (* 1871)
- 06. Juni: Louis Jean Lumière, französischer Fototechnikpionier (* 1864)
- 08. Juni: Ferdinand Bronner, deutscher Schriftsteller und Dramatiker (* 1867)
- 09. Juni: Maria Belpaire, flämische Schriftstellerin (* 1853)
- 11. Juni: Hugh M. Dorsey, US-amerikanischer Politiker (* 1871)
- 13. Juni: Dazai Osamu, japanischer Schriftsteller (* 1909)
- 14. Juni: Gertrude Franklin Atherton, US-amerikanische Schriftstellerin (* 1857)
- 14. Juni: Ernst Henrik Ellberg, schwedischer Komponist (* 1868)
- 16. Juni: Marcel Brillouin, französischer Physiker (* 1854)
- 16. Juni: Rufus Jones, US-amerikanischer Autor, College-Professor, Mystiker, Philosoph und Quäker (* 1863)
- 20. Juni: George Frederick Boyle, australischer Komponist (* 1886)
- 21. Juni: Hans Aull, deutscher Richter (* 1869)
- 23. Juni: Hans Adam, deutscher Marineoffizier (* 1883)
- 27. Juni: Wilhelm Sauter, deutscher Maler (* 1896)
- 30. Juni: Adrien Alin, französischer Automobilrennfahrer (* 1905)
- 30. Juni: Morris Fuller Benton, US-amerikanischer Ingenieur und Schriftentwerfer (* 1872)

### Juli
- 01. Juli: Omobono Tenni, italienischer Motorradrennfahrer (* 1905)
- 01. Juli: Achille Varzi, italienischer Motorrad- und Automobilrennfahrer (* 1904)
- 01. Juli: Paolo Salman, syrischer Erzbischof in Jordanien (* 1886)
- 04. Juli: Christian Kautz, Schweizer Automobilrennfahrer (* 1913)
- 05. Juli: Georges Bernanos, französischer Schriftsteller (* 1888)
- 06. Juli: Luigi Arrigoni, italienischer Erzbischof (* 1890)
- 08. Juli: Bruno H. Bürgel, deutscher Astronom, Schriftsteller und Wissenschaftspublizist (* 1875)
- 11. Juli: John Anderson, US-amerikanischer Diskuswerfer (* 1907)
- 11. Juli: Gerhard Kittel, deutscher evangelischer Theologe (* 1888)
- 15. Juli: John J. Pershing, US-amerikanischer Soldat und General (* 1860)
- 16. Juli: Dominique Lamberjack, französischer Radsportler, Motorrad- und Automobilrennfahrer sowie Unternehmer (* 1878)
- 16. Juli: Arthur Traube, deutscher Chemiker (* 1878)
- 18. Juli: Eduard „Ede“ Telcs, ungarischer Bildhauer und Medailleur (* 1872)
- 21. Juli: Arshile Gorky, US-amerikanischer Maler (* 1904)

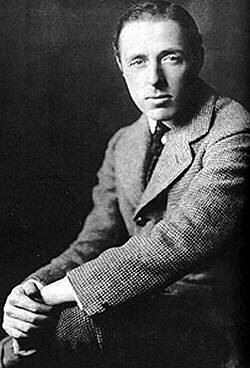
David Wark Griffith.

- 23. Juli: D. W. Griffith, US-amerikanischer Schauspieler, Regisseur und Filmproduzent (* 1875)
- 24. Juli: Bruno Ahrends, deutscher Architekt (* 1878)
- 27. Juli: Woolf Barnato, britischer Finanzier-, Automobilrennfahrer- und Cricketspieler (* 1895)
- 29. Juli: Ruth Neudeck, deutsche Aufseherin der SS im Konzentrationslager Ravensbrück (* 1920)
- 31. Juli: George Adee, US-amerikanischer American-Football-Spieler und Tennisfunktionär (* 1874)

### August
- 04. August: Lorenz Bock, deutscher Jurist und Politiker (* 1883)
- 04. August: Mileva Marić, serbische Mathematikerin (* 1875)
- 09. August: Hugo Ferdinand Boss, deutscher Textilunternehmer (* 1885)
- 10. August: Emmy Hennings, deutsche Schriftstellerin und Kabarettistin (* 1885)
- 15. August: George Tallis, australischer Theaterunternehmer (* 1869)
- 16. August: Edward Hill Amet, US-amerikanischer Erfinder (* 1860)
- 16. August: Babe Ruth, US-amerikanischer Baseballspieler (* 1895)
- 19. August: Frederick Philip Grove, deutscher und kanadischer Schriftsteller und Übersetzer (* 1879)
- 21. August: Richard Atwater, US-amerikanischer Journalist, Universitätsdozent und Kinderbuchautor (* 1892)
- 22. August: Adolf Behne, deutscher Architekt, Kunstpolitiker und Wissenschaftler (* 1885)
- 25. August: Hermann Gieseler, deutscher Gewerkschaftsfunktionär (* 1889)
- 27. August: Oscar Lorenzo Fernández, brasilianischer Komponist (* 1897)
- 27. August: Charles Evans Hughes, US-amerikanischer Politiker und Jurist (* 1862)
- 28. August: James M. Slattery, US-amerikanischer Politiker (* 1878)
- 30. August: Alice Salomon, deutsche Frauenrechtlerin (* 1872)
- 31. August: Janus Djurhuus, färöischer Dichter (* 1881)
- 31. August: Andrei Schdanow, sowjetischer Politiker (* 1896)

### September
- 01. September: Feng Yuxiang, chinesischer Kriegsherr (* 1882)
- 01. September: Thomas Parnell, Professor für Physik an der Universität Queensland (* 1881)
- 03. September: Edvard Beneš, tschechischer Politiker (* 1884)
- 04. September: Alice Barbi, italienische Violinistin, Sängerin und Komponistin (* 1858)
- 04. September: Albrecht Burchard, deutscher Mediziner und Hochschullehrer (* 1873)
- 05. September: Hans Schrader, deutscher Archäologe (* 1869)
- 05. September: Richard C. Tolman, US-amerikanischer Physiker (* 1881)
- 08. September: Georg Schmückle, deutscher Schriftsteller (* 1880)
- 10. September: Ferdinand I., Zar von Bulgarien (* 1861)
- 11. September: Muhammad Ali Jinnah, Politiker in Britisch-Indien, gilt als Gründer des Staates Pakistan (* 1876)
- 13. September: Paul Wegener, deutscher Schauspieler und Regisseur (* 1874)
- 14. September: Vernon Dalhart, US-amerikanischer Sänger und Country-Musiker (* 1883)
- 15. September: Guido Szivessy, österreichischer Physiker (* 1885)
- 16. September: Manuel Arce y Ochotorena, Erzbischof von Tarragona und Kardinal (* 1879)
- 17. September: Édouard Brisson, französischer Automobilrennfahrer (* 1882)
- 17. September: Folke Bernadotte, schwedischer Offizier (* 1895)
- 17. September: Emil Ludwig, deutscher Schriftsteller (* 1881)
- 23. September: Gustav Ricker, Wissenschaftler und Arzt (* 1870)
- 25. September: Oskar von Niedermayer, deutscher Offizier, Professor und Abenteurer (* 1885)
- 28. September: Gregg Toland, US-amerikanischer Kameramann (* 1904)
- 28. September: Emma Zimmer, SS-Oberaufseherin im Konzentrationslager Ravensbrück (* 1888)
- 30. September: Edith Roosevelt, zweite Gattin des US-Präsidenten Theodore Roosevelt (* 1861)

### Oktober
- 03. Oktober: Alois Wolfmüller, deutscher Erfinder, Ingenieur und Flugtechniker (* 1864)
- 08. Oktober: Sydney Anderson, US-amerikanischer Politiker (* 1881)
- 09. Oktober: Alfred Roth, deutscher Politiker, MdR (* 1879)
- 10. Oktober: Siegmund von Hausegger, österreichischer Komponist und Dirigent (* 1872)
- 10. Oktober: Mary Eaton, US-amerikanische Schauspielerin (* 1901)
- 12. Oktober: Alfred Kerr, deutscher Theaterkritiker (* 1867)
- 18. Oktober: Walther von Brauchitsch, Oberbefehlshaber des Heeres im Dritten Reich (* 1881)
- 21. Oktober: Koene Dirk Parmentier, niederländischer Luftfahrtpionier (* 1904)
- 22. Oktober: Ernst von Aster, deutscher Philosoph und Philosophiehistoriker (* 1880)
- 22. Oktober: August Hlond, Erzbischof von Gnesen und Posen und Erzbischof von Warschau und Primas in Polen (* 1881)
- 23. Oktober: Eugeniusz Morawski-Dąbrowa, polnischer Komponist (* 1876)

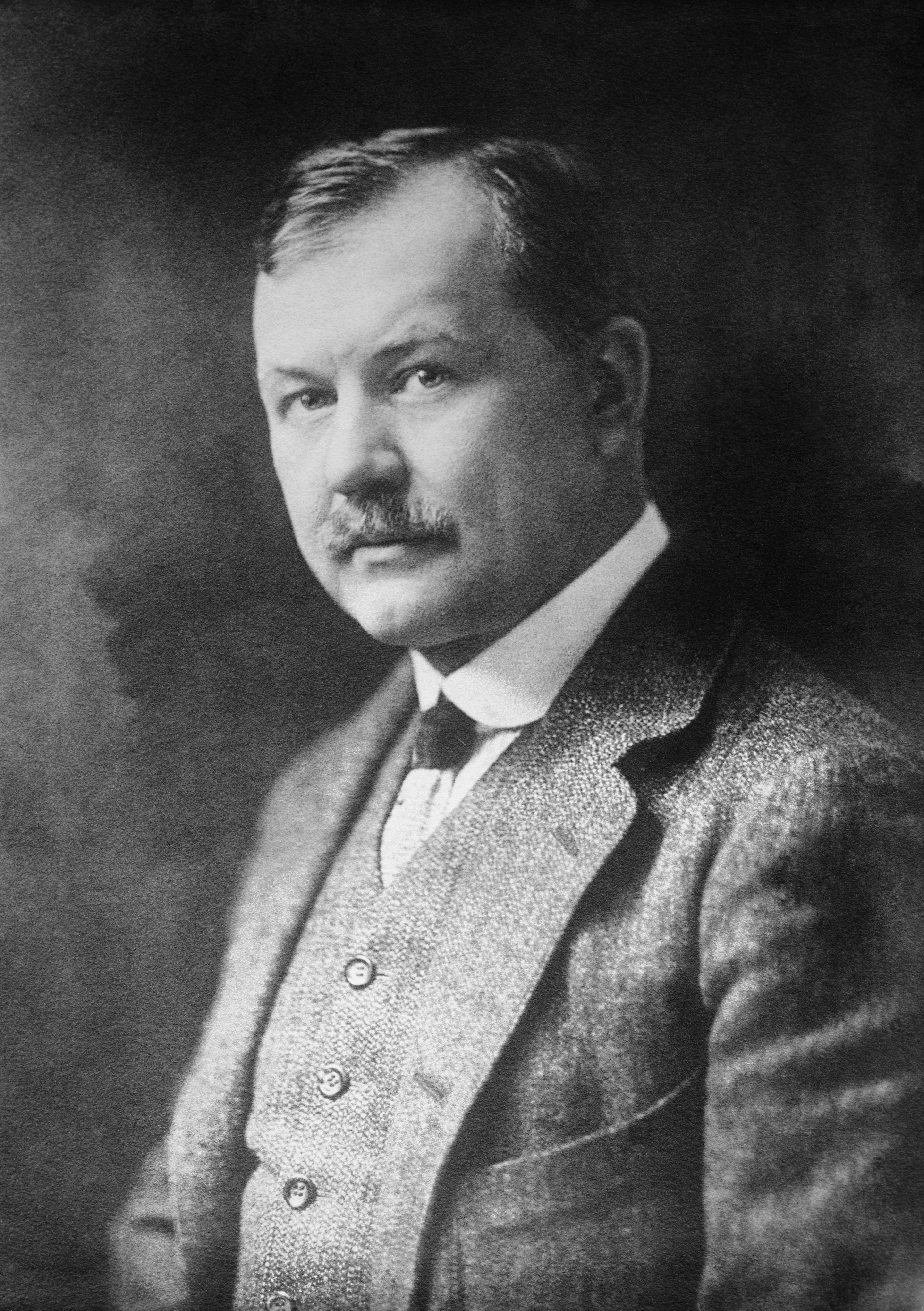
Franz Lehár

- 24. Oktober: Franz Lehár, österreichischer Komponist (* 1870)
- 25. Oktober: Walter Bock, deutscher Chemiker (* 1895)
- 27. Oktober: Charles Levadé, französischer Komponist (* 1869)
- 29. Oktober: Antonio Létourneau, kanadischer Organist und Musikpädagoge (* 1885)
- 31. Oktober: Milly Steger, deutsche Künstlerin (* 1881)

### November
- 04. November: Helena Zboińska-Ruszkowska, polnische Sängerin und Gesangspädagogin (* 1877)
- 05. November: Marga d’Andurain, französische Abenteuerin (* 1893)
- 14. November: Gustav Beckmann, deutscher Musikwissenschaftler, Dirigent und Komponist (* 1883)
- 15. November: Clarence Morley, US-amerikanischer Politiker (* 1869)
- 19. November: Adam Ankenbrand, deutscher SS-Unterscharführer (* 1887)
- 19. November: Mannes Francken, niederländischer Fußballspieler (* 1888)
- 20. November: Alfred Götze, deutscher Prähistoriker (* 1865)
- 23. November: Üzeyir Hacıbəyov, aserbaidschanischer Komponist (* 1885)
- 23. November: Otto Hartwich, deutscher Theologe und Prediger (* 1861)
- 24. November: Hans Watzlik, sudetendeutscher Schriftsteller (* 1879)
- 25. November: Bjarnat Krawc, sorbischer Komponist und Musikpädagoge (* 1861)

### Dezember
- 01. Dezember: Somerton-Mann, mysteriöses Mordopfer (* um 1903)
- 02. Dezember: Chano Pozo, kubanischer Perkussionist (* 1915)
- 04. Dezember: Karl Bonhoeffer, Psychiater, Neurologe und Medizinischer Gutachter (* 1868)
- 04. Dezember: Hermann Behrends, Generalleutnant der Polizei und SS-Gruppenführer der Waffen-SS (* 1907)
- 08. Dezember: Richard Illge, deutscher Politiker (* 1868)
- 08. Dezember: Carl Watzinger, deutscher Archäologe (* 1877)
- 09. Dezember: Theodore Christianson, US-amerikanischer Politiker (* 1883)
- 10. Dezember: Friedrich Altrichter, deutscher Offizier und Militärschriftsteller (* 1890)
- 10. Dezember: Enrique Mario Casella, argentinischer Komponist (* 1891)
- 12. Dezember: Johann Anetseder, deutscher Politiker (* 1898)
- 12. Dezember: Franjo Dugan, kroatischer Komponist (* 1874)
- 13. Dezember: Frans Drion, niederländischer Lehrer, Politiker und Anarchist (* 1874)
- 14. Dezember: R. O. Morris, englischer Komponist und Musikpädagoge (* 1886)
- 15. Dezember: João Tamagnini de Sousa Barbosa, portugiesischer Militär und Politiker, Ministerpräsident von Portugal (* 1883)
- 16. Dezember: Rudolf Löw, Schweizer Maler und Schriftsteller (* 1878)
- 18. Dezember: Charles Bennett, britischer Leichtathlet und Olympiasieger (* 1871)
- 18. Dezember: William Arms Fisher, US-amerikanischer Komponist, Musikhistoriker und -verleger (* 1861)
- 20. Dezember: Christopher Rawdon Briggs, englischer Geiger und Musikpädagoge (* 1869)
- 20. Dezember: C. Aubrey Smith, britischer Schauspieler (* 1863)
- 21. Dezember: Otto Adler, deutscher Gewerkschaftsfunktionär (* 1876)
- 23. Dezember: Tōjō Hideki, 40. japanischer Premierminister und General (* 1884)
- 23. Dezember: Doihara Kenji, japanischer Meisterspion (* 1883)
- 25. Dezember: Carl Abrahamsson, schwedischer Eishockeyspieler (* 1896)
- 27. Dezember: Arrigo Serato, italienischer Geiger und Musikpädagoge (* 1877)
- 28. Dezember: Hans Bogner, deutscher Altphilologe (* 1895)
- 29. Dezember: Harry Farjeon, englischer Komponist (* 1878)
- 30. Dezember: Denton Welch, britischer Schriftsteller (* 1915)
- 31. Dezember: Malcolm Campbell, englischer Rennsportler und Journalist (* 1885)
- 31. Dezember: Otto Vitense, deutscher Pädagoge und Landeshistoriker (* 1880)

### Datum unbekannt
- Wilhelm Auberlen, deutscher Maler und Bildhauer (* 1860)
- Helene Bodmann, österreichische Botanikerin (* 1911)
- Stefan Ochaba, österreichischer Komponist, Kirchenmusiker und Chorleiter (* 1904)

## Nobelpreise
- Physik: Patrick Maynard Stuart Blackett
- Chemie: Arne Tiselius
- Medizin: Paul Hermann Müller
- Literatur: T. S. Eliot

Ein Friedensnobelpreis wurde nicht verliehen.